# Архитектура Ростова-на-Дону

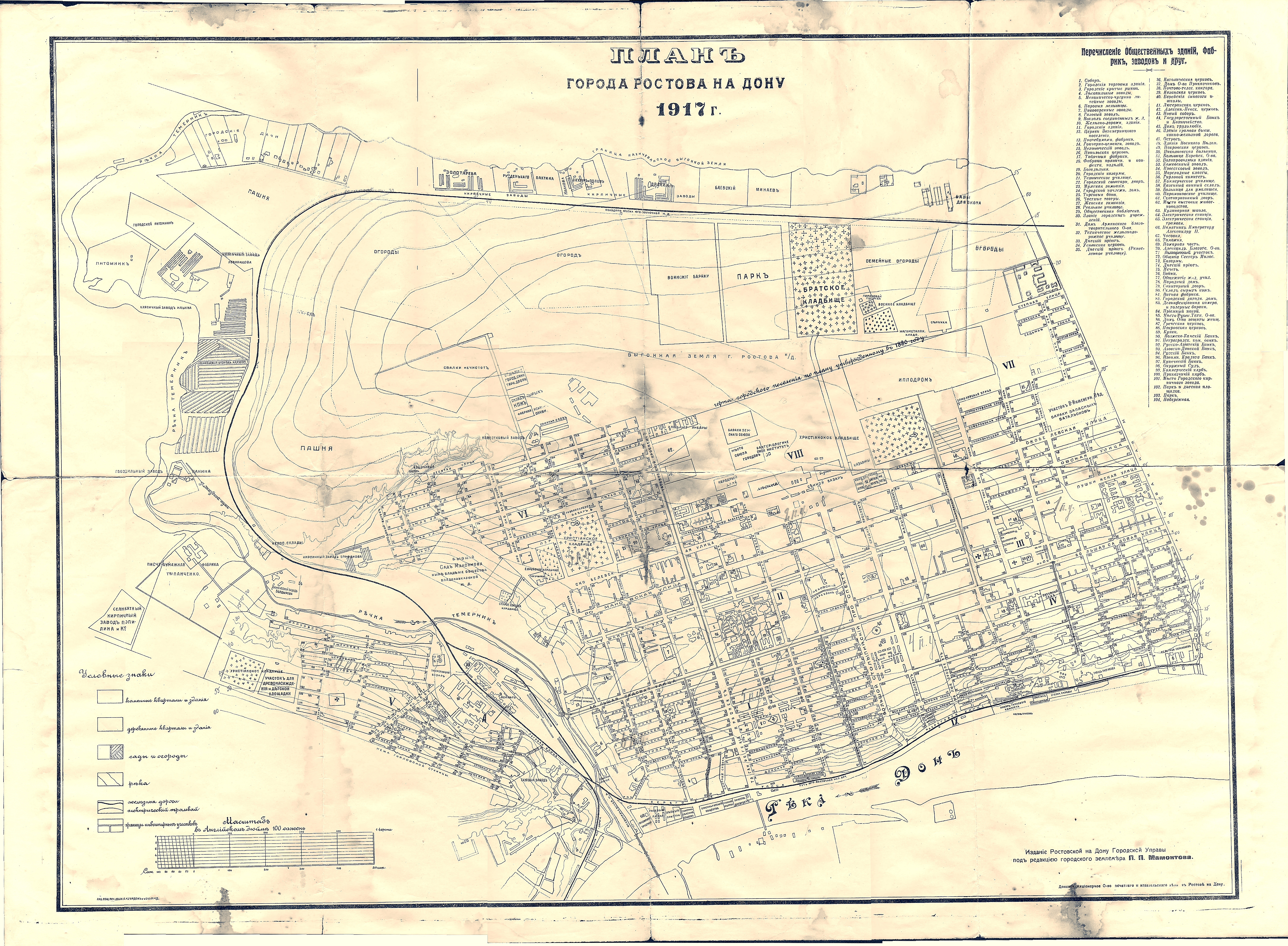
План города Ростова на Дону 1917 года.

Архитектура Ростова-на-Дону в течение трёх веков сформировала неповторимый и уникальный облик города, отличающийся большим разнообразием. Город богат на архитектурные памятники дореволюционного времени. Здесь находится множество зданий разных стилей, составляющих ансамбль интересных архитектурных решений. С течением времени часть зданий была утеряна, часть, ныне существующих, отнесена к объектам культурного наследия федерального и регионального значения. К 2018 году для проведения чемпионата миру по футболу в городе были построены уникальные архитектурные сооружения — новый футбольный стадион и новый аэропорт.

## Предпосылки строительства

### География

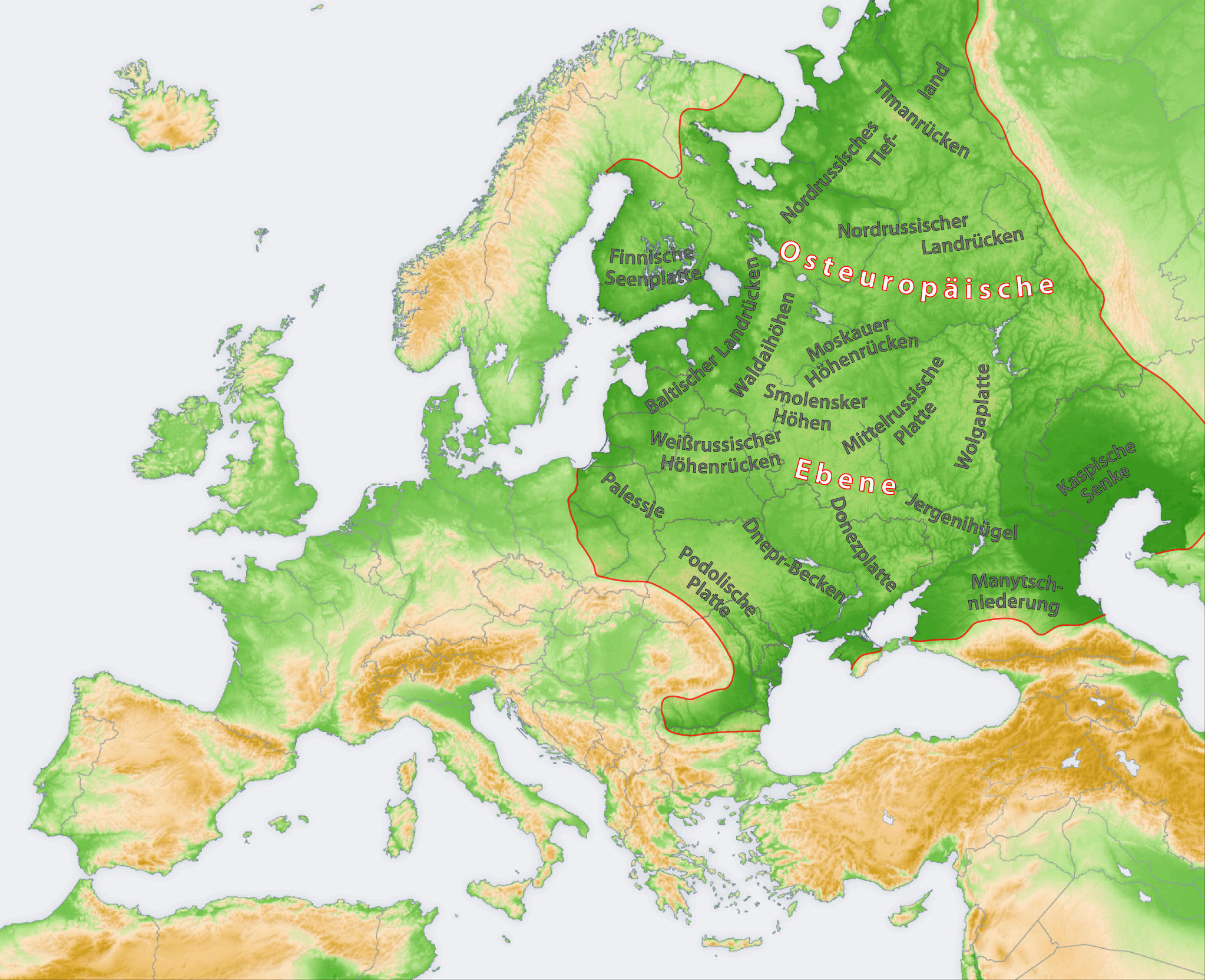
Восточно-Европейская (Русская) равнина

Город Ростов-на-Дону находится в юго-восточной части Восточно-Европейской равнины в долине на правом берегу реки Дон в понтическом плато Дон-Тузловского водораздела с высотой над уровнем моря в 90-100 метров. Высота правого берега реки Дон достигает 80 метров. Плато рассечено долиной этой реки. В строении долины выделяются одна пойменная (высота над уровнем моря 1 — 4 м, ширина от 10 до 300 м) и три надпойменных террасы. I и II надпойменная террасы прослеживаются как останцы шириной от 10 до 50 метров.
Рельеф территории города Ростова-на-Дону равнинный с овражно-балочным характером. Долина реки Темерник имеет левобережные (Генеральная, Черепахина и др.) и правобережные (Змиёвская) балки. Балки Кизитеринка, Кульбакина, Рябинина имеют свои сформированные долины, склоны которых асимметричны и имеют протяженность от 3 до 5 км. Глубины балок — 40-50 метров.
На всем протяжении донского берега от балки Пороховой до балки Рябинина на абсолютных высотах 9,0-16 до 25-30 метров наблюдается оползание известняков.
К территориям, не подлежащим застройке, относятся месторождения полезных ископаемых. На территории Ростова-на-Дону имеются месторождения полезных ископаемых, из них наиболее распространены суглинки и строительные пески (Цыганский I, Цыганский II).

### Геологические условия
Территория сложена осадочными породами толщей 500—550 метров, которые залегают на скальном основании докембрия. В состав осадочной толщи входят породы мелового (145-60 млн лет до н. э.), неогенового (23,03-2,58 млн лет до н. э.) и четвертичного периодов. На дневной поверхности залегают четвертичные отложения, в отдельных местах имеются неогеновые породы. Неогеновые породы имеют морское происхождение. В районе города Ростова выделяют: Сарматские отложения из черных глины c прослоями песка, Мэотические отложения из ожелезненого известняка с песком и глинами, Понтические отложения со слоями известняков-ракушечников, Хапровские пески, красно-бурые глины и др.
Сильно расчлененный рельеф городской территории осложняет строительство и создает особые условия поверхностного и подземного стока, что приводит к развитию опасных геологических процессов. Левобережье Дона — низкое, плоское, шириной до 10 км, сложено песчано-глинистыми аллювиальными отложениями. В период паводков левобережная часть частично затопляется водой, имеет заболоченные участки.

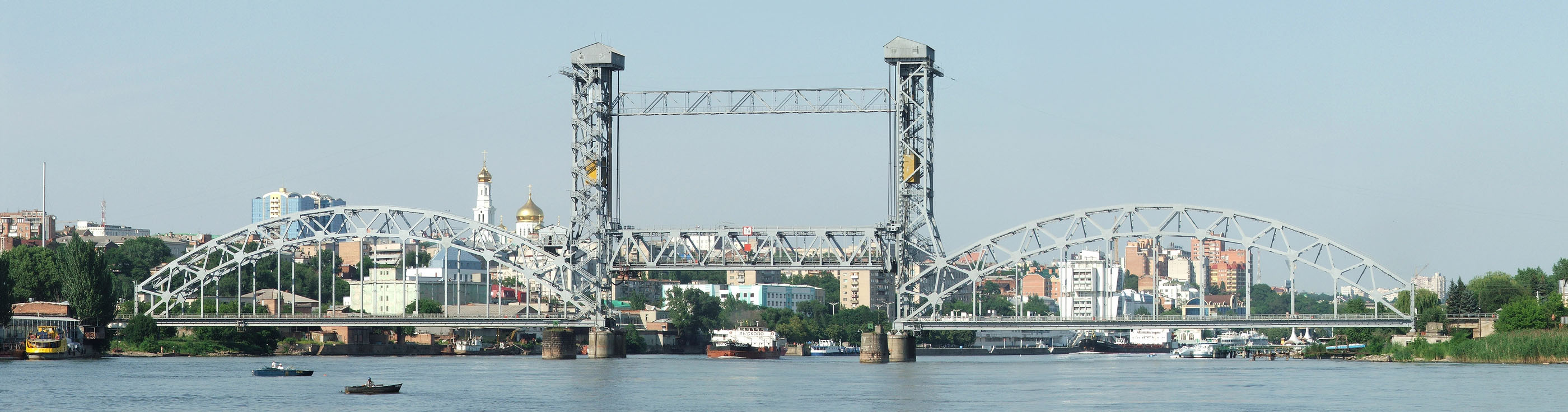
Вид на город и реку Дон. Панорама разводного железнодорожного моста через реку в Ростове-на-Дону

### Гидрологические условия
На территории Ростова-на-Дону распространены грунтовые воды. Встречаются они в лёссовых толщах и аллювиальных отложениях и межпластовые воды в отложениях Неогенового периода.

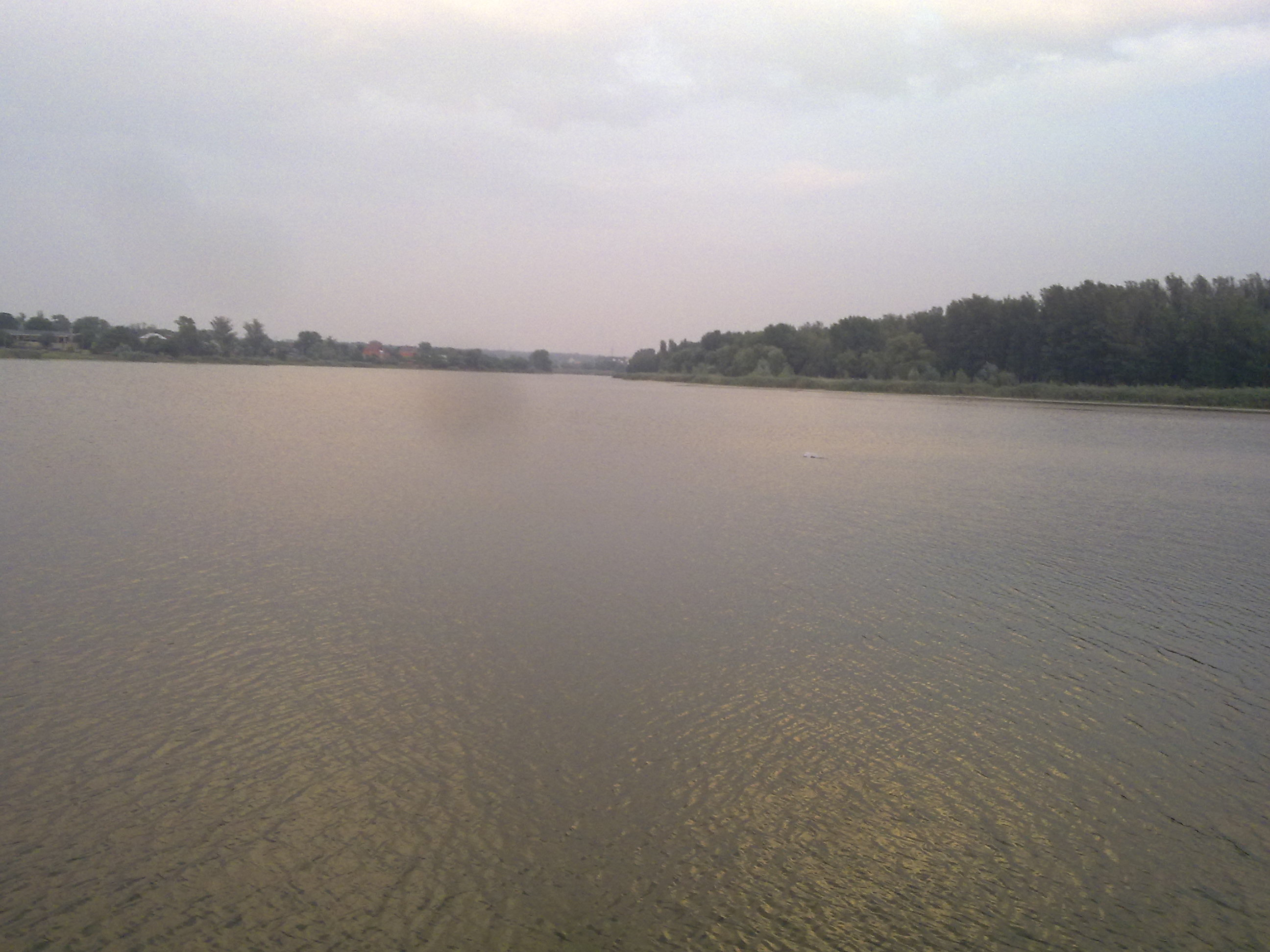
Вид на Ростовское море

Грунтовые воды в лёссовой толще залегают на глубине 2-15 метров от поверхности земли. Водоупором для них являются скифские глины. На территории Ростова происходят подтопления, связанные с пополнением запаса подземных вод за счёт проникания техногенных стоков в толщу лёссовых пород. В старой части города уровень грунтовых вод близок к фундаментам зданий. Это приводит к деформациям строений и ухудшению экологической ситуации в городе. Грунтовые воды на городской территории имеют многочисленные выходы на поверхность в виде источников по склонам рек Дон, Темерник и балок.
На территории города находятся также родники, небольшие реки, озёра, водохранилища, крупнейшими из которых являются Северное водохранилище и Ростовское море.

## История
Город Ростов-на-Дону берёт своё начало с основания в 1749 году Темерницкой таможни. Темерницкий порт в то время был единственным русским портом на юге России, через который велась торговля со странами Чёрного, Эгейского и Средиземного морей. Позже здесь была построена крепость, названная в честь святого Дмитрия Ростовского. Крепость Святого Димитрия Ростовского сыграла большую роль в период русско-турецких войн второй половины XVIII века. В русско-турецкую войну 1768—1774 годов она служила базой для наступления на Азов. После войны и присоединении территории Крымского ханства крепость утратила своё значение.

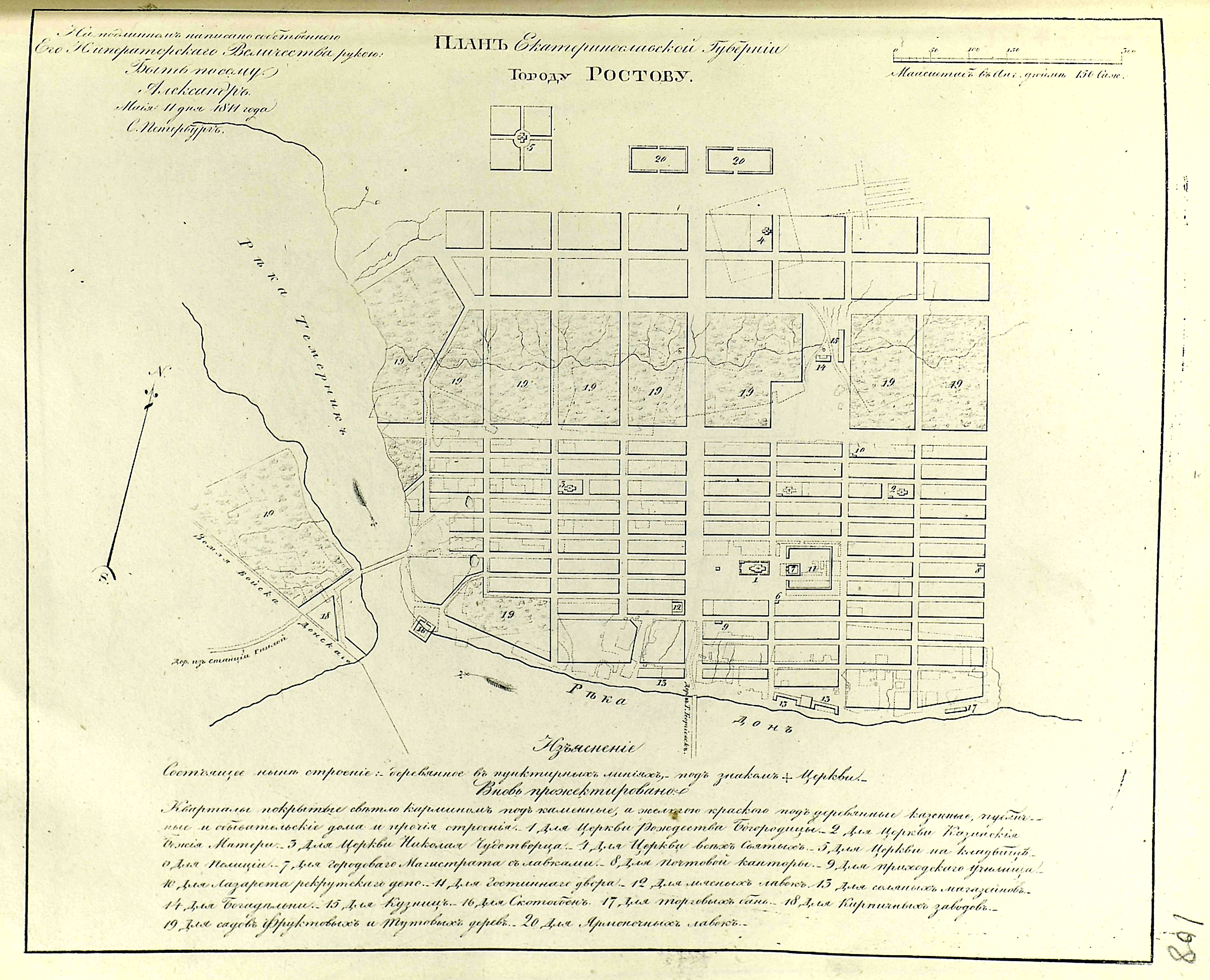
«Прожектированный» план города Ростова Екатеринославской губернии 1811 года из «Полного собрания законов Российской Империи. Книга чертежей и рисунков. Планы городов.»

Степь на месте нынешнего города постепенно заселялась выходцами из Украины и России. В 1779 Екатерина II поселила здесь крымских армян. Они основали к востоку от крепости поселение Нор-Нахичеван (ныне Пролетарский район Ростова-на-Дону). Крепость, утратившая своё военное значение, указом Александра I от 17 августа 1807 года получила статус уездного города.
В 1811 году город получил генеральный план, утверждённый государем Николаем I. По нему площадь Ростова определялась в 246 гектаров. Город занимал узкую прибрежную полосу от левого берега реки Темерник до нынешнего Ворошиловского проспекта. В 1835 году царским указом крепость Димитрия Ростовского была упразднена, а её земли передавались городу. Всего Ростов получал дополнительно 270 гектаров земли. Это создавало благоприятные условия для роста города.
Первый генеральный план развития Ростова разрабатывался архитектором Трофимом Шаржинским. В разработке плана нового города принимал участие также архитектор И. Е. Старов. Ныне по планам и картам города разного времени можно проследить, как постепенно рос и развивался город, присоединялись к нему новые территории.
В то время между нынешними улицами Б. Садовой — Береговой, Буденновской — Ворошиловским проспектом находился район Солдатская слобода. После построения города по генплану слобода превратилась в город, в котором было 8 улиц и 6 переулок. В Ростове было построено 270 каменных строений, 42 амбара, пять церквей, гостиный двор и 85 лавок для торговли. Дома строились преимущественно деревянными.
В 1823 году в городе было 1015 домов, из которых только 25 зданий были каменными. В 1824 году строящийся город поглотил первым Доломановскую слободу. Попытки застраивать Нахичевань приводили к тяжбам. В результате появилась разграничивающая районы нейтральная межа между проспектом Театральным и Каяни. Ростов к этому времени размещался в границах: ул. Горького — река Дон, проспект Ворошиловский — река Темерник. До конца XIX века центр города находился в прибрежной части и ограничивался на севере улицей Московской.
В это время существовала и Большая Садовая улица, которая только начинала застраиваться. Она ещё не была главной и находилась, фактически, на северной окраине. В центре Ростова располагалась главная городская площадь — Базарная. Вблизи неё в 1810 году было построено двухэтажное каменное здание городской думы. Оно к сожалению после Великой Отечественной войны не сохранилось, однако бывшим зданием городской думы считают Дом Максимова которое находится на углу нынешней улицы Станиславского и проспекта Семашко.
Второй генеральный план был разработан и принят в 1845 году. При его реализации оказались застроенными окрестности крепости Димитрия Ростовского. Центр Ростова сместился с улицы Почтовой (ныне Станиславского) на Московскую. Граничной улицей стала Кузнечная (ныне Пушкинская), за Темерником вырос поселок самозастройщиков — Затемерницкое поселение, прозванное Бессовестной слободой. Ростов начал становился промышленным городом. Около нынешней улицы Красноармейской была создана промышленная зона, сохраняющаяся и поныне. Первым крупным предприятием Ростова был Кожевенный завод.

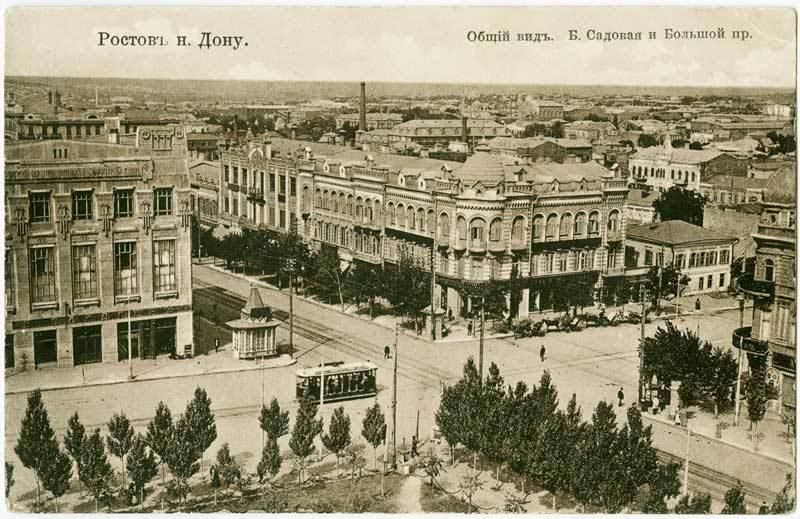
Большая Садовая улица

В 1846 году в Ростове насчитывалось уже 1214 деревянных и 278 каменных домов. Спустя десять лет число их увеличилось, соответственно, до 1306 деревянных и 294 каменных. В 50-е годы XIX века в Ростове насчитывалось 14 улиц, в том числе 6 продольных и 8 поперечных, и до 60 безымянных переулков. Наиболее оживлённой была Московская улица, примыкавшая к Базарной площади и собору, ставшая к началу второй половины XIX века главной улицей города.
Во второй половине XIX века городской головой Ростова-на-Дону был Андрей Матвеевич Байков (1831—1889). При нём Ростов обзавелся тротуарами, уличными фонарями, общественным транспортом, богадельней, газетой, обществом взаимного кредита, биржей.

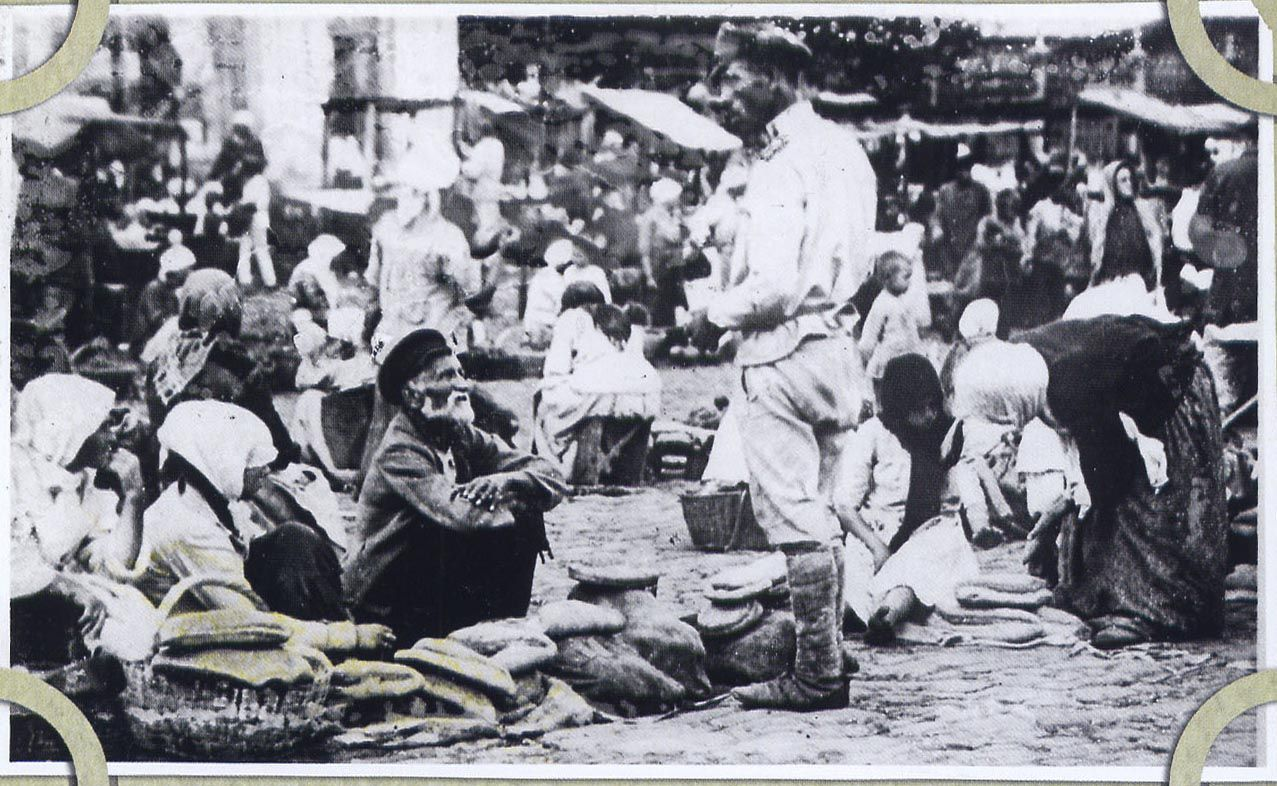
Базар в Ростове-на-Дону, конец XIX — начало XX века

По его началом в городе появились пожарная команда, набережная, сады, городской водоканал. До него считалось, что Ростовские площади принадлежат не городу, а обществу, горожанам. На городских площадях любой мог построить лавки, шалаши, устраивать увеселения, балаганы и др. Вследствие этого на площадях были сооружены (как в России уже времён Б. Н. Ельцина) без какого-либо плана и фасада неприглядные шалаши, лавки. Эти хаотические строения образовывали узкие закоулки без удобств для граждан. Площади становились самыми безобразными и грязными частями города. В начале 1863 года Байков учредил комиссию под председательством гласного Смирнова, позднее Колунова. Комиссия, изучив обстоятельства дела, нашла, что прав на площади никто не имеет. Согласно этому решению на площадях Ростова были снесены торговые лавки и шалаши. Поскольку площади засорялись также извозчиками, то в 1864 году их обложили сбором в 25 коп. Вырученные деньги шли на чистку площадей.
При Байкове в 1863 году в Ростове была введена нумерация домов. По мере возрастании номера, с правой стороны улиц шли номера четные, с левой — нечетные.
Третий генеральный план был принят в 1868 году. В эти годы город начинает застраиваться многоэтажными зданиями. Зажиточные горожане стали строить доходные двух-трехэтажные дома. Первые этажи здания отдавались под магазины, на вторых этажах жили хозяева, а третьи сдавались в аренду квартирантам. На улице Б. Садовой, ставшей центральной, появились многоэтажные дома городской администрации, доходного дома С. Генч-Оглуева, гостиницы «Московской».
Как следствие миграционных процессов, город стал быстро расти. В 1863 году в Ростове жило 18,5 тыс. человек, а через три года — 40 тысяч, в 1897-м году — 119 тысяч, 1913-м году — около 205 тысяч.
В XIX веке строительство зданий в городе проходило по проектам из «Собрания фасадов, … Высочайше апробированных, для частных строений в городах Российской Империи». «Образцовые» проекты создавались крупными архитекторами своего времени: Л. И. Руска, В. И. Гесте, В. П. Стасовым. В «Собрание фасадов» входило несколько типов жилых домов, начиная от простых с тремя окнами по фасаду и кончая трехэтажными зданиями со сложным архитектурно-пространственным решением. Заказчики выбирали любой приглянувшийся вариант в зависимости от своих предпочтений и финансового положения. В городе регламентировалось и содержание домов. Владельцы или арендаторы домов должны были содержать двор и половину улицы перед домом в постоянной опрятности. Каждый двор должен был содержать оцементированную помойную яму или большие осмоленные бочки для мусора. Жители должны были регулярно вывозить мусор, устранять железным купоросом неприятные запахи от ям.

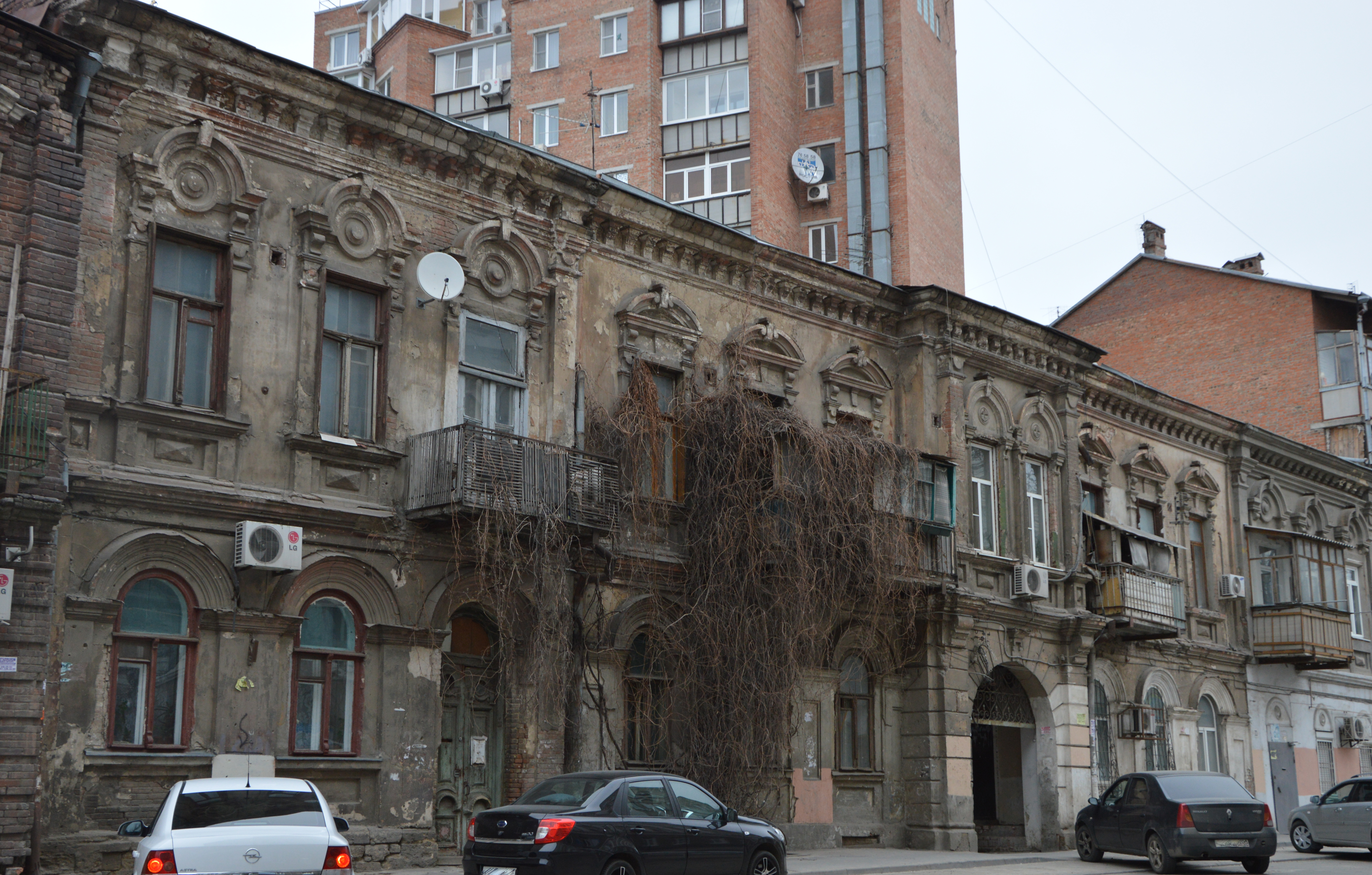
Улица Тургеневская, д. 23

Одной из старейших улиц города была Тургеневская улица. В 90-х годах XIX века она называлась Полицейской, так как на ней размещалась городская полицейская часть, здесь жили городничий и полицмейстер. Улица застраивалась 2-3 этажными зданиями в стиле эклектика, модерн. В оформлении фасадов использовались элементы кирпичного декора, характерные для классицизма и барокко. Улица Тургеневская одной из первых в Ростове-на-Дону была освещена масляными фонарями.
В 1860-е годы город расширился на север и главной улицей города стала Садовая улица, протянувшаяся от реки Темерник до границы с Нахичеванью-на-Дону. Большая Садовая получила такое название потому, что на её территории когда-то располагались сады. На Большой Садовой, Московской и Таганрогском проспекте стали строиться многоэтажные здания. В других местах города многоэтажки стали строить к началу Первой мировой войны. Застройка улицы Большой Садовой улицы стала главной достопримечательностью города. Все здания этой улицы уникальны и назывались по фамилиям владельцев.
В 1864 году на Большой Садовой появились первые керосиновые фонари, с 1865 года начал работать водопровод, с 1868 года по Большой Садовой стали ходить общественные многоместные кареты от Доломановского переулка до границы с Нахичеванью, с 1887 года было открыто движение конки, а 1901 году был пущен первый электрический трамвай.

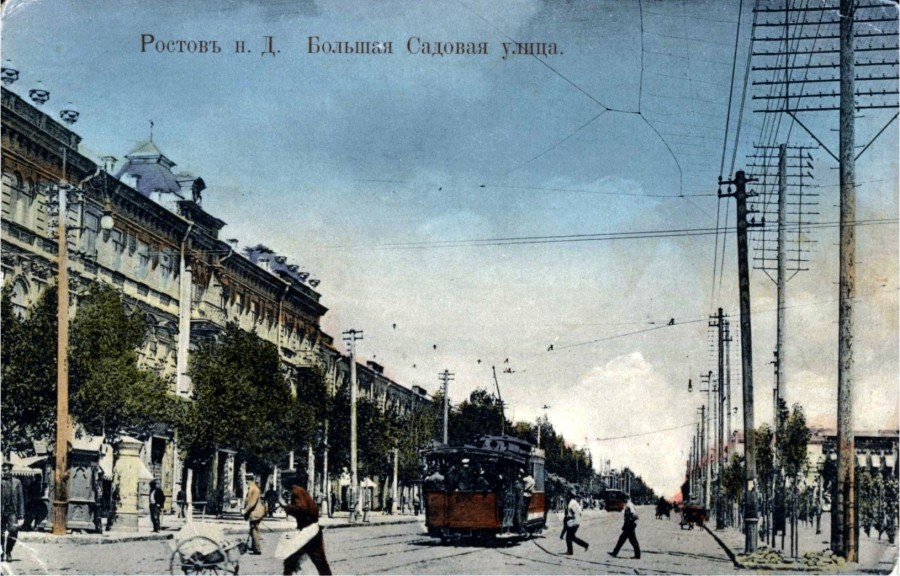
Б. Садовая улица в начале XX века.
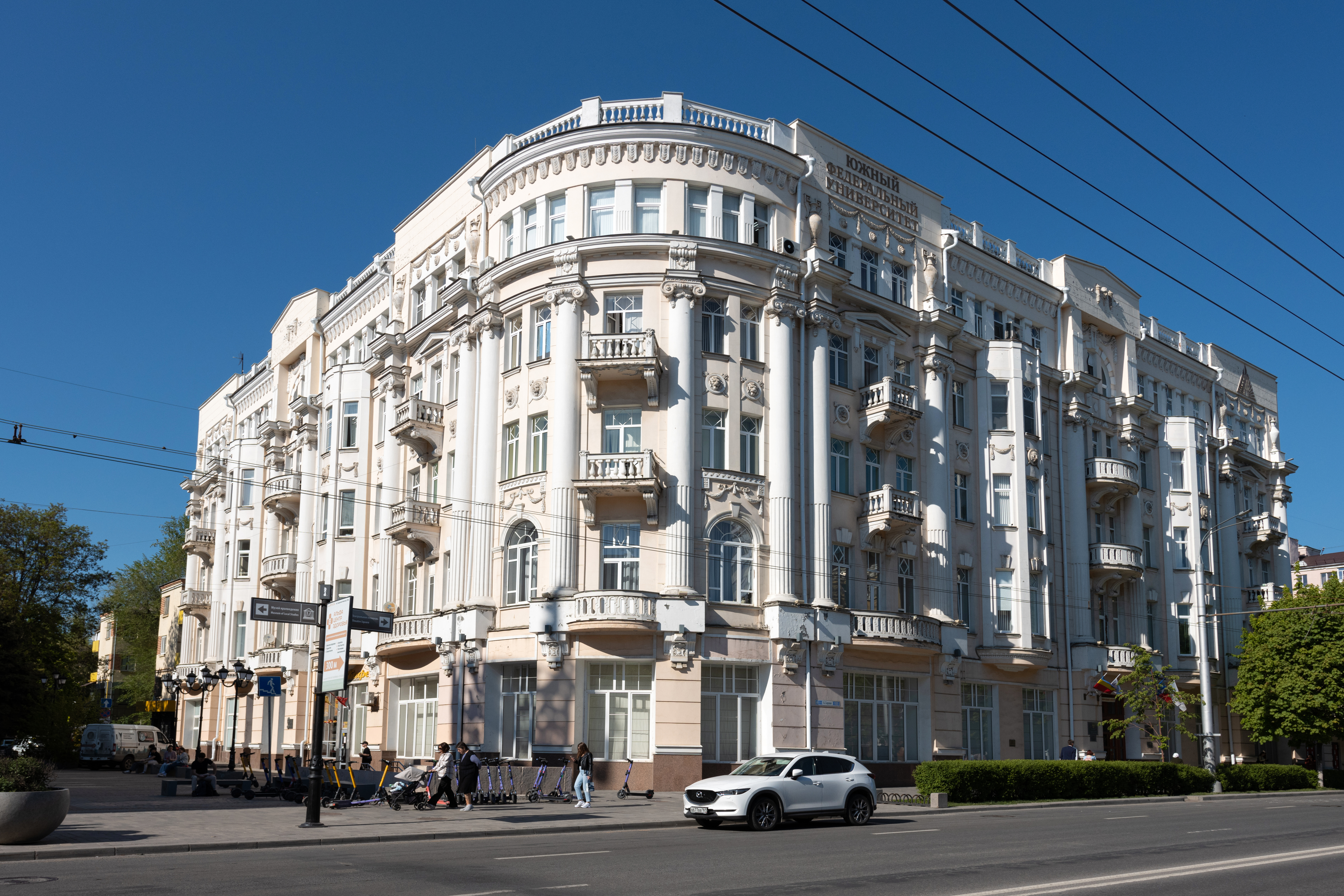
Б. Садовая улица. Дом Купца Кистова
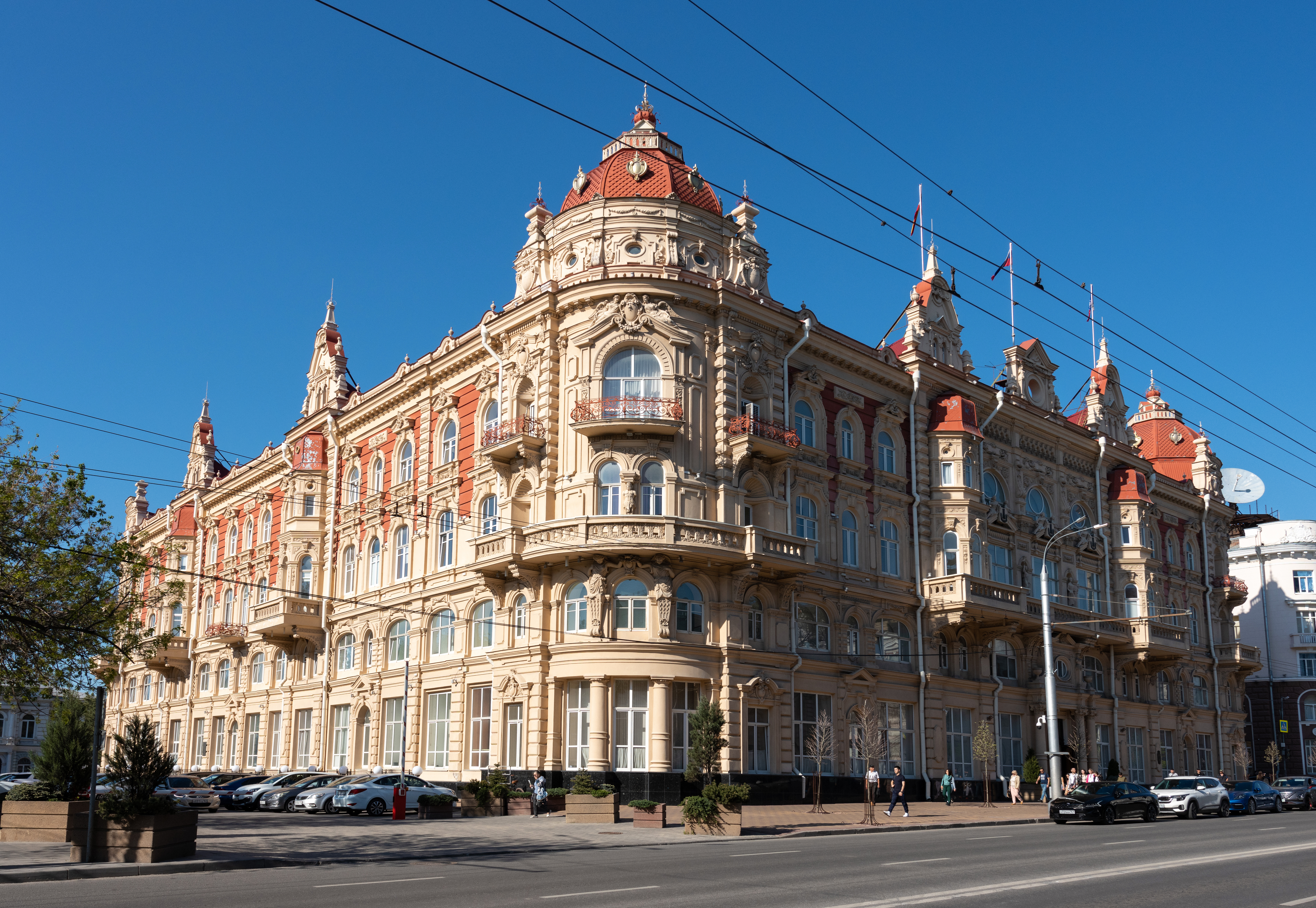
Б. Садовая улица. Здание городской Думы
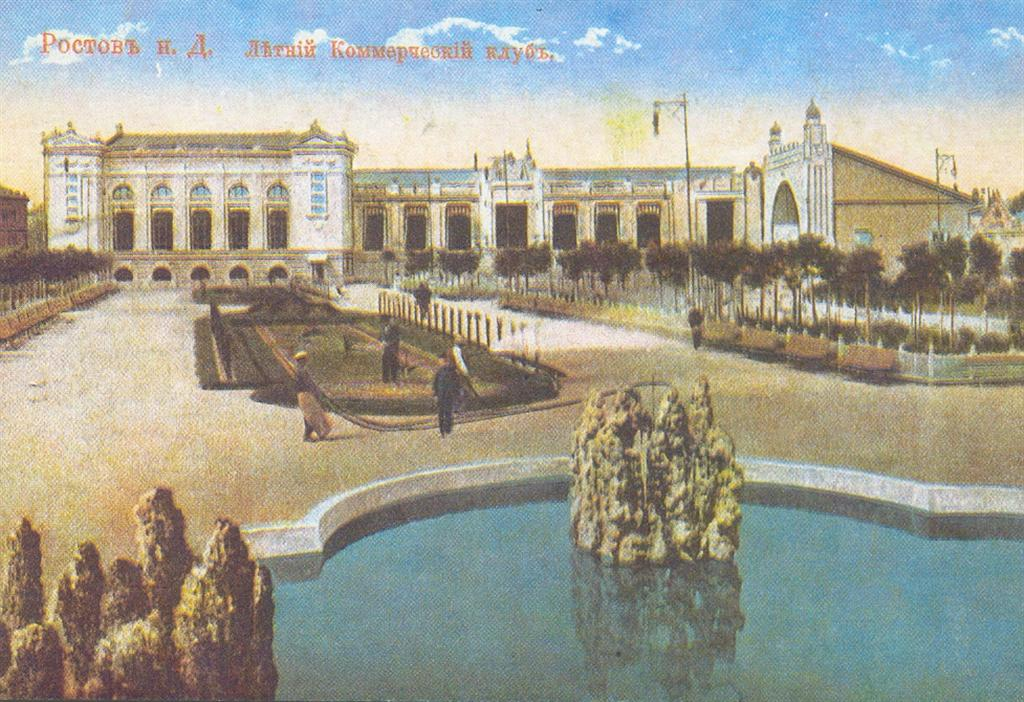
Б. Садовая улица. Летний коммерческий клуб
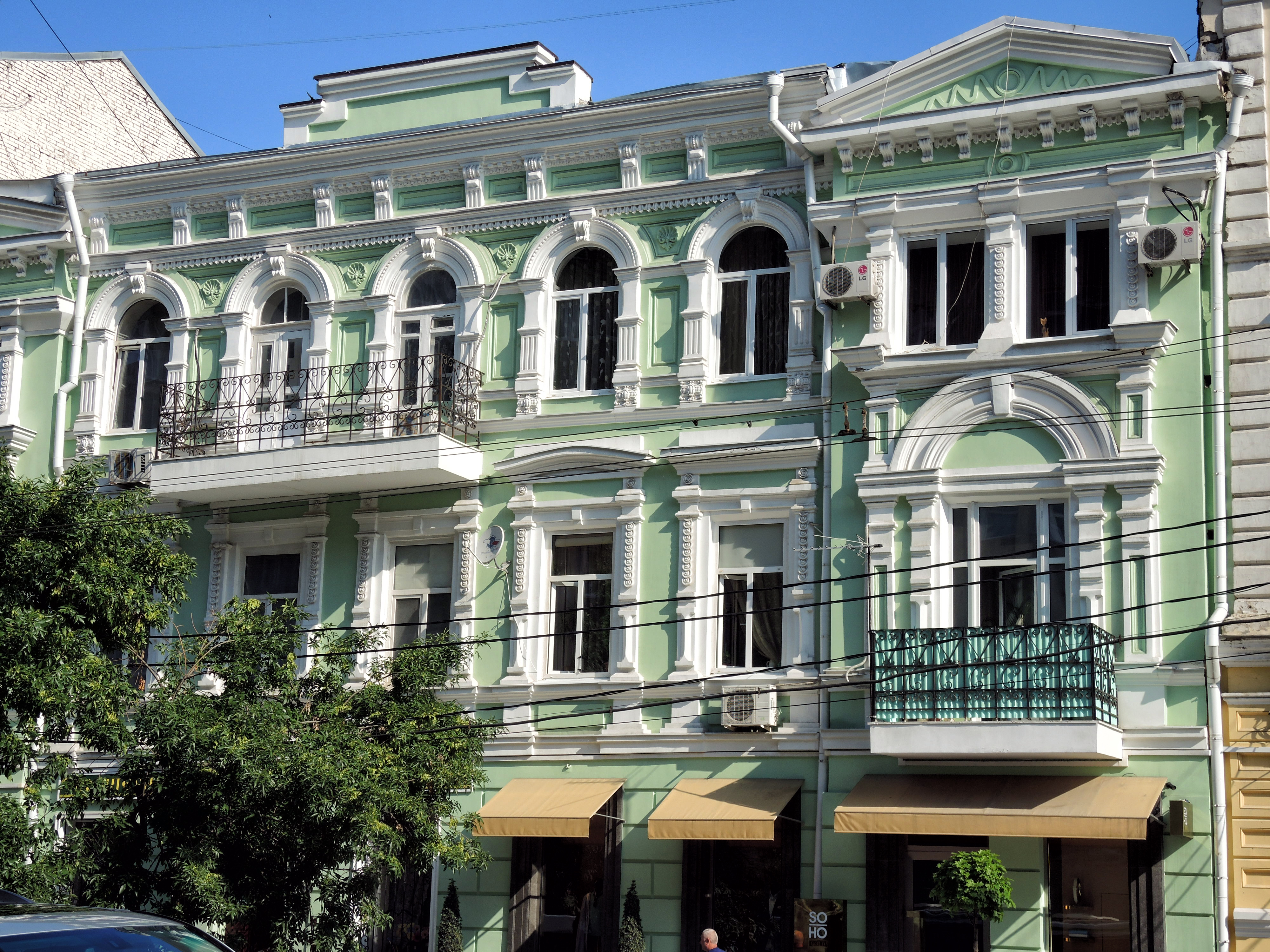
Б. Садовая улица. Доходный дом И. М. Шапошникова

Рядом с Ростовым развивался город Нахичевань, заложенный 21 апреля 1781 года армянской колонией переселенцев с Крымского полуострова. Город Нахичевань стал первым городом Нижнего Дона, основанным не как крепость, а как торгово-ремесленное поселение. В отличие от торговых городов, застраивавшихся, как правило, стихийно, Нахичевань-на-Дону застраивалась по Генеральному плану 1781 года, скорректированном в 1811 году. Ростово-Нахичеванская межа пролегала по современному Театральному проспекту. Нахичевань-на-Дону также включала Каменку, часть нынешнего Первомайского района и Сурб Хач в Ворошиловском. В настоящее время все эти территории в составе города Ростова-на-Дону.

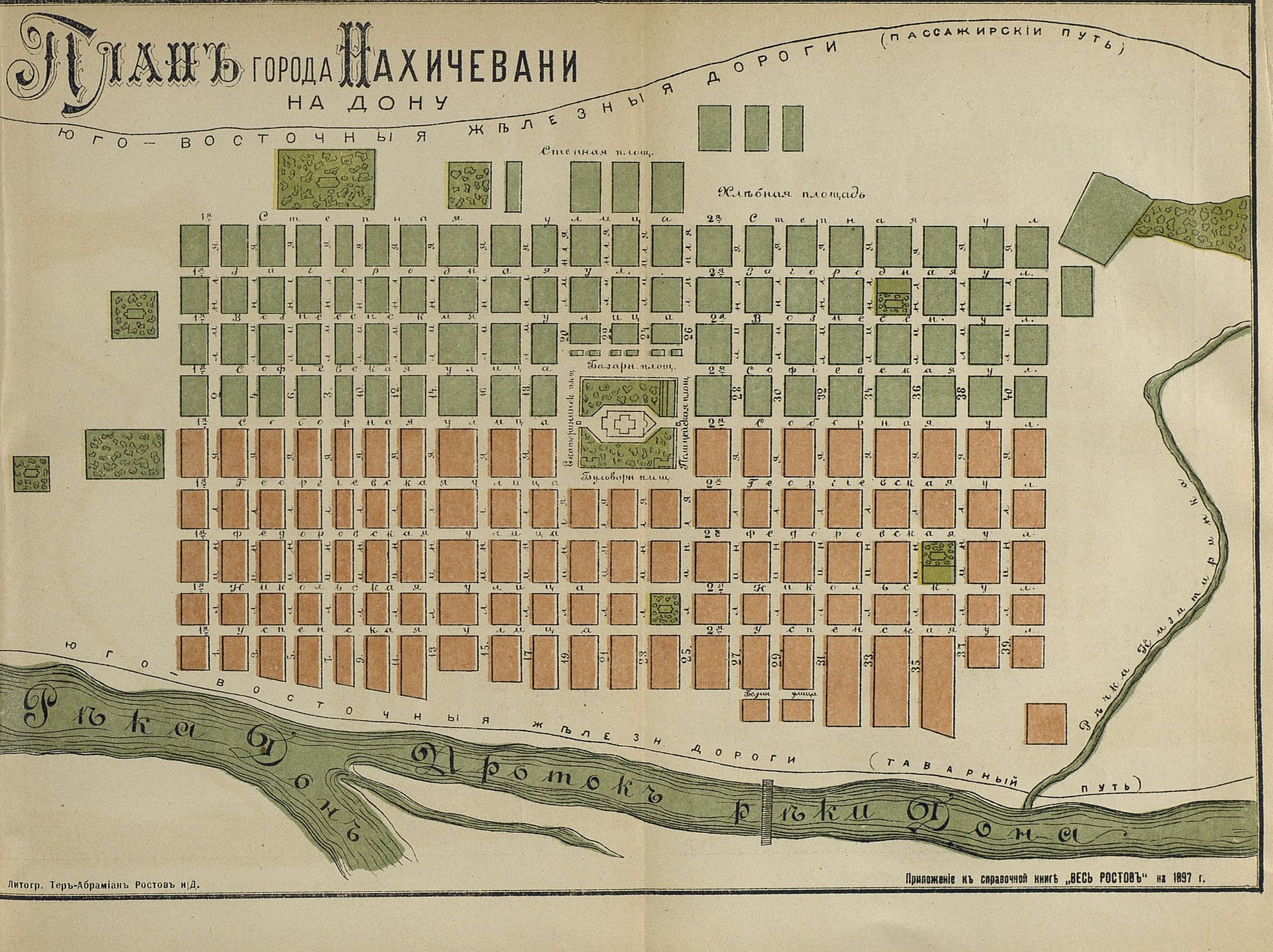
План Нахичевани

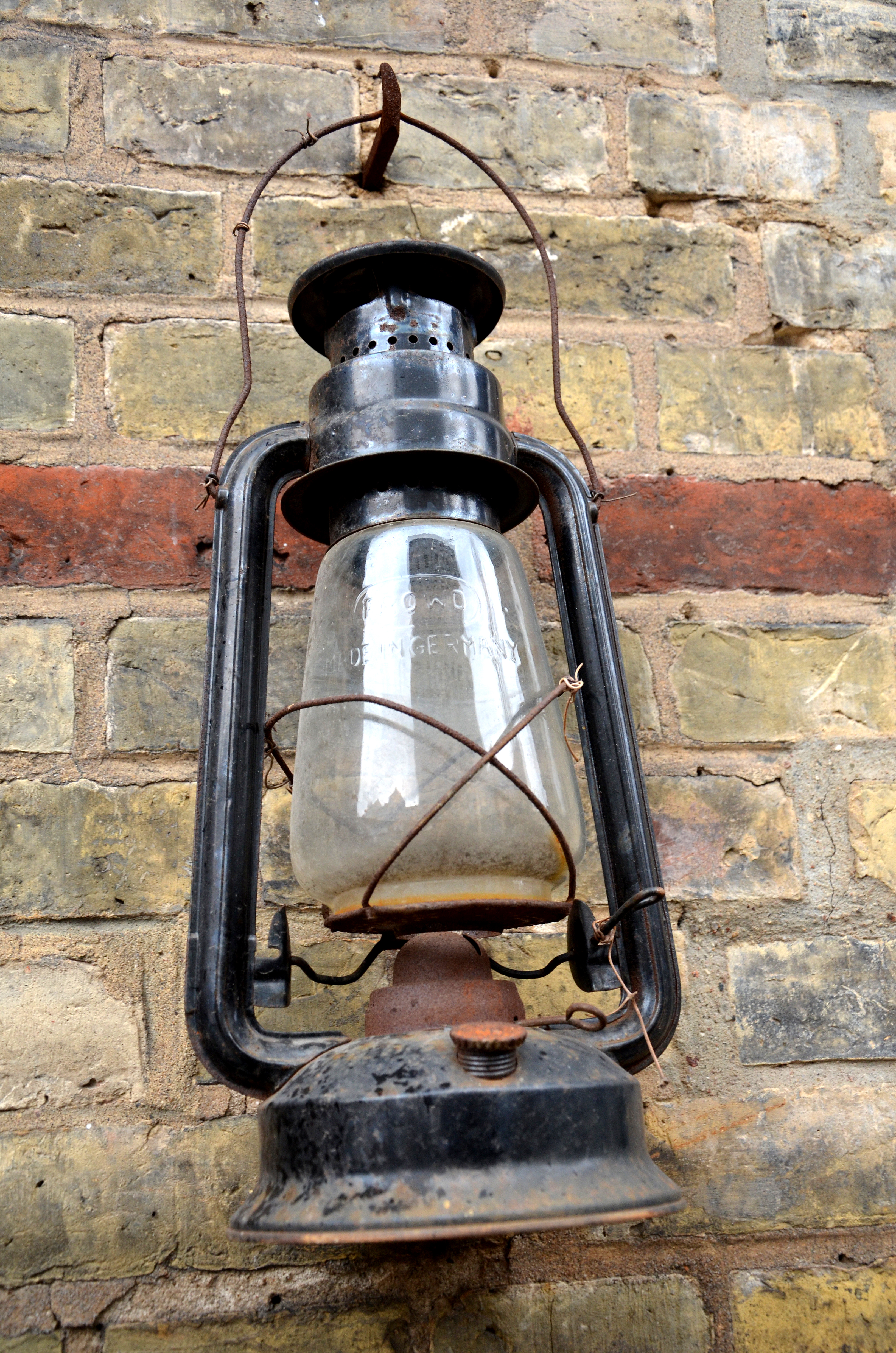
Керосиновый фонарь

К началу XIX века город Нахичевань-на-Дону стал ремесленно-промышленным и торговым центром. Город быстро застраивался домами, мастерскими, общественными зданиями на прямых и широких улицах. Первый храм — Сурб Аствацацин (пресвятой Богородицы) — построили в 1780 году. Всего в городе было построено 6 армянских церквей (Никольская, Вознесенская, Пресвятой Богородицы, Федоровская, Георгиевская, Сурб Карапет), а в пригороде возведён монастырь Сурб Хач (Святого Креста). В городе работали: публичная библиотека, городской театр, армянское духовное управление, армянский сиротский суд, нахичевано-бессарабская армянская духовная семинария, гоголевское училище для армянских детей и др. заведения. Первоначально все церкви в городе строились из дерева, к сооружению каменных церквей приступили с 1783 года. Все храмы они построены в русско-византийской традиции и в стиле классицизм. К числу первых каменных церквей относился Собор св. Григория Просветителя, построенный на центральной площади и служивший градостроительной доминантой города.
В конце XIX века на месте предполагаемого центра с Гостиным двором возникло четыре площади: Базарная, Гостиная, Полицейская и Бульварная. В центре находился собор Св. Георгия, просветителя армян. Собор св. Григория Просветителя представлял собой центрический храм в стиле классицизма с использованием крестово-купольной конструктивной системы. Храм был прямоугольным в плане с вписанным крестом и выступающей полуциркульной апсидой на востоке.
Облик Нахичевани-на-Дону сформировался в последней четверти XIX века. В 1928 году город Нахичевань-на-Дону был упразднён и вошел в состав Ростова-на-Дону.
Четвертый генплан Ростова был принят в 1914 году. Приспевшие октябрьская революция и Гражданская война не позволили реализовать задуманное.
В первые годы советской власти Ростов-на-Дону представлял собой город с благоустроенным центром и безликими рабочими окраинами. С этого времени в городе развертывается благоустройство рабочих окраин, жилищное строительство, строительство больниц, школ. Здания этого времени отличаются простотой внешней архитектуры. Преследовалась цель дать хорошее и дешёвое жилище для рабочих без архитектурного оформления. Период Гражданской войны и НЭПа не оставил никаких архитектурных памятников в истории города.

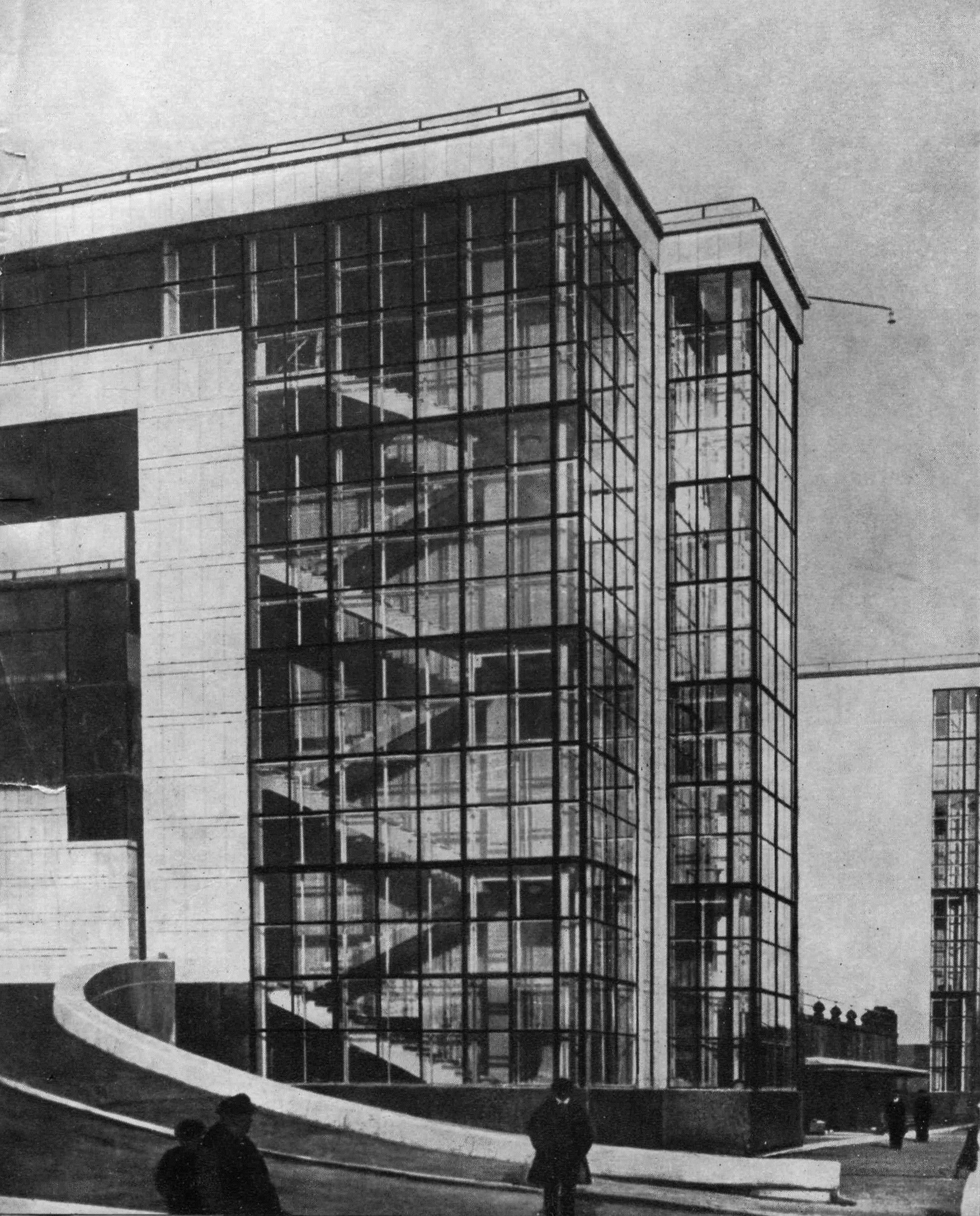
Ростовский академический театр драмы имени М. Горького до войны

После Гражданской войны в Нахичевани-на-Дону и Ростове восстанавливались разрушенные отели: Астория, Деловой двор, Северная. Навсегда бы утрачен Асмоловский театр. Началось выполнение Ленинского плана монументальной пропаганды, в ходе которого был уничтожен ряд памятник и в первую очередь членам царской семьи. В 1920 году на месте памятника Екатерине II был открыт памятник Карлу Марксу.
Градостроительная концепция Ростова этого времени была разработана по идеям архитектора Д. Е. Шибаева. По нему на окраинах города вокруг строящихся предприятий создавались районы с радиально-кольцевой планировкой улиц и переулков с главной площадью в центре. Они сохранились к настоящему времени в районе Красного Города-Сада, Сельмаша, поселков Первомайского и Маяковского (Берберовка). Предполагалось, что основная застройка будет одноэтажной и будет вестись за счет прибывающего из деревень контингента работников. В центре должны были быть построены малоэтажные здания с административными и общебытовыми функциями.

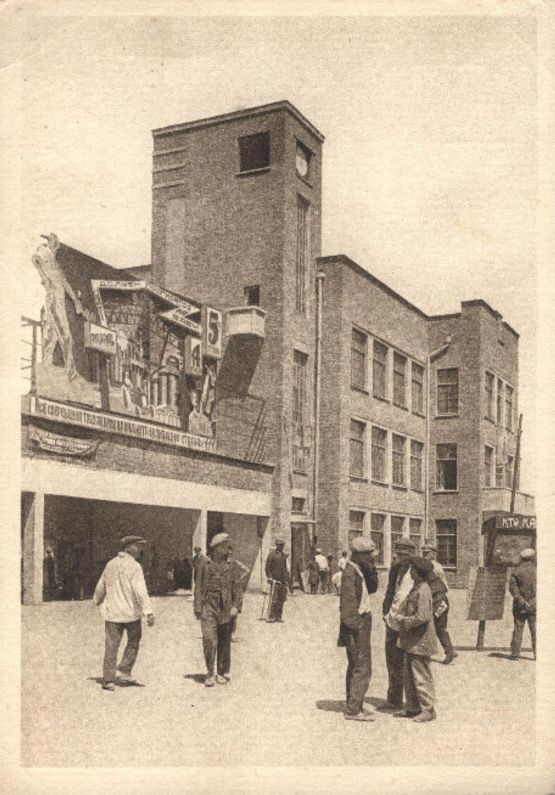
Проходная Ростсельмаша

За улицей Смычки до сих пор сохранился нетронутый временем северо-восточный угол поселка Сельмаш, примыкающий географически к Кизитериновской балке. В этом районе сохранилась одноэтажная застройка в первозданном виде. Главной улицей здесь является улица Просвещения (бывшая улица Сталина), от неё ответвляются по склонам балки все остальные улицы и переулки. В этом районе сохранились первоначальные фасады домов и дворы местных жителей. Здесь на одном общем участке жило несколько семей. Фасадный дом обычно принадлежал первопоселенцам, к которым потом по разным причинам житейских невзгод подселялись несколько семей, строивших свой дом в глубине дворового участка. Одна семья на имеющейся у неё земле могла построить кроме жилого дома ещё и подсобные помещения типа летней кухни и сарая, где хранились дрова и уголь. Во дворе были и «удобства» — туалет и помойная яма. Во дворе оставалось немного места для грядки, где выращивались лук и зелень. Дома здесь чаще строились самано-деревянные, позднее они обкладывались кирпичом. Размеры, качество дома, кухни и дворового участка различались в зависимости от материального состояния семьи. Так было до 1960-х годов, после чего стали жестко регламентироваться размеры и этажность частных домов.

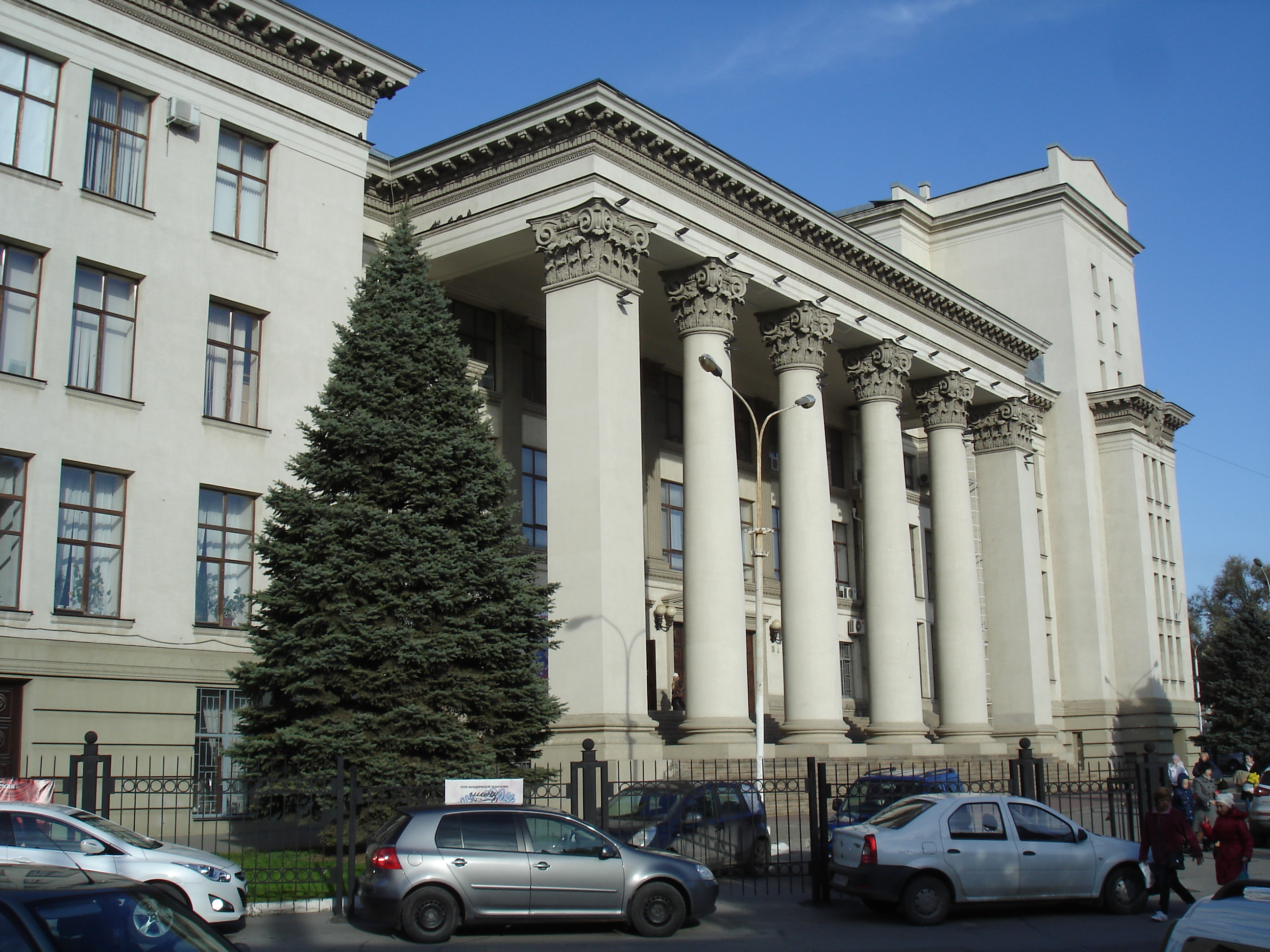
Лендворец

В 1924 году по проекту архитектора Эберга Л. Ф. по улице Пушкинской строится один их первых жилых комплексов города — Трамвайный городок. Застраивался городок 2-3 этажными зданиями. В 1926—1930 по проекту архитекторов Михаила Кондратьева, А. Маркелова и Л. Эбберга в Ленгородке был построен первый в городе рабочий клуб «Дворец Труда». Дворец был первым зданием в Ростове-на-Дону, построенным в стиле советского конструктивизма. Семиэтажная правая часть здания примыкала к его четырёхэтажной части. После войны к парадному входу в здание бы пристроен большой портал с колоннадой.
В 1926 году в Ростове развернулось строительство новых жилых домов-комплексов. Из таких домов был построен Дом водников (1926), Дом-комплекс на Буденновском проспекте (1928, архитектор М. Н. Кондратьев), Гигант № 1 (1931, В. Н. Наумычев), Гигант № 2 (1931).

План города Ростова на Дону. Составлен Северо-Кавказским Геодезическим Управлением ГГУ ВСНХ СССР в 1931 году.

За годы первых пятилеток в Ростове-на-Дону выросли новые предприятия, был построен крупнейший завод «РОСТСЕЛЬМАШ». Начиная с 30-х годов XX века, в городе развернулось массовое жилищное строительство, были построены крупные общественные здания. В 1934—1936 годах по проекту В. А. Щуко и В. Г. Гельфрейха было возведено здание театра имени Максима Горького. К 1939 году население города выросло до 510 тысяч жителей, он стал одним из десяти крупнейших городов страны. Бурный рост города требовал создания новых районов, реконструировался и рос стихийно. В мае 1937 году планировочные работы были переданы Архитектурно — планировочной мастерской № 2 Народного комиссариата коммунального хозяйства (НККХ), руководимой профессором В. Н. Семёновым.
В представленном мастерской предварительном эскизном проекте планировки, было определено размещение промышленности, жилищного строительства, обслуживающих предприятий, проработаны вопросы архитектурной организации застройки.
В 1938 году в Ростове было создано отделение Союза архитекторов СССР. В Союзе велись споры о стилевой направленности развития архитектуры в Ростове. Черту под этими спорами в свое время подвело Постановление ЦК КПСС об излишествах в архитектуре, переходе к типовому проектированию и на индустриальные методы строительства.
Пятый генплан был разработан мастерской Наркомхоза РСФСР под руководством Действительного члена Академии архитектуры СССР В. Н. Семёнова по договору с Ростовским горсоветом от 1934 года. В 1940 году план был представлен на утверждение Совнаркома РСФСР. Однако Великая Отечественная война не дала выполнить план, более того, после войны город лежал в руинах. Потребовалось изменение и дополнение существующего плана, что проводилось той же мастерской под руководством В. Н. Семёнова.
В годы Великой Отечественной войны в городе шли ожесточённые бои. Отступая, гитлеровские войска взорвали то, что ещё сохранилось после бомбардировок, город был превращен в груду развалин. Из 274 заводов и фабрик в Ростове уцелело только шесть. 14 февраля 1943 года город был освобождён войсками Южного фронта под командованием генерал-полковника Р. Я. Малиновского.

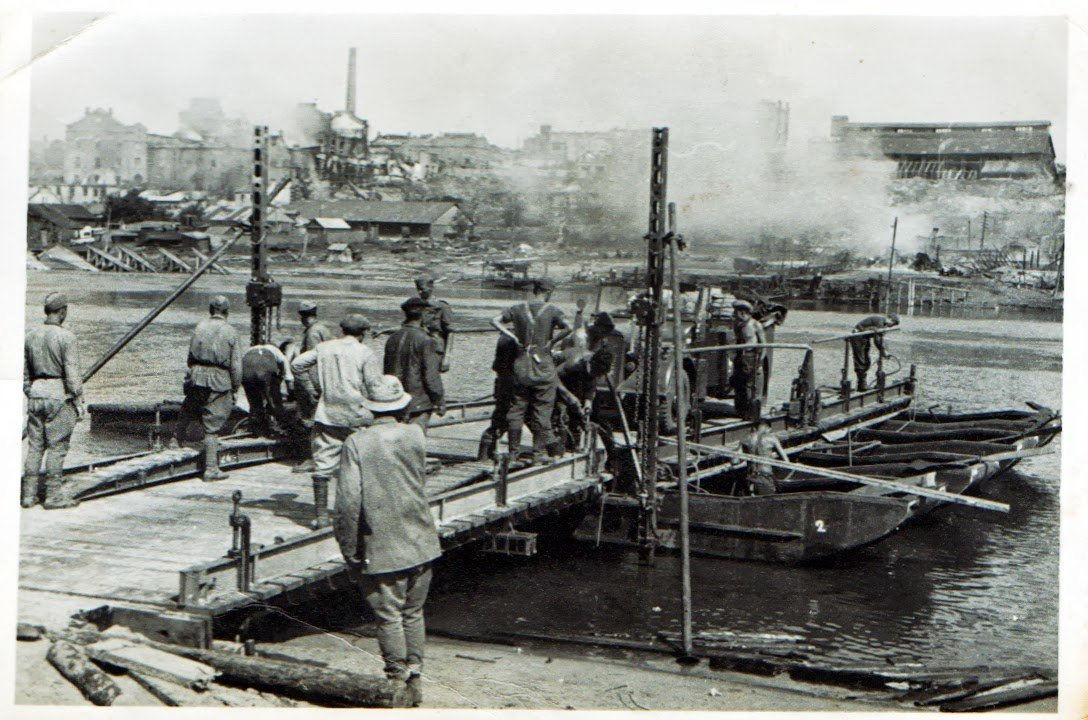
Ростов-на-Дону. Войска Вермахта наводят наплавной мост
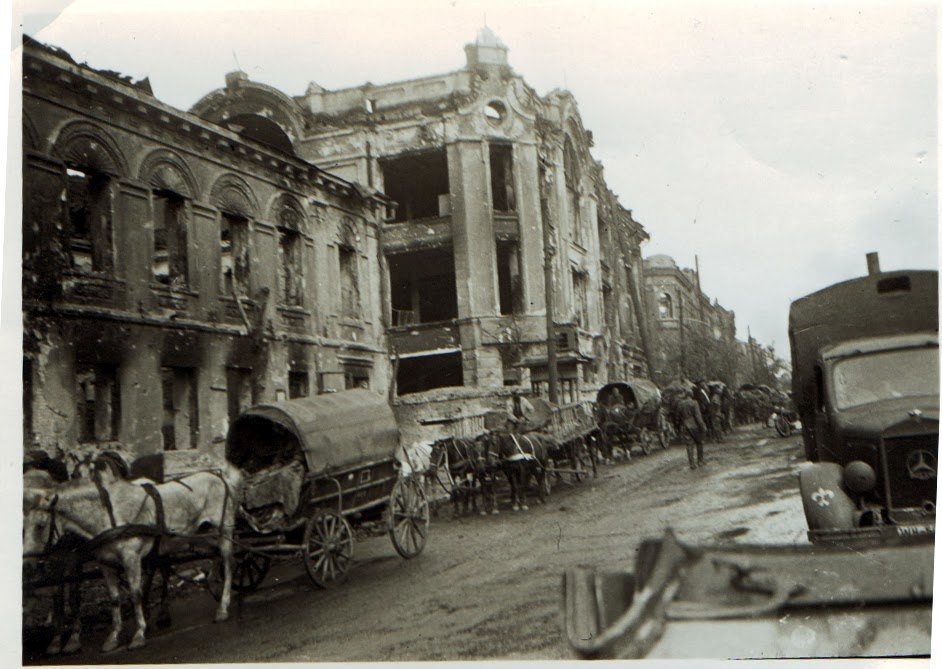
Колонна немецких войск в Ростове-на-Дону
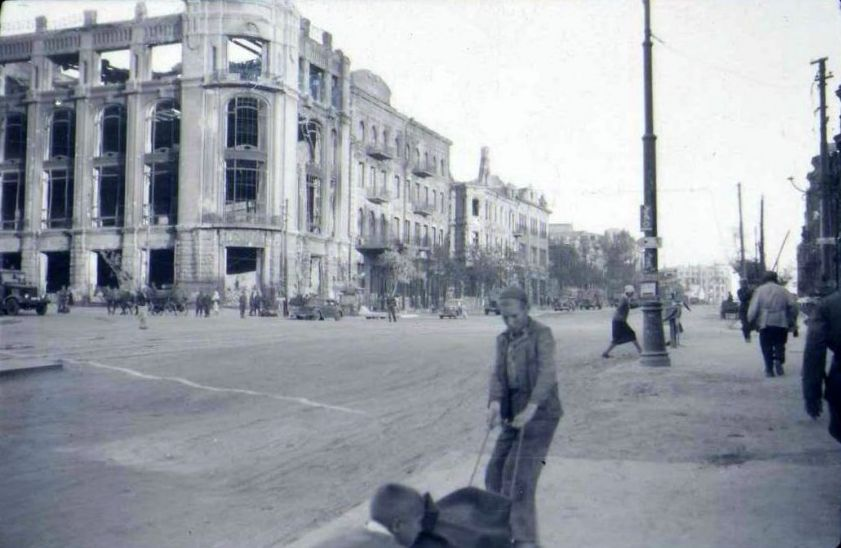
Разрушенные здания на углу Будённовского и Энгельса в Ростове на Дону
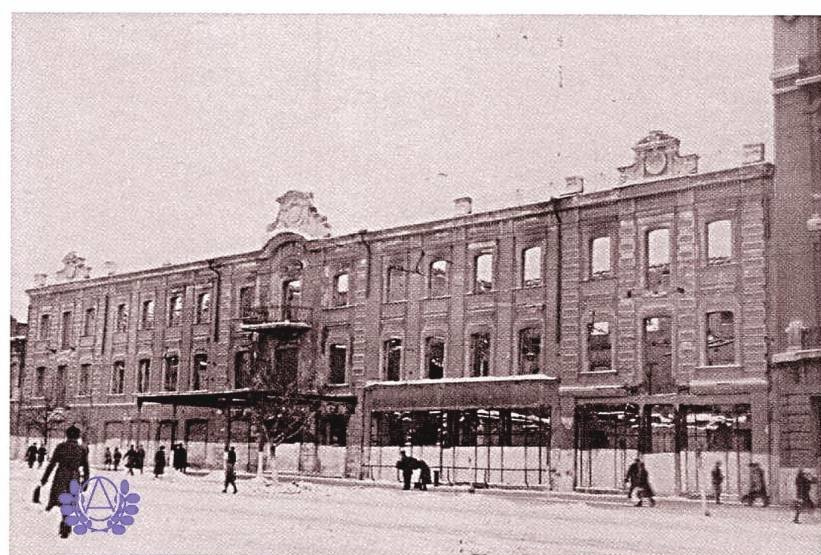
Ростов-на-Дону. Разрушенная гостиница Сан-Ремо
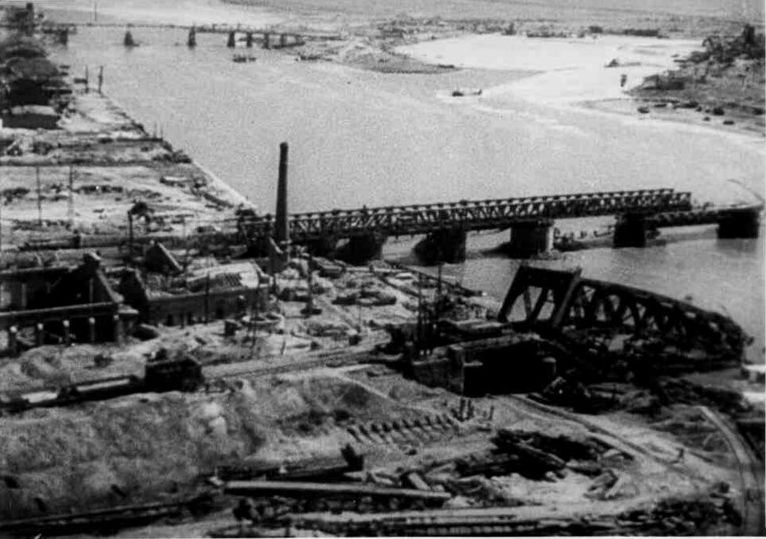
Ростов-на-Дону. Вид на разрушенный мост

После войны в творческой мастерской Академии архитектуры СССР, возглавляемой тогда архитектором В. Н. Семеновым, над проектом восстановления и реконструкции Ростова-на-Дону работала группа московских архитекторов, в которую входили: М. И. Тараканов, Л. Е. Бирюков, И. Г. Гайнутдинов, В. С. Колбин, Т. П. Лялина, В. В. Семенов-Прозоровский, ростовские специалисты — архитекторы: Я. А. Ребайн, Н. А. Александров, П. И. Ломаченко, В. В. Леонтьев и др.
Генеральный план восстановления и реконструкции Ростова, разработанный архитектором Яном Ребайном, был утвержден в 1945 году. Основной идеей генерального плана стала связь города с рекой, отрезанной ранее от него промышленными предприятиями, складами и транспортными устройствами, раскрытие на реку крупных общественных зданий и центра города, создание набережных. Много внимания проектировщики уделили созданию парков и скверов. При восстановлении разрушенных зданий к ним иногда надстраивались этажи, менялся первоначальный облик фасадов. После войны главным архитектором города долгие годы был Я. А. Ребайн. В это время воплощены идеи советского неоклассицизма.

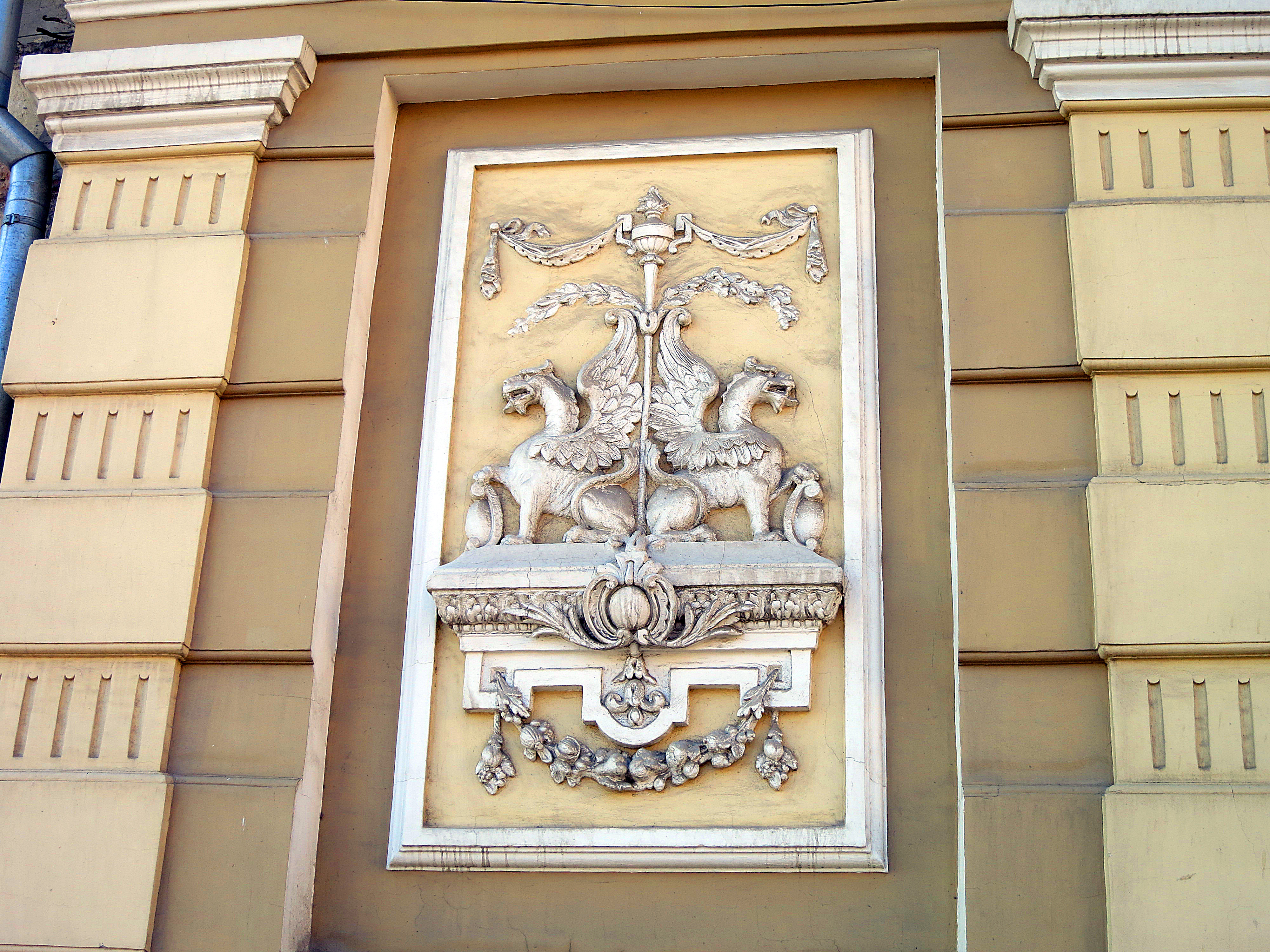
Доходный дом Л. Ф. Волкенштейн. Геральдический щит со львами

Послевоенное восстановление города Ростова-на-Дону разделяется на два этапа с 14 февраля 1943 года по 1946 год и с 1946 по 1956 год. До 1946 года восстановительные работы имели характер небольших ремонтов небольших домов и отделки квартир. К восстановлению крупных объектов приступили в конце 1946 года. До 1956 года было отремонтировано около одного миллиона квадратных метров поврежденной жилой площади, а восстановлено около 600 тысяч квадратных метров полностью разрушенных зданий.
Восстановление разрушенных зданий проводилось таким образом — если здание пострадало от бомбежек, но было построено с большим коэффициентом запаса и могло выдержать дополнительную нагрузку, то здания надстраивали на один, а иногда и на два этажа. Так были восстановлены: доходный дом Л. Ф. Волкенштейна, ул. Станиславского № 104/25 с его геральдическим щитом, доходный дом А. А. Леонидова, Б. Садовая № 30. Если от зданий оставались только фундаменты и руины стен, тогда строили новое здание на сохранившихся фундаментах. Это относится к зданиям: Правый корпус центрального рынка М. Н. Соколов (ныне новое здание рынка), проспект Будённовский № 12; доходный дом Рецкера и Хосудовского, Л. Ф. Эберг; общежитие «Экипаж», проспект Будённовский № 10/28), или разбирали руины и строили новое здание (Газетный № 75, Газетный № 88). По этому правилу не пошли при восстановлении Машонкинского театра (ныне Цирк, просп. Будённовский № 72). В кирпичном здании в годы войны был пожар, тем не менее, несмотря на то, что стены были целы, здание было снесено. До войны в этом крупнейшем театральном здании, рассчитанном на 1500 мест, находился Ростовский театр оперетты.

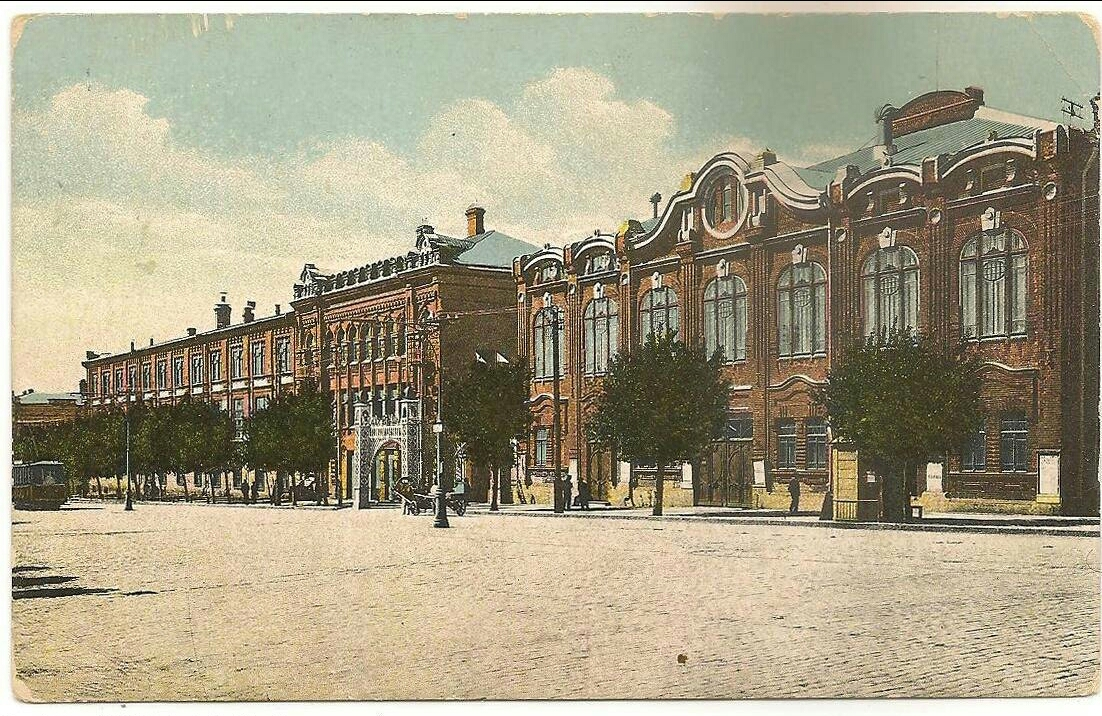
Театр Машонкина

После войны жилья катастрофически не хватало, многие семьи жили в тесных коммуналках. Устранить проблему было решено за счет строительства временного жилья.
В июле 1955 года ЦК КПСС и Советом Министров СССР было принято постановление «О развитии жилищного строительства в СССР». С этого времени началось массовое возведение «хрущевок». Многие элементы жилищного ампира сталинской эпохи были отнесены к излишествам, в моду вошли «машины для жилья». Это постановление в значительной степени замедлило развитие архитектуры, но, с другой, выполнило важную социальную задачу обеспечения людей жильём.
Первые «хрущёвки» были рассчитаны на 25 лет эксплуатации. Дома нового типа имели низкие потолки, квартиры были малогабаритны по площади, санузел совмещен, внутренние стены имели слабую звукоизоляцию. В домах не было лифтов. В каждой квартире была спальня (6 м² на одного человека, 8 м² на двоих), общая комната (не меньше 14 м²). Нормы жилой площади квартир в 1957 годы были таковы: 1-комнатная — 16 м², 2-комнатная — 22 м², 3-комнатная — 30 м², 4-комнатная — 40 м². В Ростове хрущёвки строились на проспекте Ленина, в Западном, Северном и во многих других районах. В настоящее время в Ростове-на-Дону доля пятиэтажек советской застройки, в число которых входят и хрущёвки, составляет 20 %.
Большое значение придавалось строительству в городе новых зданий учебных заведений. В 1944 году в городе бы создан инженерно-строительный институт, в 1949 году началось строительство института сельскохозяйственного машиностроения (архитектор И. Г. Буров).
С середины 1960-х по начало 1980-х для массовой застройки использовались проекты домов улучшенной планировки и новой планировки. Популярной была серия домов П-44. Эти дома выполнялись в стиле функционализма, в домах выше пяти этажей были лифты и мусоропроводы. Основными материалами для домов улучшенной планировки были железобетонные панели и силикатный кирпич. Крыши у всех таких домов были плоскими, покрывались битумными материалами, и были оборудованы внутренними водостоками.
Генеральный план развития Ростова до 2001 года был создан в 1971 году. За шесть пятилеток в городе планировалось построить коммунистическое общество. Ростов планировалось превратить в Донскую столицу. Большую часть многоэтажного жилья предполагается строить в западных района города. Были спроектированы «спальные» районы — Ливенцовский и Кумженский. К северу от города предполагалось застроить поселки Ленинаван и Ленинакан. По плану жилищная обеспеченность горожан должна была вырасти с 18 квадратных метров до 31 м² на человека.

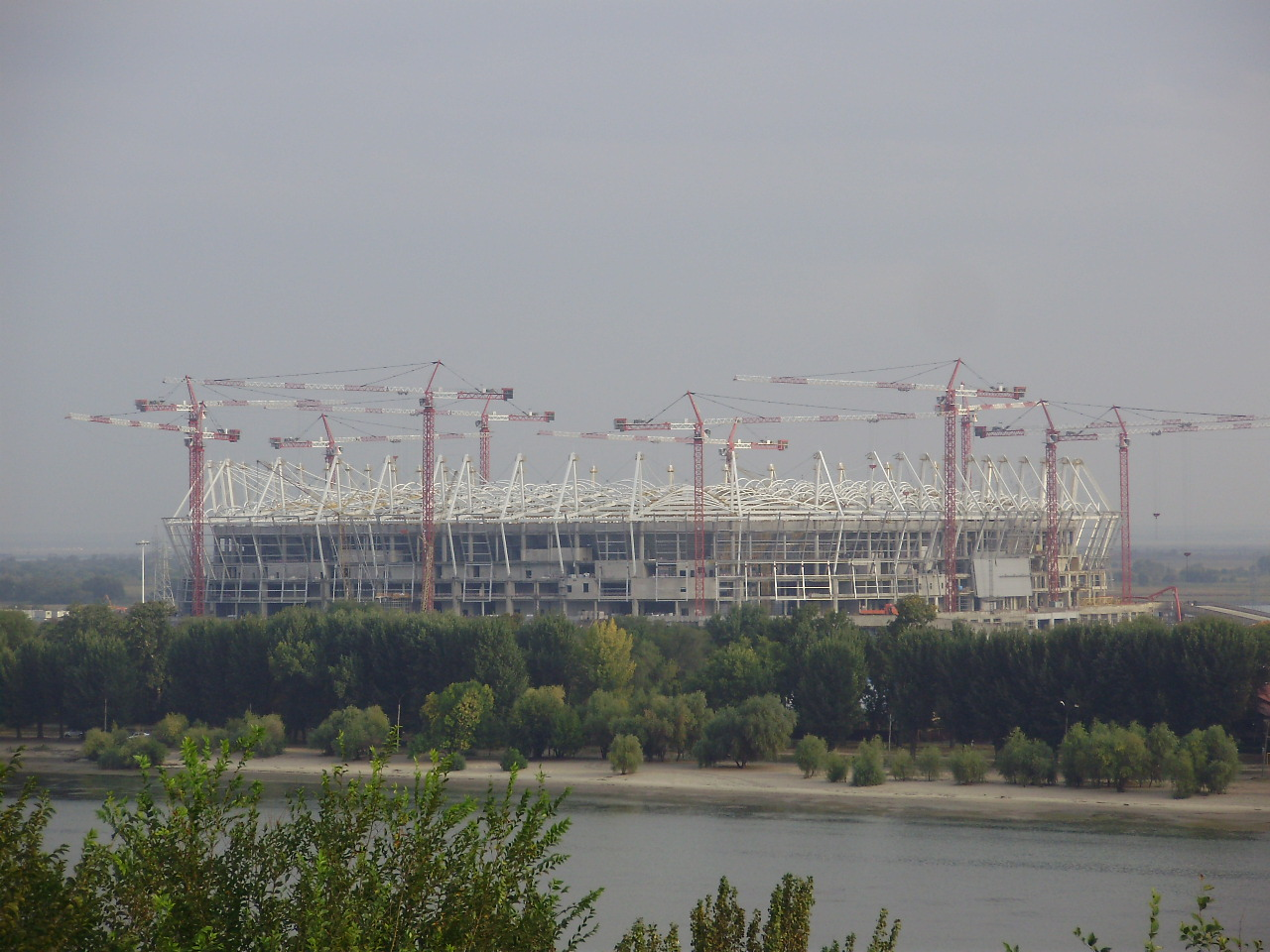
Вид на строительство стадиона. 2016 г.

В результате напряженной работы удалось реализовать многие положения плана.
В 1990—2000-е годы в городе проводилась точечная застройка, преимуществом которой было отсутствие необходимости в формировании инфраструктуры для новых строений.
В настоящее время город застраивается по Генеральному плану муниципального образования городского округа «Город Ростов-на-Дону» утвержденному решением Ростовской-на-Дону городской Думы от 24.04.2007 № 251. По новому плану вместо «точечной» застройки, город растёт путем формирования градоформирующих комплексов. Из города будут выноситься экологически грязные предприятия. Застройка проводится панельными и кирпичными зданиями. На строительстве панельных домов в городе специализируется 15 фирм. Сами панели производят два завода — волгодонский КПД и ЗАО «ККПД». Наибольшей популярностью пользуются высотные дома 90-й улучшенной серии варианта «а».
В городе с 2015 года строится стадион Ростов Арена, предназначенный для проведения чемпионата мира по футболу 2018 года. Стадион рассчитан на 45 000 зрителей. Цена постройки составит около 20,2 млрд рублей. Общая же площадь объектов спортивной арены составит 117 тысяч м². Высота «Rostov Arena» составит примерно 51 метров.

## Утраченные здания
В разные годы по разным причинам в городе были снесены некоторые храмы и здания. Среди них: кафедральный Александро-Невский собор, Благовещенская греческая церковь, лютеранская церковь Святых Петра и Павла, Скорбященская церковь, собор Григория Просветителя, Успенская церковь, церковь Александра Невского, церковь Всех Святых, Церковь Михаила Архангела (Ростов-на-Дону), Церковь Святого Николая (Нахичевань-на-Дону), церковь Святого Николая, церковь Сурб Амбарцум, церковь Успения Божией Матери и др. В годы войны был полностью разрушен доходный дом Э. Л. Рецкера и Б. Е. Хосудовского, были взорваны мосты и дороги.

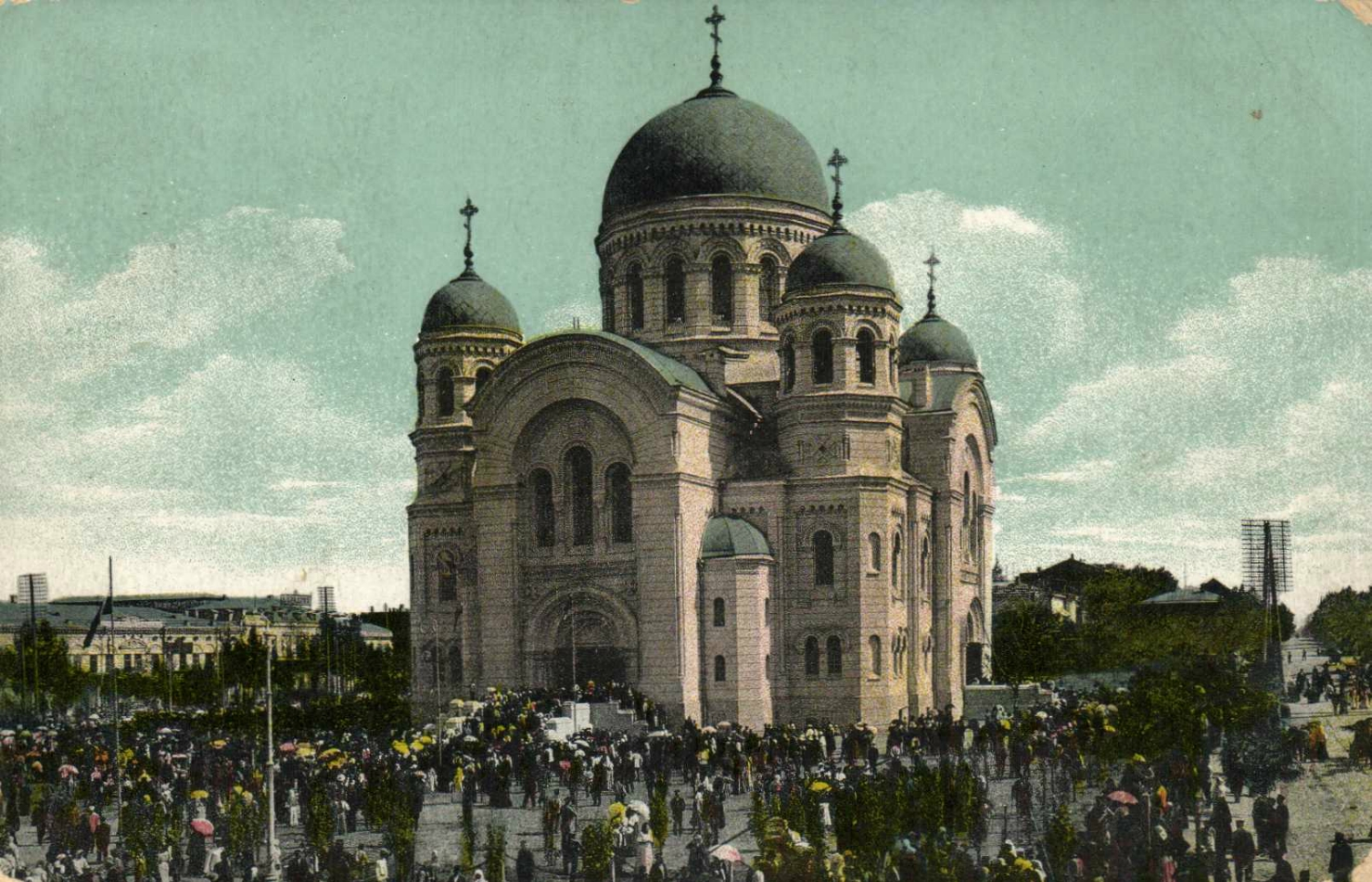
Александро-Невский собор
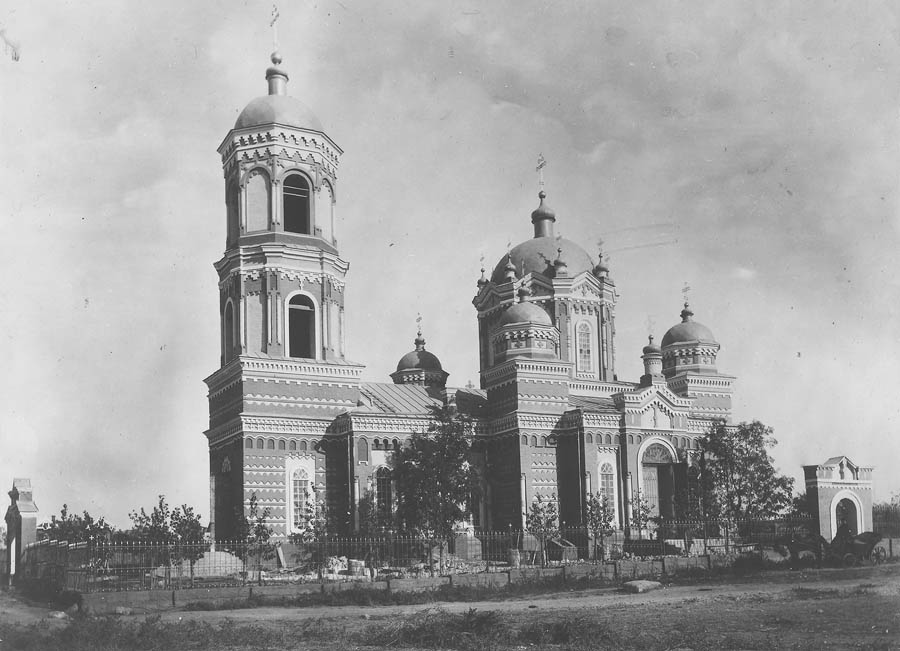
Успенская церковь
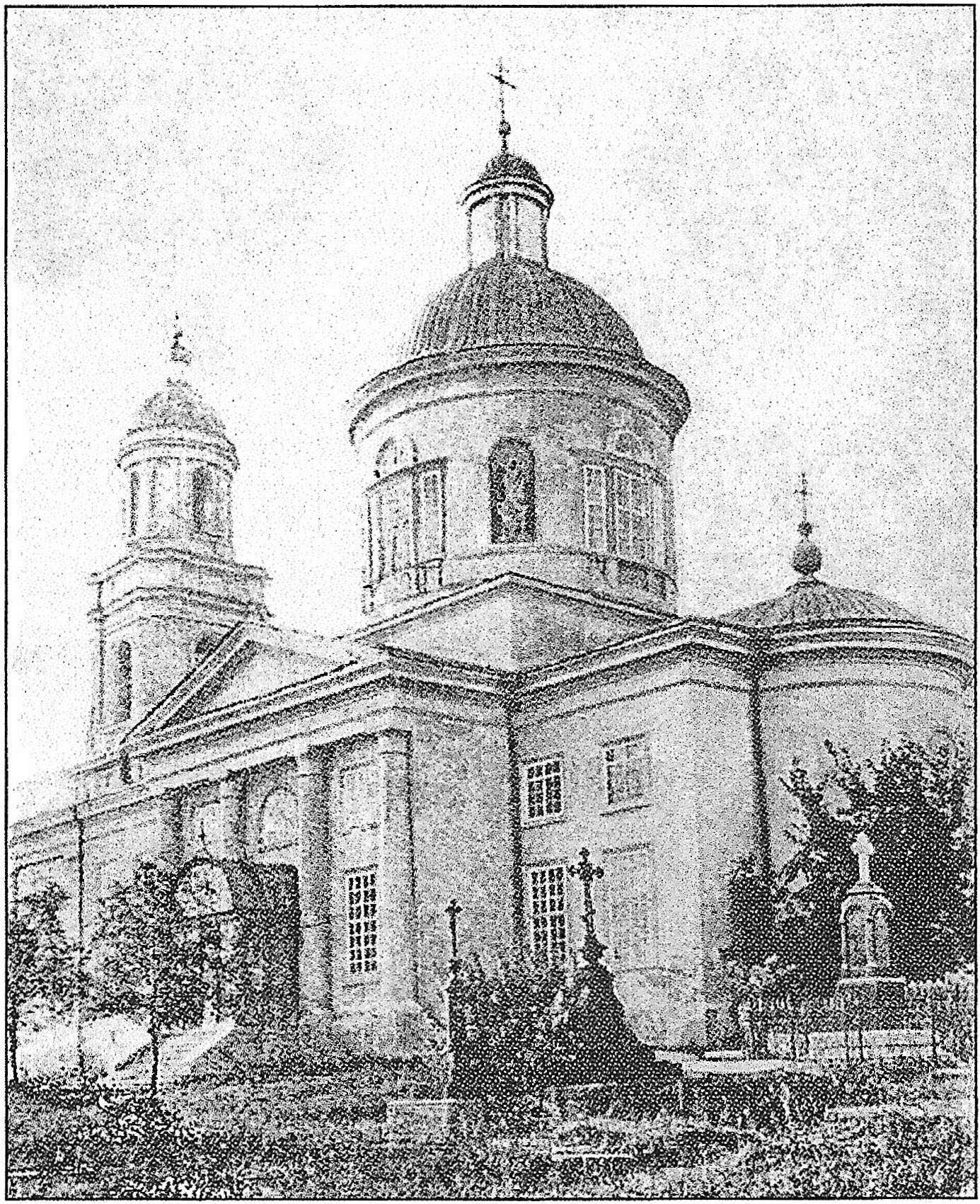
Успенская церковь Нахичевани-на-Дону
Собор Григория Просветителя
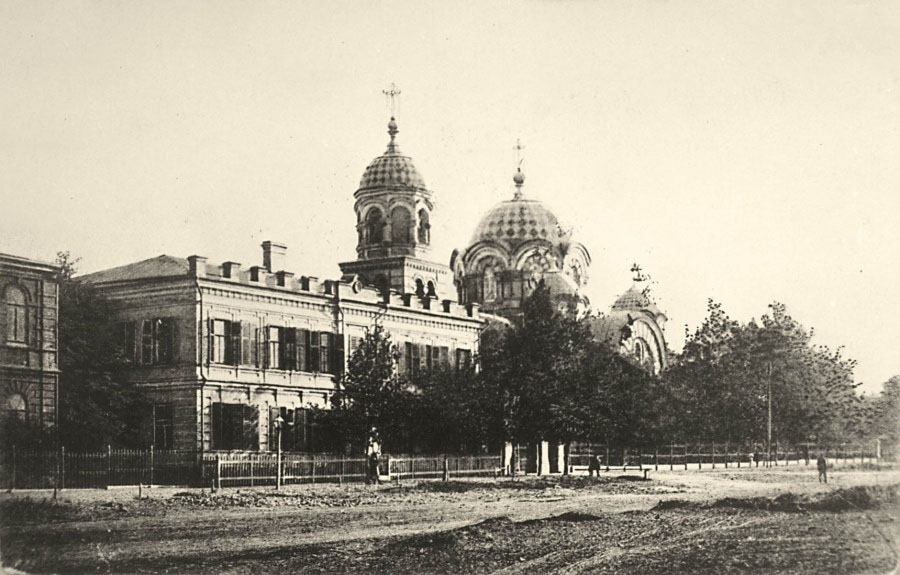
Скорбященская церковь

## Архитектурные стили

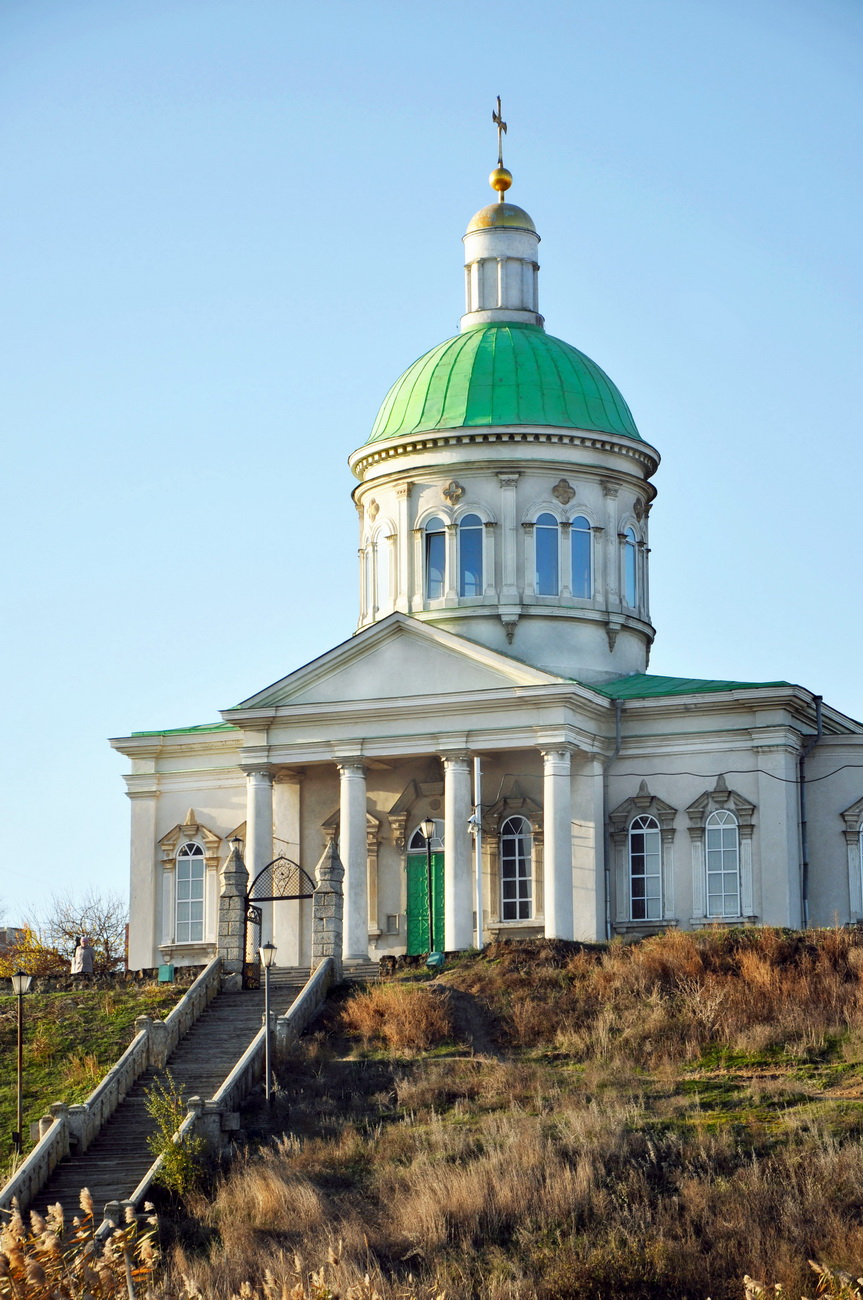
Армянская церковь Сурб Хач

За три столетия Ростов-на-Дону стал архитектурным музеем, где собраны памятники зодчества разных архитектурных стилей.
Развитие архитектуры Ростова-на-Дону начинается с момента возникновения города. В современном городе можно четко отследить все архитектурные стили, которые были свойственны периоду, начиная с XVIII века. Это и русский классицизм, и эклектика, и неоклассика советской эпохи, и модернизм современного периода. Одним из самых примечательных объектов, относящихся к стилю русского классицизма, свойственного XIX веку, является монастырский комплекс Сурб-Хач (по-армянски Церковь Святого Христа). Монастырь возводили с 1786 по 1792 год. К настоящему времени от комплекса сохранился лишь храм в виде однокупольной церкви со входом, украшенным треугольным фронтоном и четырьмя колоннами, оштукатуренными и выкрашенными в белый цвет стенами и куполом голубого цвета. Строение не несет в себе влияние армянских традиций, свойственных зданиям того периода в этом регионе. Причина тому — влияние русской архитектуры. В отличие от других строений монастырского комплекса, храму удалось уцелеть в советский период.

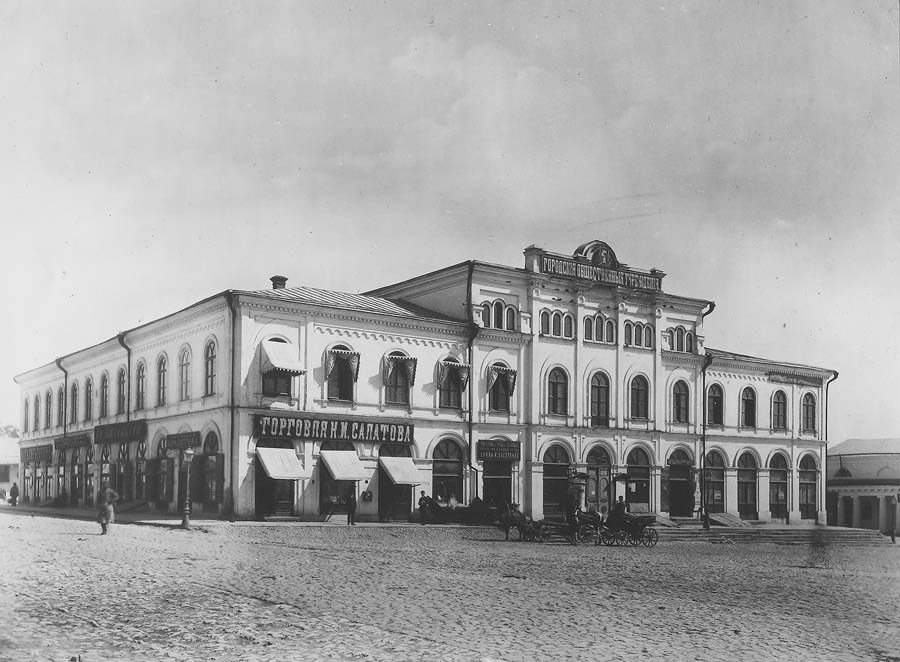
Дом Максимова в XIX веке

Другим примером строения в стиле русский классицизм является двухэтажное здание из камня, известное как Дом купца Максимова. Построенный в 1840 году, он долгое время служил для размещения суда и городской управы, в том числе ростовской городской думы. В наши дни в этом здании располагается торговый павильон.
Многочисленные пожелания заказчиков и их стремление к украшательству нарушили стилевое единство архитектуры во второй половине XIX века и привели к появлению такого стиля как эклектика. В Ростове-на-Дону в этом стиле в восьмидесятых годах XIX века построен деловой дом С. Ф. Генч-Оглуева. По сути, здание являет собой смешение классицизма, готики и модерна. Аналогичным примером той эпохи может служить Гостиница «Большая Московская» («Московская»), здание Городской думы, восстановленное после разрушений в 1953 году. Примерами эклектики являются дом М. Н. Черновой, восстановленный уже в наше время, крытые рынки на территории Старого базара, здание среднего технического училища (современного радиотехнического колледжа), выстроенное из красного кирпича с преобладанием элементов архитектуры Ренессанса, здание Ростовского государственного университета и другие.

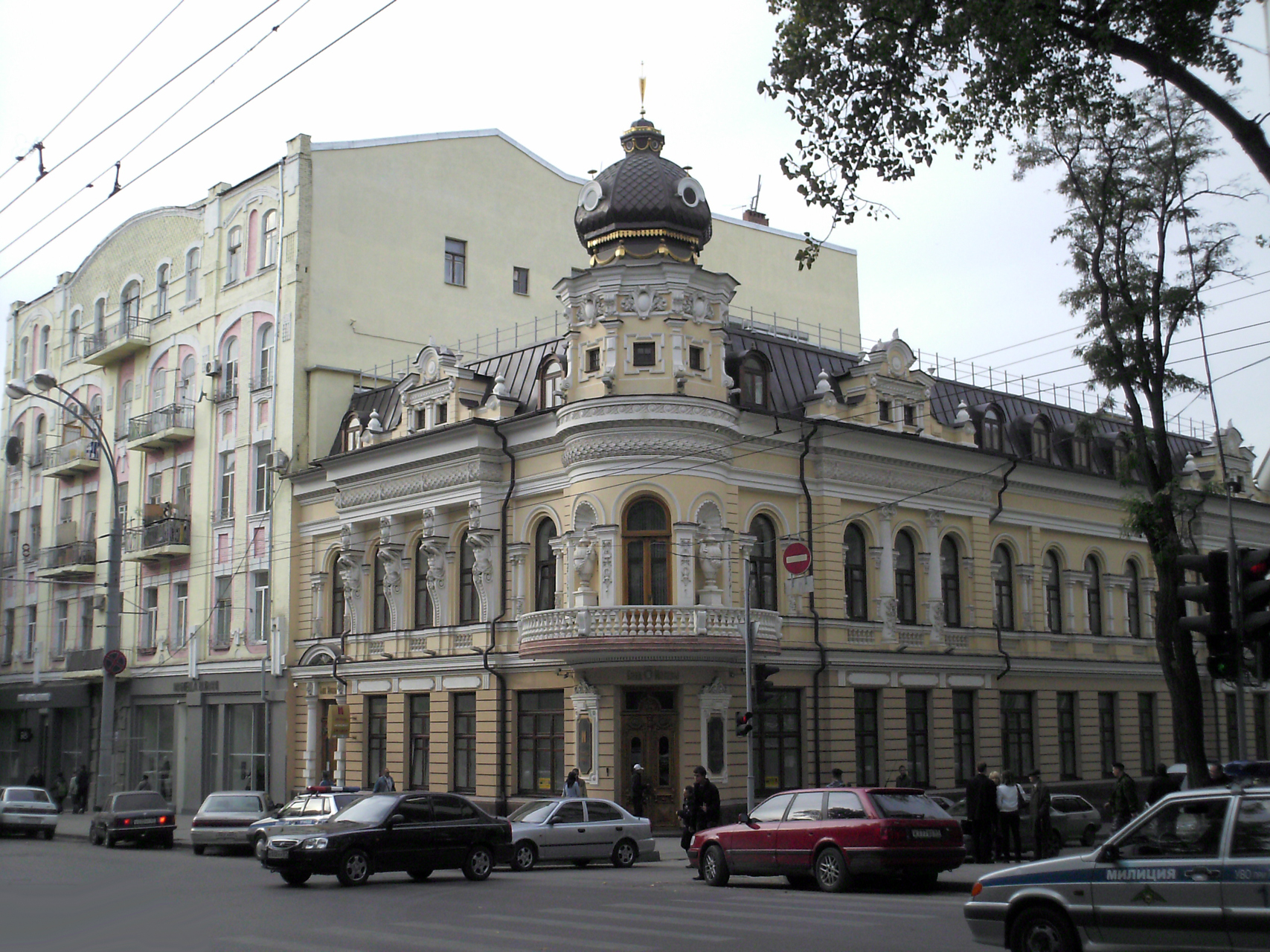
Особняк Черновой

Стиль модерн, появившийся в архитектуре на рубеже XIX—XX веков, господствовал в России относительно недолго — с 1900 по 1920 год. Среди Ростовских зданий примером этого стиля может служить здание главного корпуса педагогического университета, построенного в 1912 году для размещения Народного собрания. Одно из самых интересных сооружений этого периода — здание управления Владикавказской железной дороги. Другими примерами стиля модерн являются: частная гимназия Степановой, старая часть Ростовского ЦУМа, здание бывшего кинотеатра «Комсомолец», здание летнего коммерческого клуба Ростова (Дом физкультуры).

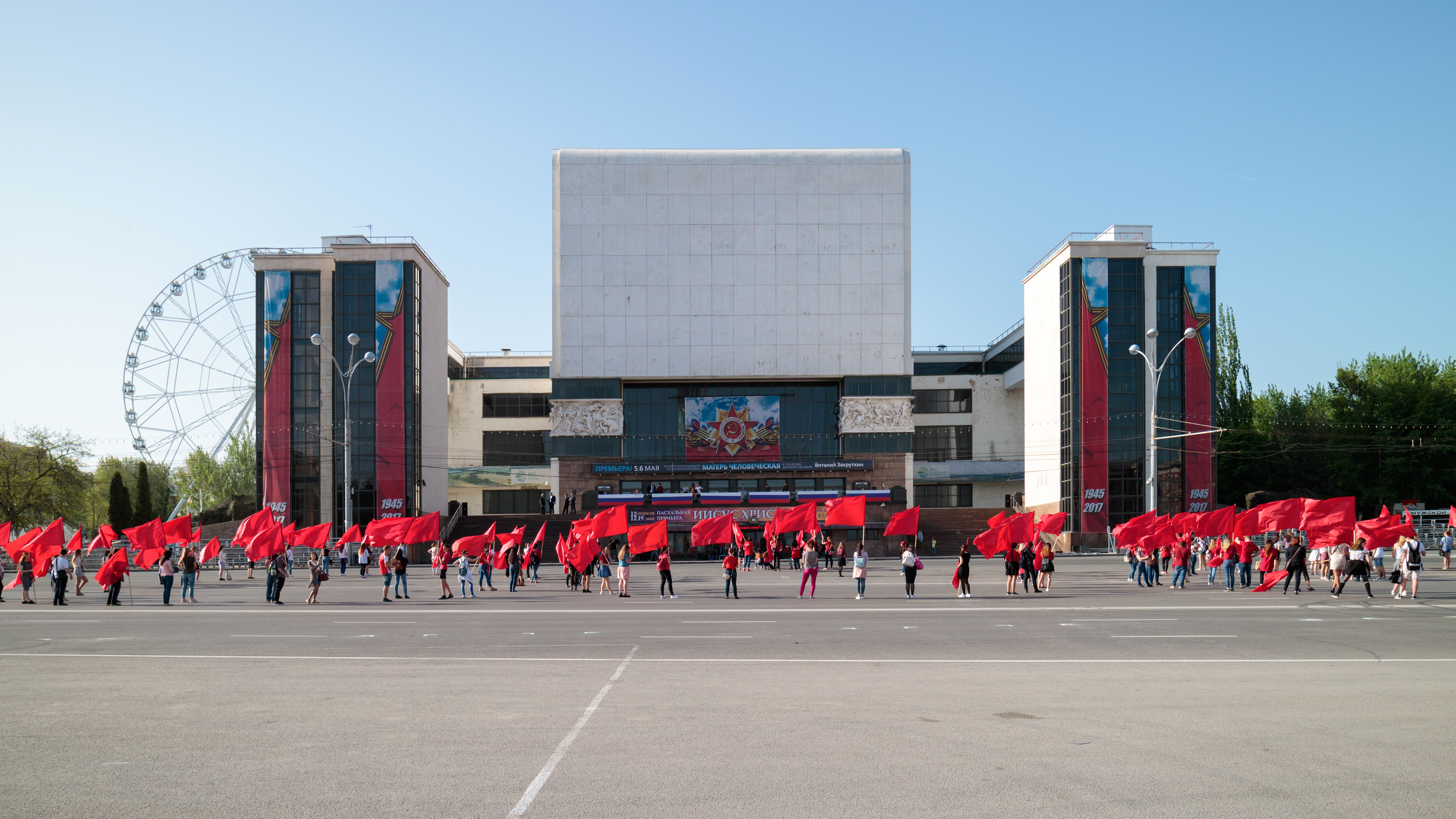
Здание Ростовского государственного драматического театра им. М. Горького

В стиле советского конструктивизма, находившегося в расцвете в 20-30-е годы XX века, в Ростове-на-Дону построено много зданий, в частности Лендворец, комплекс зданий Ростовского института инженеров железнодорожного транспорта, Ростовский автодорожный техникум, Дом Советов, гостиница «Ростов», здание Ростовского академического театра имени М. Горького. С середины 30-х годов в архитектуре проявляется советский неоклассицизм, представленный в Ростове-на-Дону зданиями Ростовского института сельскохозяйственного машиностроения (ДГТУ), Ростовский цирк.
Сейчас Ростов-на-Дону не только застраивается современными зданиями. Большое значение придается реставрационным работам, реконструкции, сочетанию зданий старой застройки и современных строений.

### Ампир
Архитектурный стиль Ампир позднего (высокого) классицизма возник во Франции в период правления императора Наполеона I и развивался в течение трёх первых десятилетий XIX века; сменился эклектическими течениями. Особенность архитектурного ампира заключается в обязательном наличии колонн, пилястров, лепных карнизов и других классических элементов, копирующих практически без изменений античные образцы скульптуры, подобные грифонам, сфинксам, львиным лапам и тому подобным скульптурным конструкциям. Эти элементы располагаются в ампире упорядоченно, с соблюдением равновесия и симметрии.
В Ростове в этом стиле был построен Собор Александра Невского, Палас-отель и др.

### Русский стиль

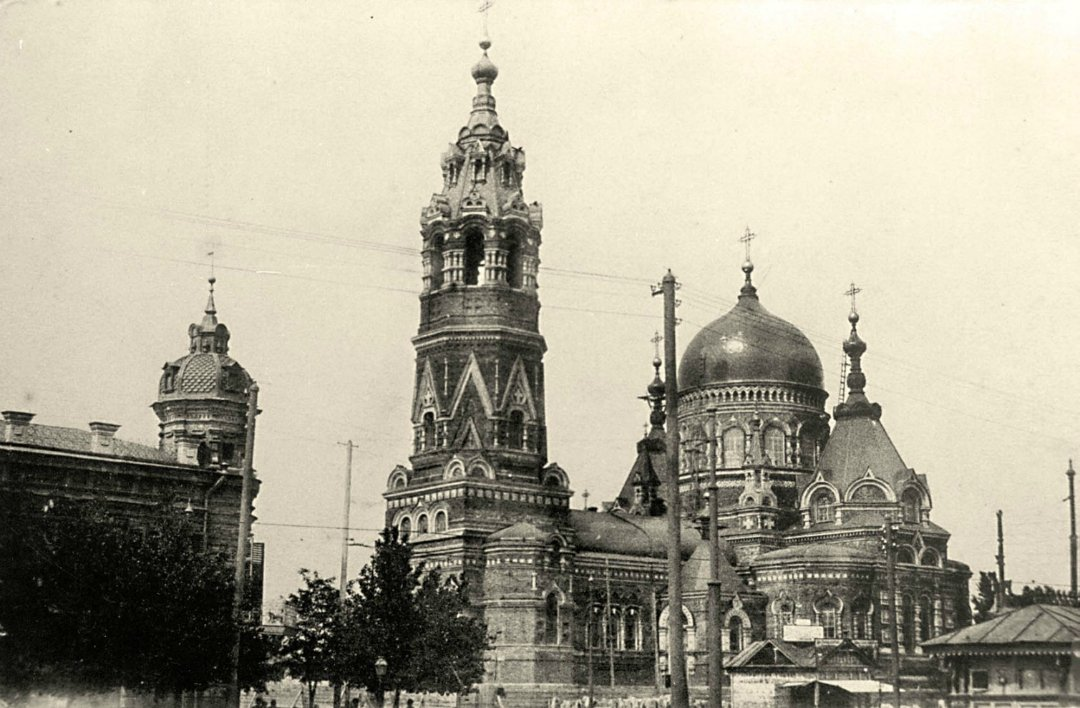
Ново-Покровская церковь

В середине XIX и в начале XX веков происходит возрождение интереса к древнерусскому зодчеству. На Руси все постройки строились поначалу из дерева и обладали самобытностью. Только в XVI веке стали использовать камень, но каменные дома были схожи по форме и конструкции с деревянными. Приемы и формы, типичные для деревянной архитектуры, переносились на многоэтажные дома. Семейство архитектурных стилей нового времени объединяется под названием русский стиль, в котором на новом технологическом уровне происходило частичное заимствование архитектурных форм древнерусского и византийского зодчества. Во внешней отделке зданий архитекторы использовали мотивы Теремного дворца: окна выполнялись в традициях русского зодчества и украшались резными наличниками с двойными арками и гирькой посередине, использовалась имитация узоров полотенец и др. С приходом XX века русский стиль получил развитие в современном стиле — модерне.
В Ростове в этом стиле были построены Новопокровская церковь, Церковь Всех Святых, Александро-Невский собор. Новопокровская церковь была построена в конце XIX — начале XX века архитектором Г. Н. Васильевым, приверженцем русского стиля. В оформлении Новопокровской церкви использовался штукатурный и кирпичный декор: двухъярусные колонки, ширинки, многочисленные пояса и тяги. Оконные проемы и ложные ниши храма украшали кокошники, фронтоны, полуциркульные и дугообразные архивольты. Проект Александро-Невского собора был разработан академиком архитекторы А. А. Ященко. В украшении храма автор использовал рустовку этажей, сухариками оформлены профилированные архивольты полуциркульных оконных проемов и карниз. Скульптурные изображения религиозной символики и портал подчеркивали лаконичную пластику фасадов здания.

### Эклектика

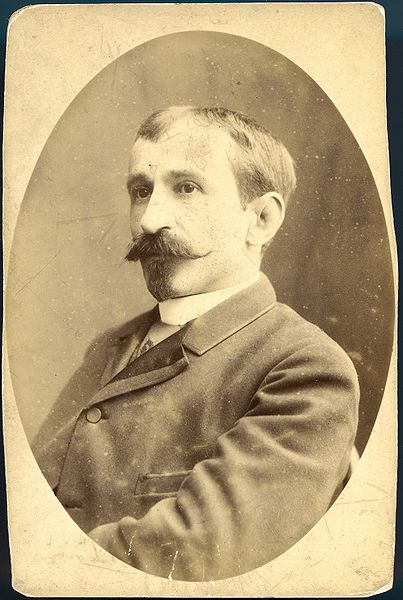
Николай Никитич Дурбах

В России экле́ктика в архитектуре доминировала в 1830-е-1890-е годы. Особенностью этого стиля является то, что в одном строении сочетаются разные «исторические» архитектурные стили: неоготика, неоренессанс, необарокко, неорококо, неовизантийский стиль, русский стиль, индо-сарацинский стиль, неомавританский стиль и др. Эклектике были свойственны как черты европейской архитектуры XV—XVIII веков, так и принципиальные от них отличия. Так, в отличие от модерна эклектика сохраняет архитектурный ордер. В эклектике формы и стили здания привязаны к его функции. В строениях используются разные стилевые школы в зависимости от назначения зданий (храмы, общественные здания, фабрики, частные дома) и от средств заказчика (сосуществуют богатый декор, заполняющий все поверхности постройки, и экономная «краснокирпичная» архитектура). В этом эклектика отличается от ампира, использующего единый стиль для построек любого типа.
В Ростове-на-Дону эклектика свелась к двум направлениям. Первое направление относится к ордерной традиции (неогрек, помпеянский, барокко, ренессанс, рококо). Второе направление определяется возросшим направлением к неоклассическому наследию, особенно средневековому (готический, романский, русский, византийский). В конце XIX века архитектура города стала обретать черты «столичности». По проектам одного и того же архитектора академика Константина Андреевича Тона были построены храмы Рождества Богородицы в Ростове, храм Христа Спасителя в Москве и храм Св. Екатерины в Царском селе. В город приглашают работать знаменитых зодчих. В 1989 году на средства табачного купца В. И. Асмолова по проекту архитектора академика О. В. Шервуда в городе был построен театр. В здании театра был реализован русский стиль.

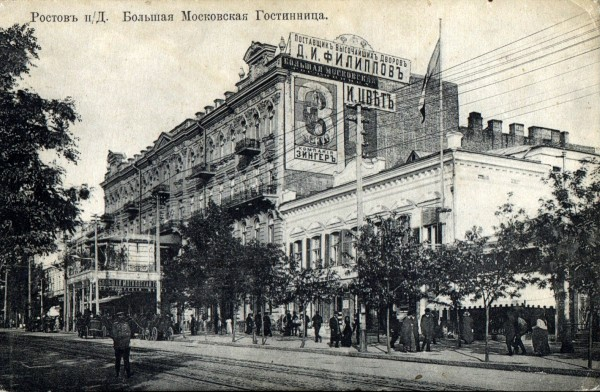
Гостиница "Московская"
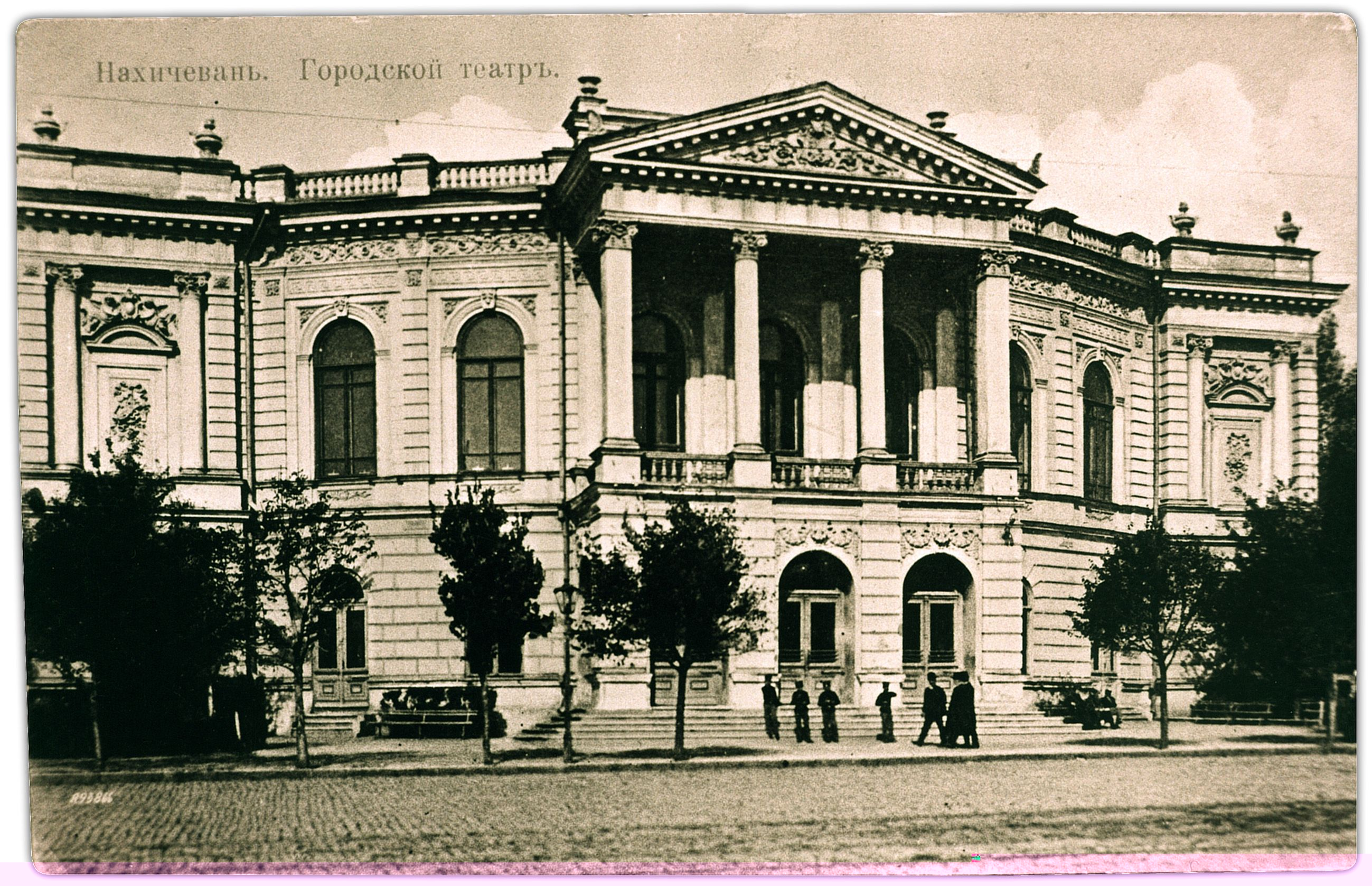
городской Нахичеванский театр
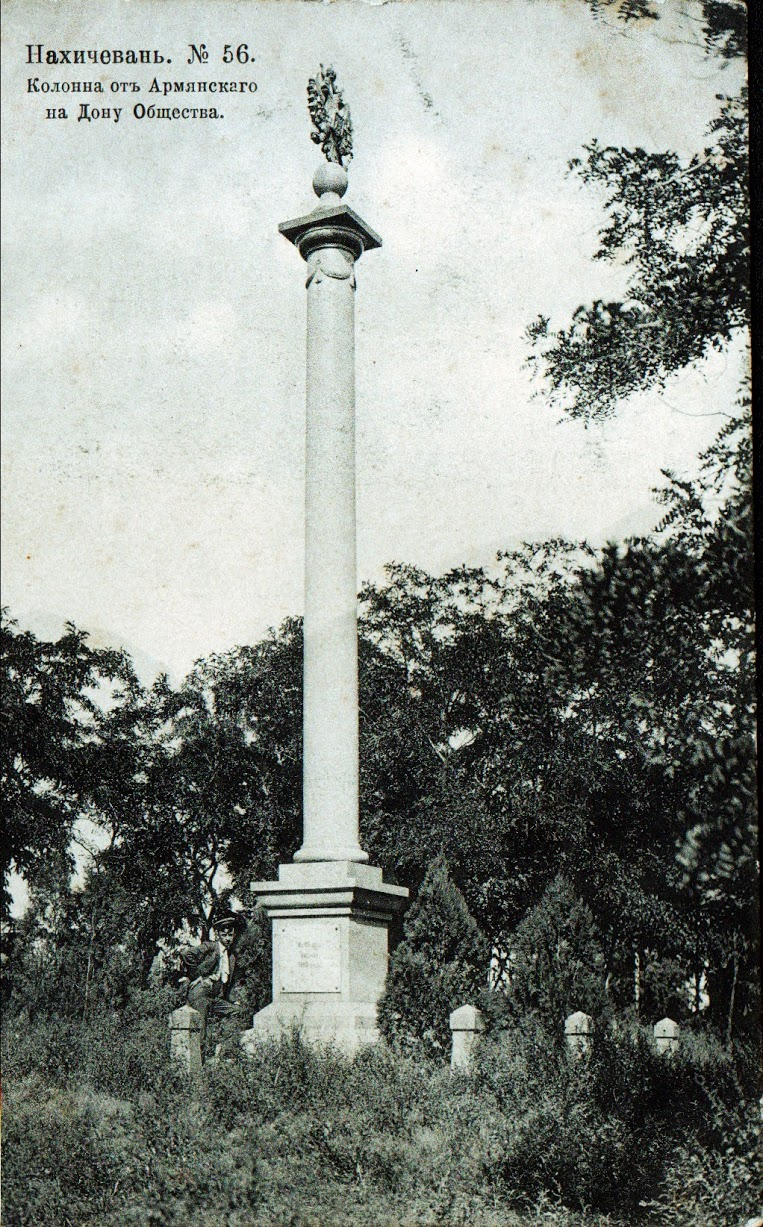
Александровская колонна
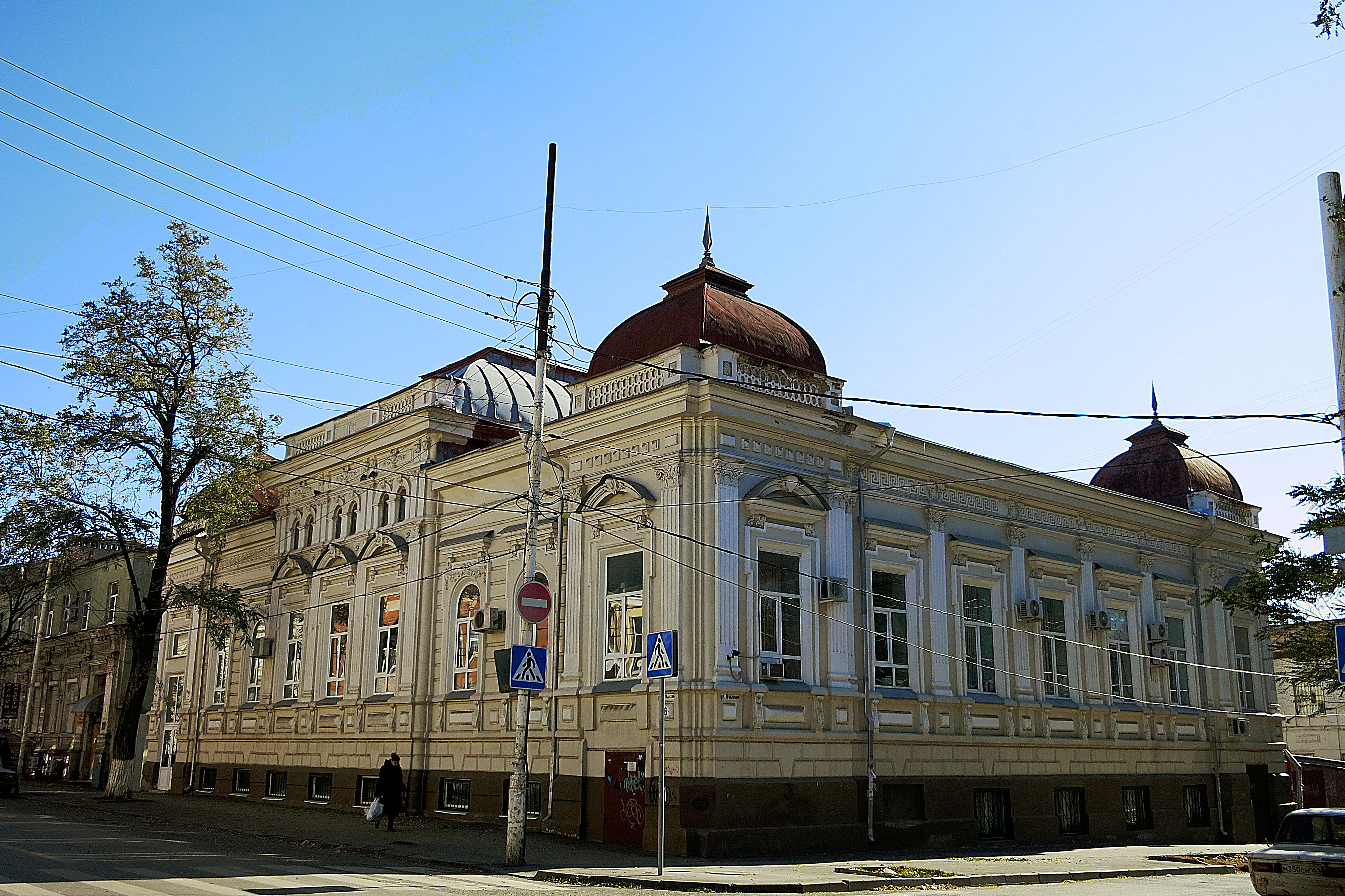
Особняк Егора Красильникова
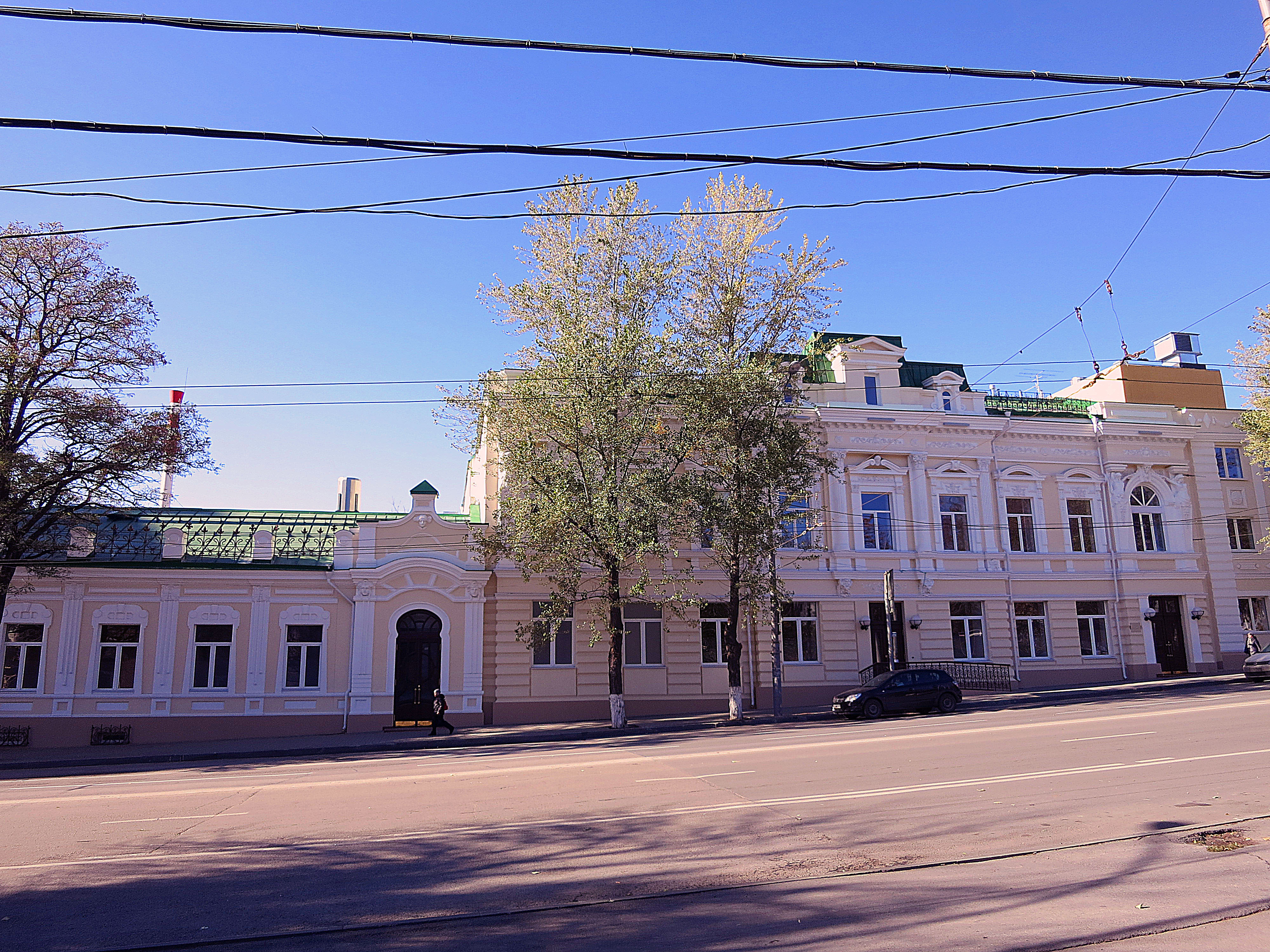
Особняк Л. Попова

Мастерами эклектики в Ростове-на-Дону были архитекторы: Н. А. Дорошенко (1857—1898), построивший в городе дом Маргариты Черновой, Особняк Петрова, особняк Великановой; Н. Н. Дурбах, автор многочисленных строений в Ростове, среди которых набережная Дона, гостиница «Московская», городской Нахичеванский театр, здание Екатерининской женской гимназии, Александровская колонна в парке имени Вити Черевичкина и др. Архитектор Н. М. Соколов построил в 1890 году совместно с Н. А. Дорошенко в стиле эклектика с преобладание классических реминисценций особняк П. Великановой. В нём ныне размещается художественное училище имени М. Б. Грекова.
В этом стиле в городе построены — особняк Егора Красильникова, особняк Е. М. Шильрейн, церковь Святого Карапета (1881), доходный дом С. Кастанаева, доходный дом С. И. Шендерова, особняк Гайрабетовых, особняк Л. Попова, Клуб приказчиков, Дом биржевого общества, Дом Е. Солодовой, Здание городской думы (архитектор Александр Никанорович Померанцев) и другие здания.

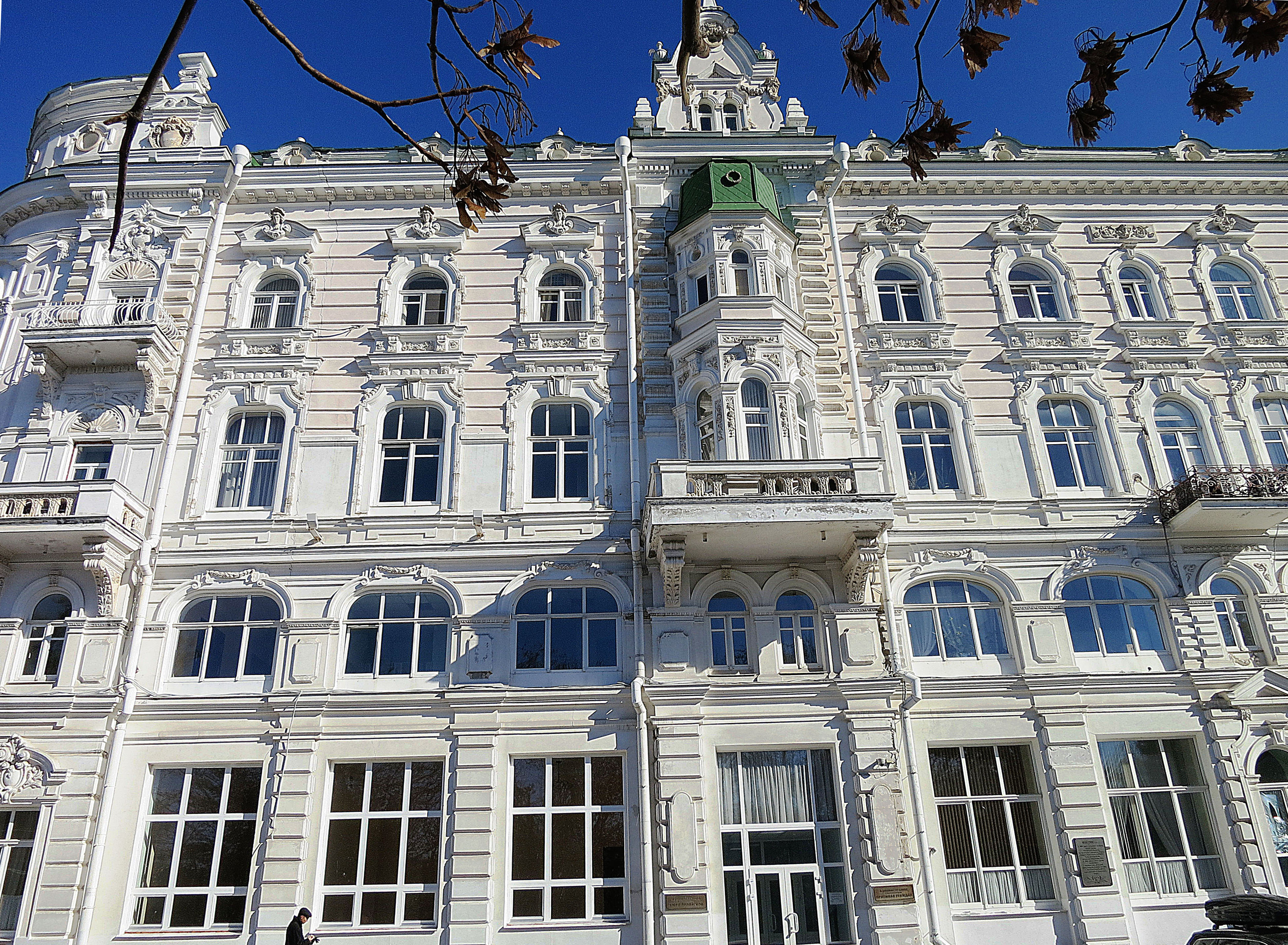
Фасад здания городской Думы, 1899
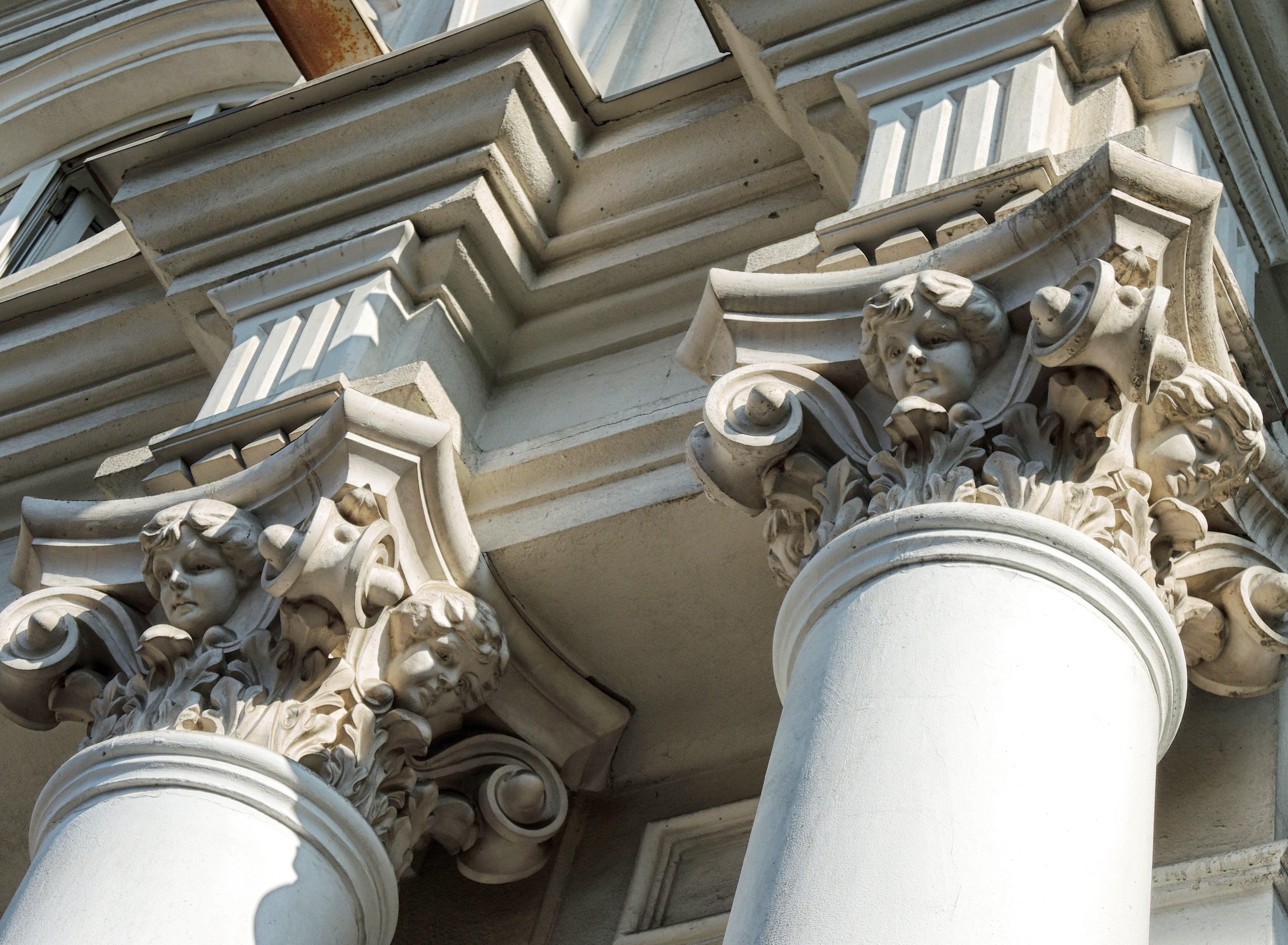
Капитель здания городской Думы
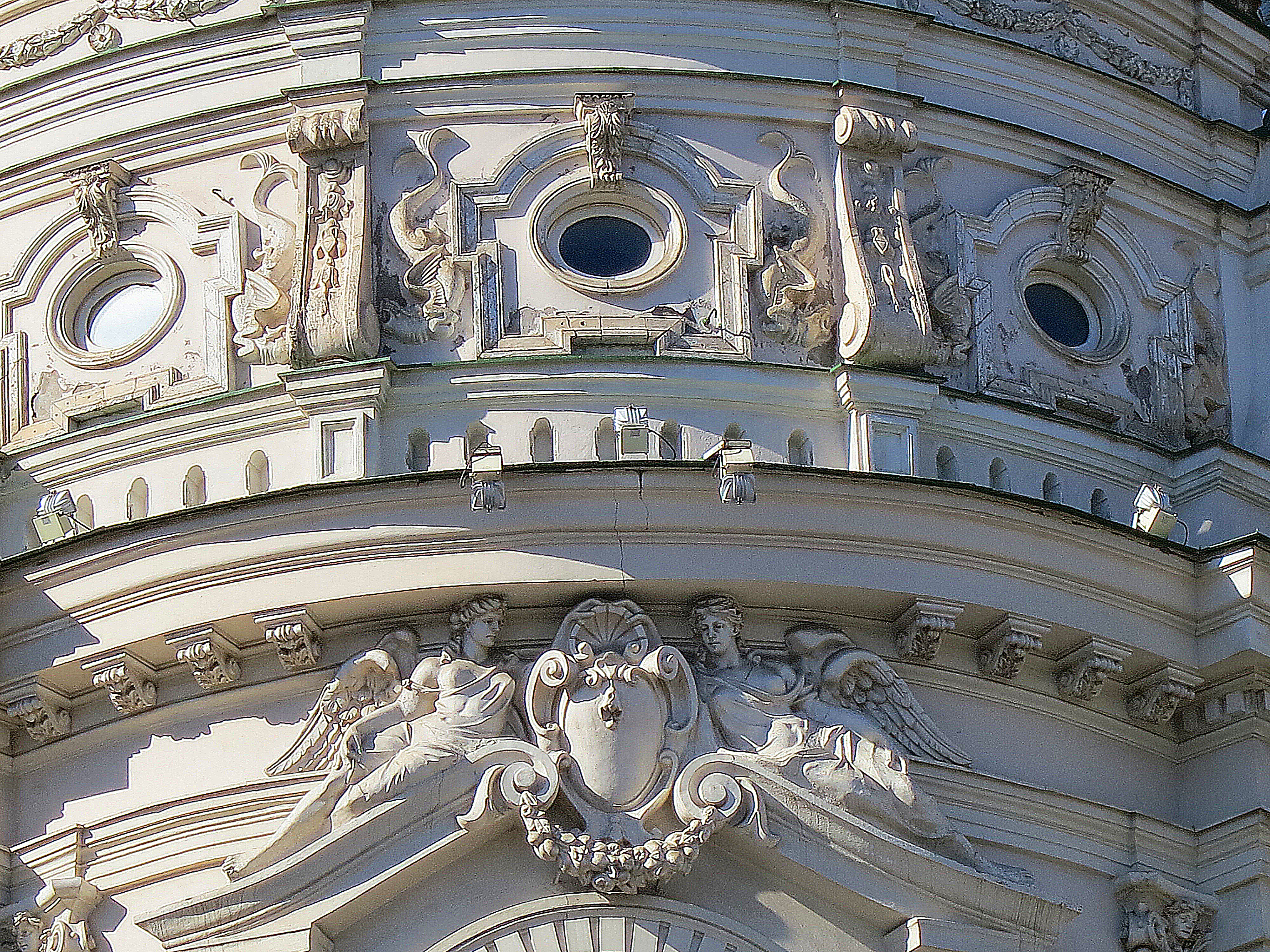
Вид на фронтон со стороны улицы Семашко
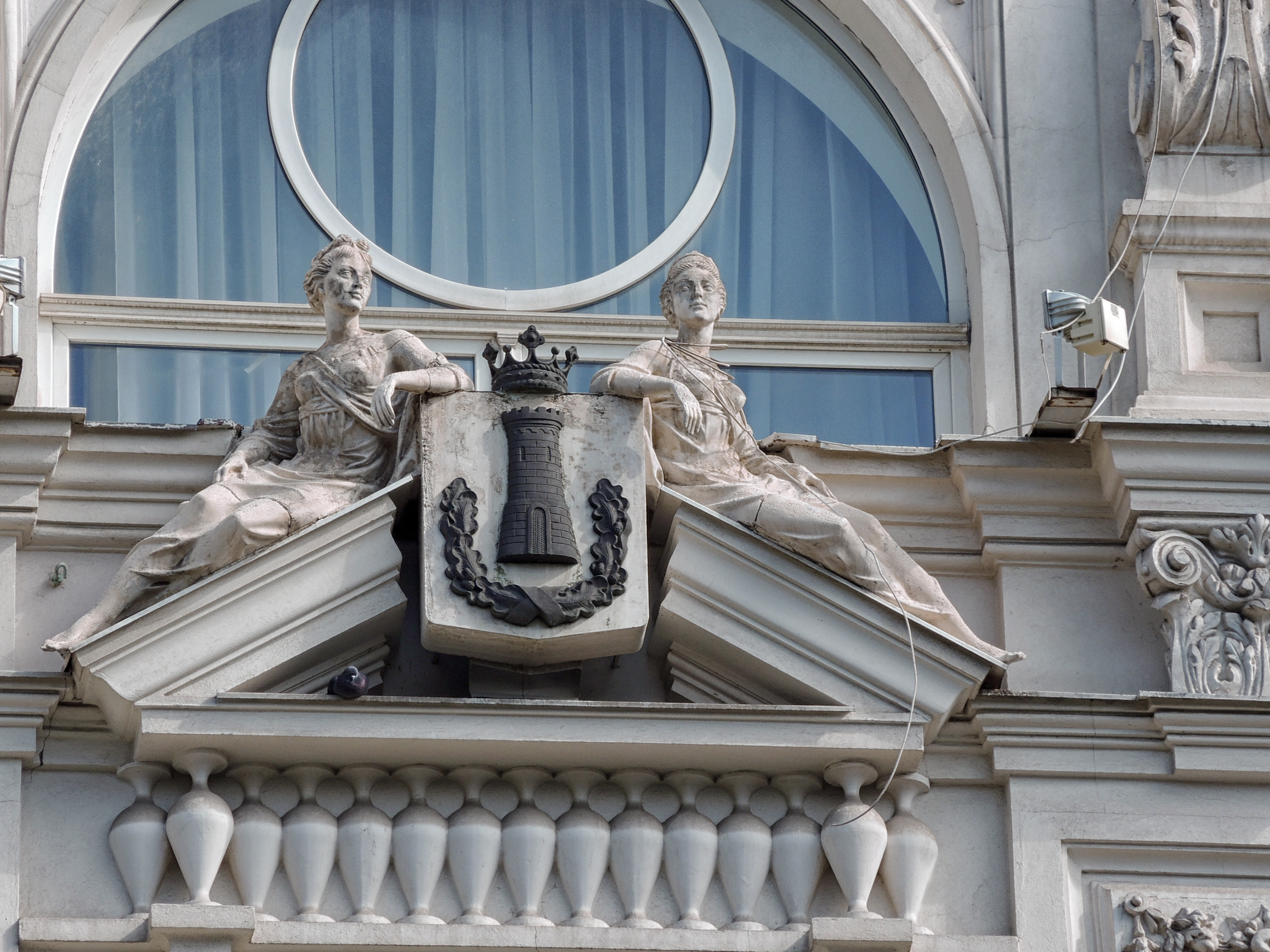
Хранительницы герба города

В Городском доме (Здании городской думы), построенном по проекту Померанцева в духе эклектики, как квартал со внутренним двором предполагалось двор перекрыть шатром, который должен был стать архитектурным акцентом объёма здания. Такое решение использовалось Померанцевым при сооружении Верхних торговых рядов в Москве.
Фасад городского дома имеет ярусное деление. Это подчёркивается разными по форме и размерам окнами. Первый этаж рустован, венчающий карниз украшен декоративными зубчиками, раскреповки фасада украшены эркерами. Над округлёнными углами здания устроены высокие купола. Здание декорировано лепниной в барочном стиле. В оформлении здания присутствуют картуши, медальоны, растительные и антропоморфные элементы.

### Кирпичный стиль

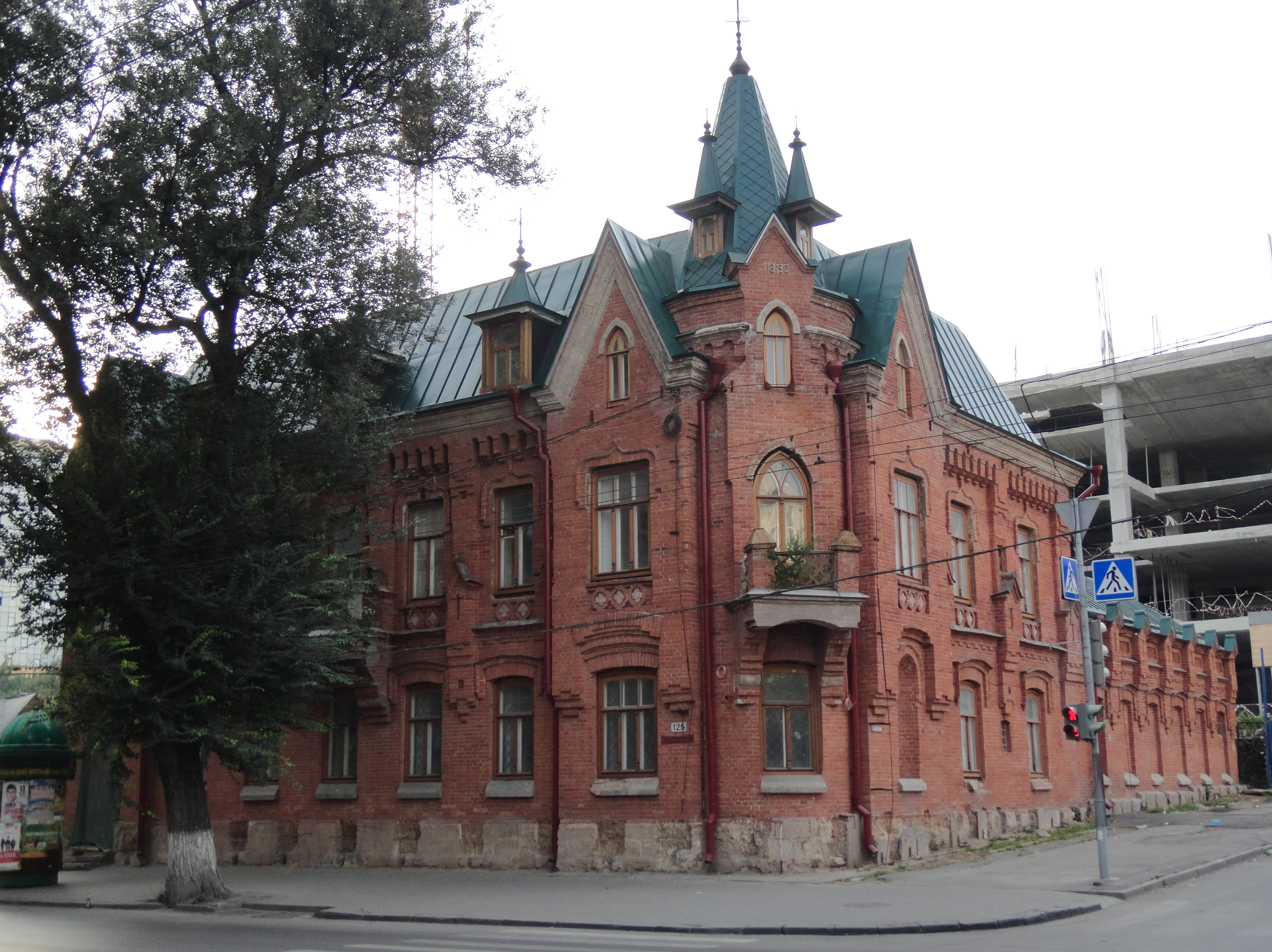
Дом братьев Мартын

Многие эклектичные здания XIX века в Ростове-на-Дону строились в кирпиче, как единственном используемым материалом. Кирпичный стиль стал проявлением рационализма в архитектуре Ростова-на-Дону второй половины XIX века.
Кирпич был как стандартным, так и специальным для изготовления фигурных карнизов и других архитектурных элементов здания. Этот строительный материал, с помощью которого создавался архитектурно-художественный образ, повлиял на название одного из направлений неоготической архитектуры, такого как «кирпичный стиль» (условное обозначение неоштукатуренных строений периода эклектики в России).
Кирпичный стиль в промышленной архитектуре проявился в выразительных корпусах зерновых складов на улице Береговой (архитекторы Якунин и Э. Э. Шульман), мельница Парамонова и пожарная команда. В кирпичном стиле в городе были построены Парамоновские склады. В жилую архитектуру стиль пришел в 1980—1990 годы.
В этом стиле строил дома в городе архитектор Н. М. Соколов. В этом стиле он построил в Ростове Евангелическо-лютеранскую церковь (1888), Новопокровскую церковь (1909), Здание Коммерческого училища (1905), Дом братьев Мартын (1893).
Дом братьев Мартын выполнен из красного кирпича и является редким для Ростова образцом неоготики конца XIX-начала XX века. Здание решёно в стиле немецкой неоготики, фиксирует пересечение главных улиц исторического центра города трёхступенчатой архитектурной формой с эркером, завершающимся готической остроконечной шатровой башней со шпилем, увенчанной флюгером и высокими скатными кровлями треугольной формы.

### Модерн

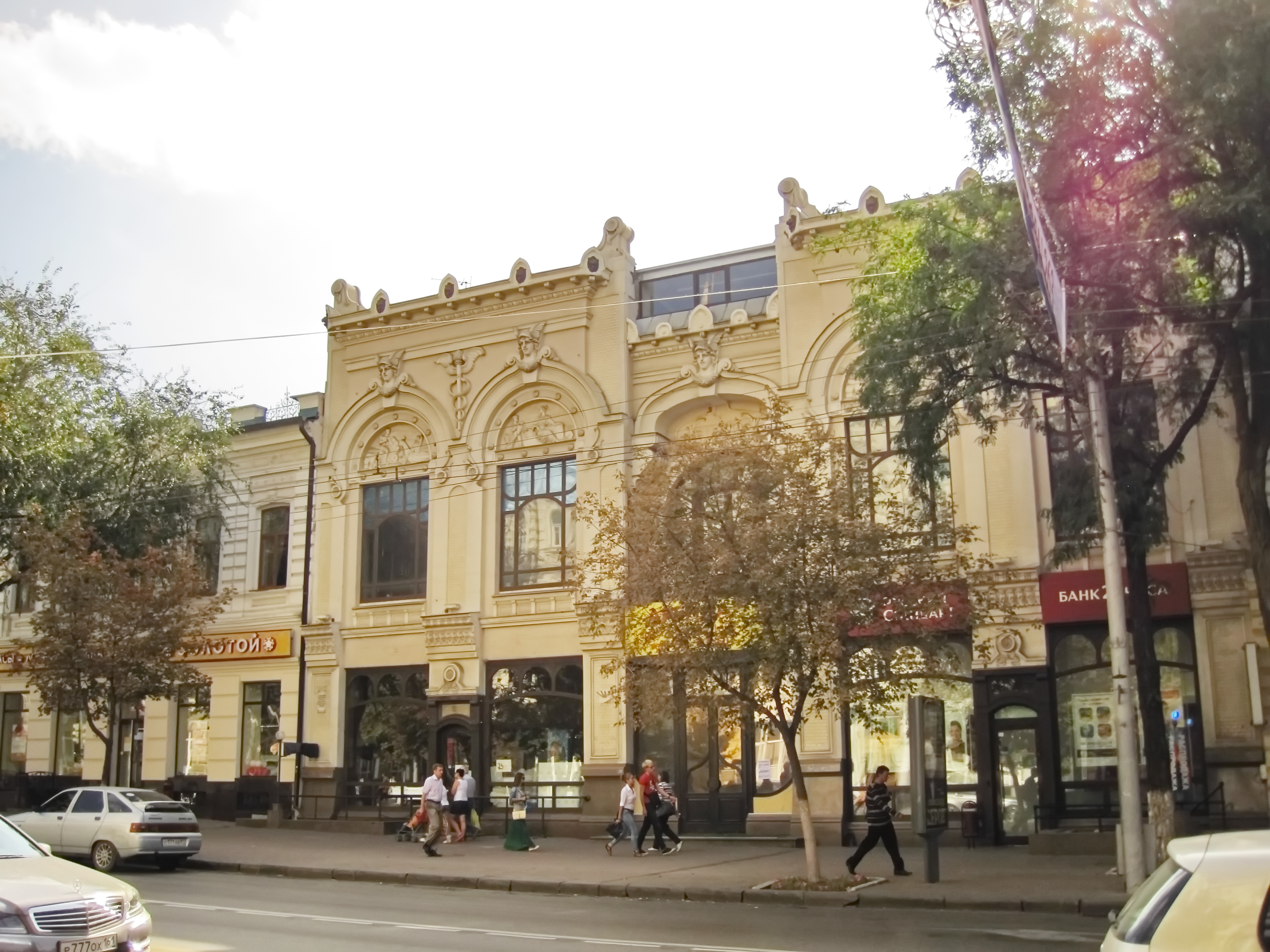
Торговый дом Яблоковых

Архитектурный стиль модерн был распространён в последнем десятилетии XIX — начале XX века (до начала Первой мировой войны). Название стиля «Модерн» в разных странах разнится. Русскоязычное название Модерн в других языках не встречается. За рубежом распространенным названием стиля является Ар-Нуво (Art Nouveau). Модерн имел направления: неоромантизм, неоклассицизм, рационализм, иррационализм, кирпичный стиль, модерн венский, берлинский, парижский, московский, петербургский, рижский, провинциальный и др. Отличительными особенностями модерна является отказ от прямых линий и углов в пользу более естественных, «природных» линий, подражание природным формам растений. Большое внимание уделялось как внешнему виду зданий, так и интерьеру, который тщательно прорабатывался. Художественно обрабатывались все конструктивные элементы здания: лестницы, двери, столбы, балконы.

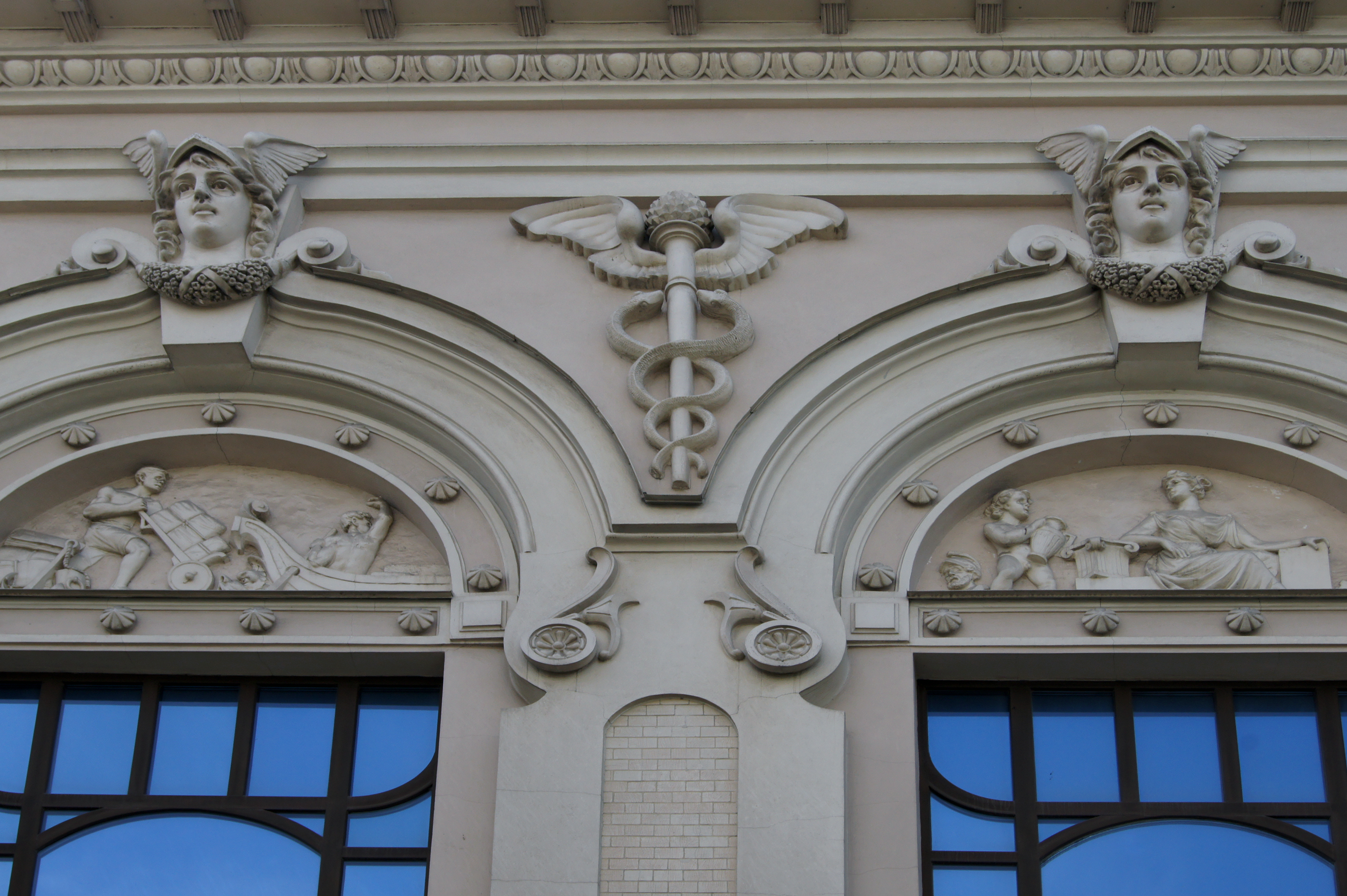
Оформление окон 2-го этажа

Первым зданием, построенным в этом стиле в Ростове был торговый дом Яблоковых (Большая Садовая, 64). На его втором этаже располагается типичное круглое окно эпохи ар-нуво. Здание было построено в 1898 году по проекту архитектора Е. М. Гулина. Окна второго этажа торгового дома обрамлены профилированными архивольтами. Каждый замковый камень украшает голова Гермеса в крылатой шляпе. Простенки между боковыми окнами украшены лепным изображением кадуцея (жезла Гермеса). На люнетах окон помещены горельефы на различные темы. Выбранный декор здания характерен для иррационалистического модерна.

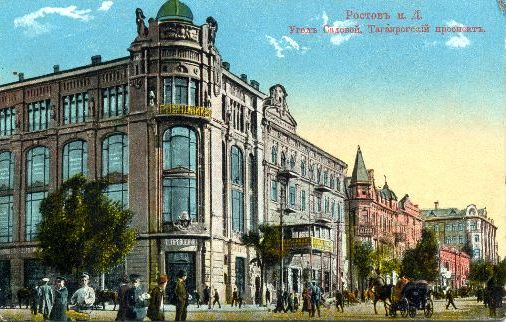
Торговый дом Пустовойтова

Рационалистическое направление модерна в Ростове представлено в другой постройке Гулина — торговом доме Г. Г. Пустовойтова (универмаг «Проводник»; ныне ЦУМ, 1910), где пространство нового типа торговых помещений — универмага — формируется за счёт новаторской каркасной конструкции, которая создаёт «промышленно-торговый стиль». При строительстве здания применялась новая каркасно-стеновая конструктивная система, которая отображена в пластике фасадов.
В рационалистическом направлении модерна с элементами эклектики построено в Ростове здание управления Владикавказской железной дороги (ныне Северо-Кавказской), которое стало первой постройкой будущей Театральной площади. Массивный проект с тремя внутренними дворами был осуществлён архитектором Н. Вальтером и инженером А. П. Бутковым. Ростовский доходный дом М. В. Ширмана (1911; арх. Арутюн Закиев; Ворошиловский пр., 20) представляет собой классицизированный вариант модерна.

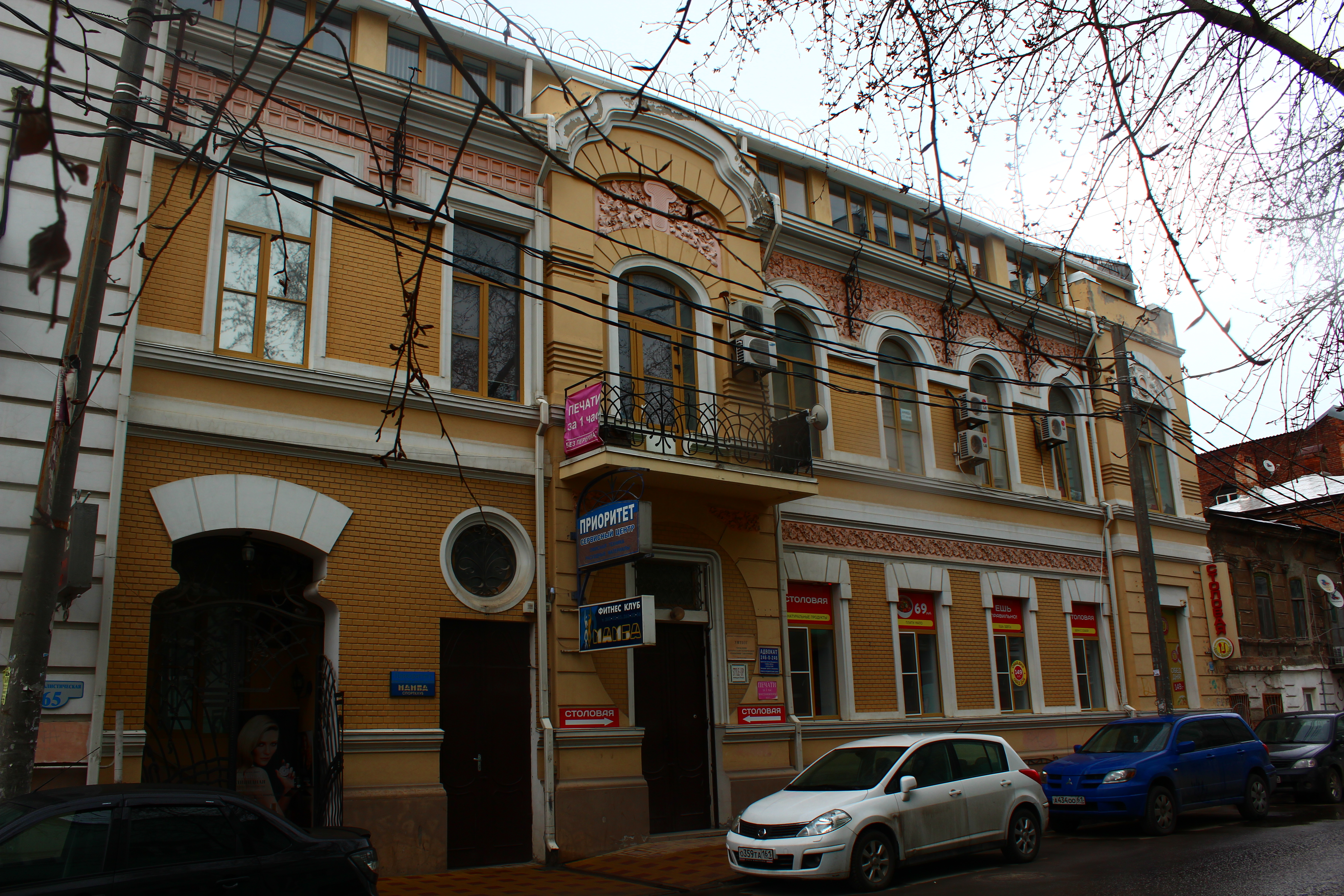
Жилой дом Хаджаева

Дом ростовского градоначальника генерал-майора Ивана Зворыкина (1914, арх. Василий Попов; Пушкинская улица, 89/57) является примером модерна с элементами готики. Дом Ивана и Анны Бострикиных, построенный в 1914 году по проекту гражданского инженера Семена Васильевича Попилина, представляет собой версию модерна с элементами неоклассики. Доходный дом братьев М. М. и Ф. М. Дутиковых (пр. Буденновский, 3/3; арх. Л. Ф. Эберг, 1913) — пример неоклассики с элементами модерна.
В стиле модерн построен и жилой дом Хаджаева (Социалистическая, 65; 1895 г.). Асимметричная композиция фасада этого дома выполнена с различными завершениями раскреповок и выступающим венчающим карнизом на кронштейнах, что сделано в соответствии с принципами декорирования нового стиля, избегающего симметрии и равномерного ритма оконных проемов. Своеобразие фасаду придает вставка с цаплями в ложном люнете восточной раскреповки, растительный орнамент фризового пояса, решеток кованых ворот и круглого окна.

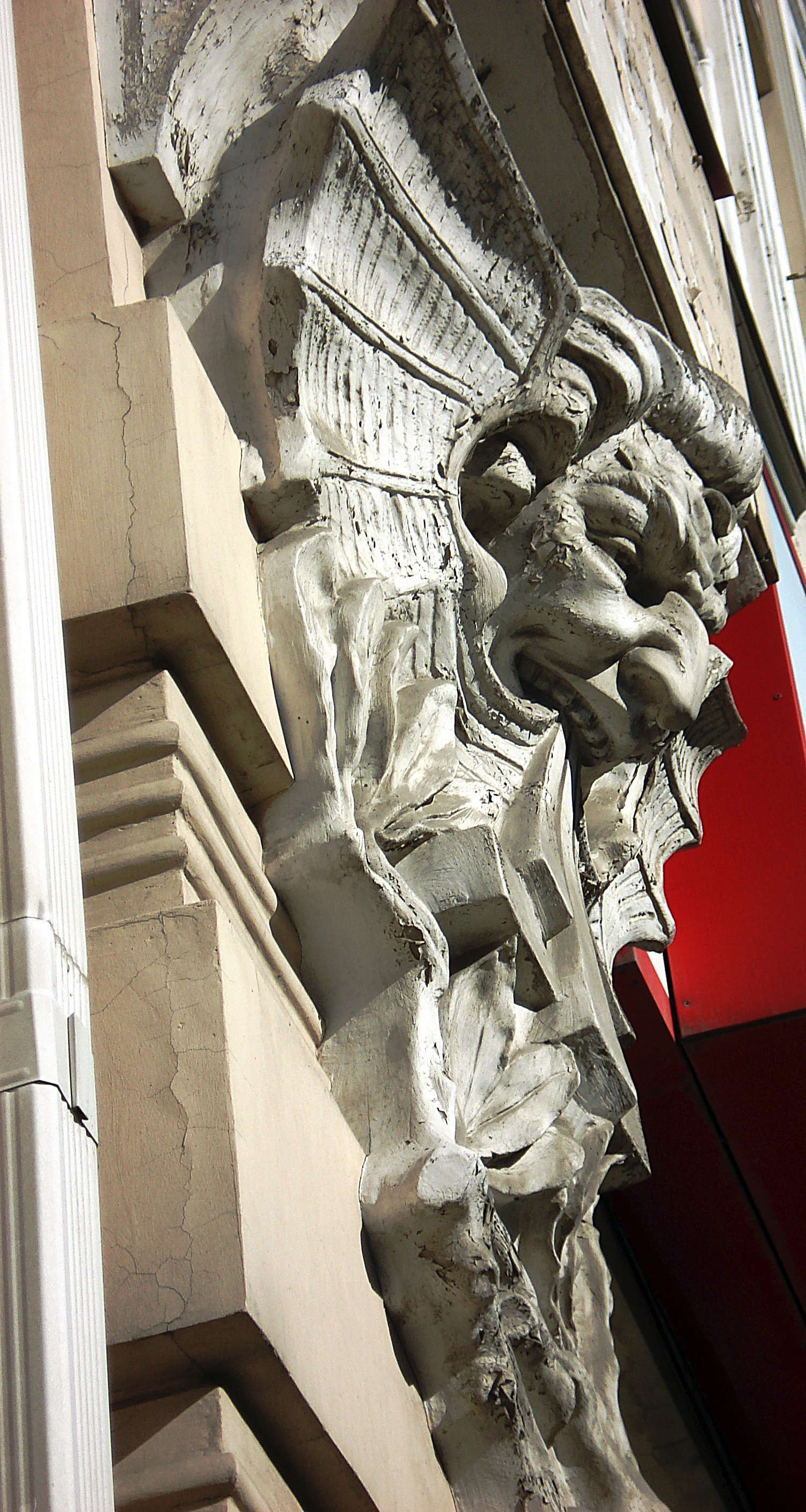
Доходный дом Бахчисарайцева К. Х. украшают головы химер

Примером «чистого» стиля в ростовской архитектуре модерна является работа архитектора П. Я. Любимова — гимназия Степанова
(Горького, 115, 1915 г.). В этом здании произошло слияние признаков трех направлений модерна, что позволило избежать влияния эклектики на архитектуру здания.
Ростовская архитектура в первую очередь использовала свойственные раннему модерну формы декора, его принципы построения фасадной плоскости. Примером являются: доходный дом Дерткезовых (Шаумяна, 110; 1910-е годы), жилой дом Поповой (Б. Садовая, 126; 1910-е годы), доходный дом Бахчисарайцева (Социалистическая, 57; начало XX в.), театр Мошонкиной, особняк Парамонова (Чехова, 17, 1908 г.).

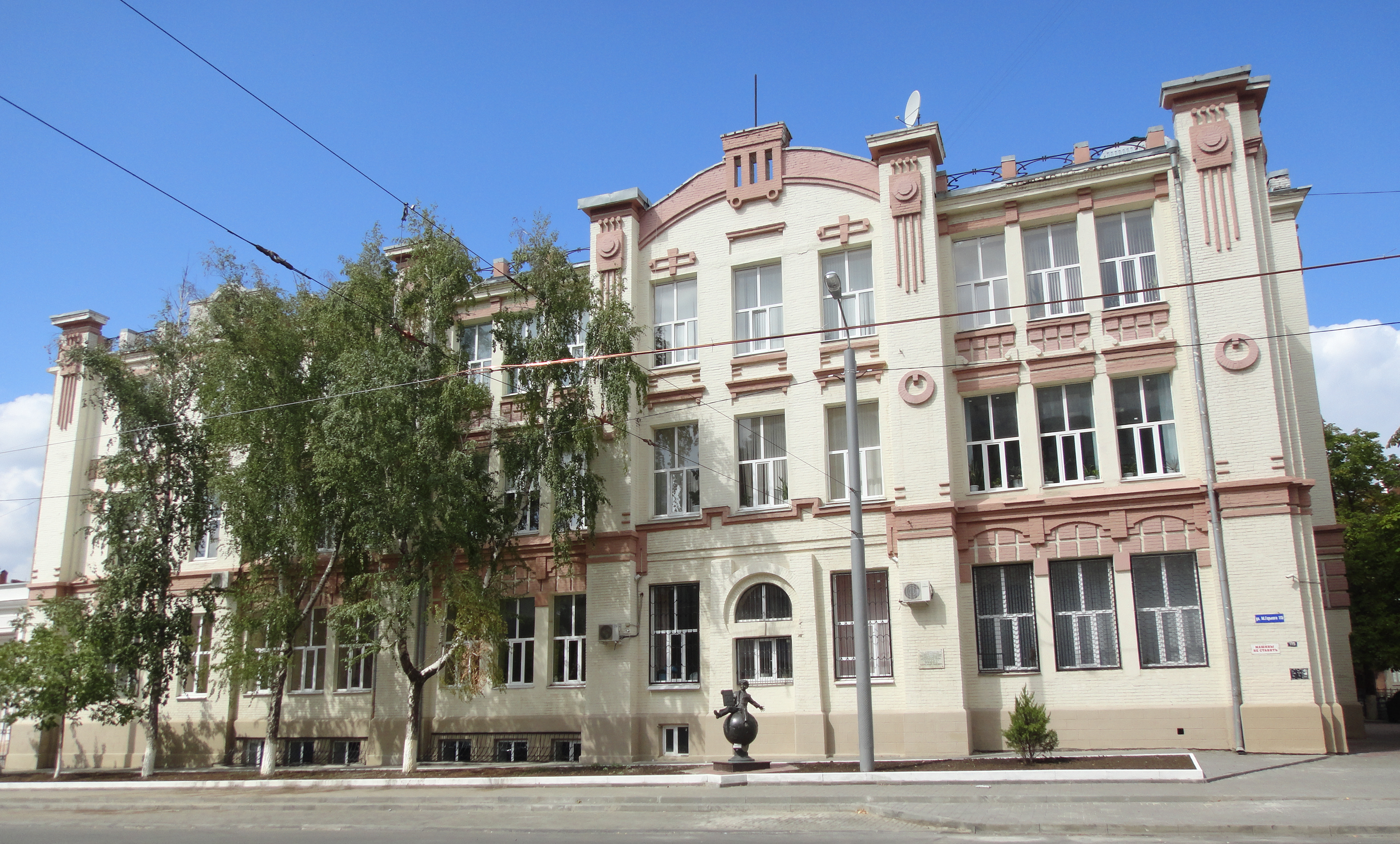
Здание частной гимназии Степанова

В архитектуре зданий Ростова начала XX века декоративные элементы модерна смешиваются с эклектичными приемами при создании структуры фасада — доходный дом Маврогордато (Б. Садовая, 84/40; конец XIX начало XX вв.). Примером «чистого» стиля модерн в ростовской архитектуре модерна стала работа архитектора П. Я. Любимова — гимназия Степанова (Горького, 115, 1915 г.).
Основными характеристиками стиля модерн в архитектуре Ростова-на-Дону были следующие:
- запаздывание процессов распространения стиля модерн;
- использование декоративных элементов раннего модерна для сохранения структуры здания, характерной для эклектики в архитектуре 1900-х годов;
- соединение в одном здании разных направлений модерна;
- распространение неоклассицизма и деталей академических стилей;
- применение новых строительных материалов и конструкций.

### Функционализм
Функционализм — это архитектурный стиль, возникший в XX веке в период расцвета модерна. Родиной его считаются Германия и Голландия, период наибольшей популярности приходится на 20-30-е годы. Основное требование функционализма — обусловленность внешнего облика сооружения его конструкцией и внутренней планировкой, которые определяются его практическим назначением, то есть функцией. В этом стиле в городе построено здание речного вокзала.
Функционализм выдвинул ряд новых архитектурных и градостроительных принципов: типизация жилищного строительства, создание малометражных квартир, возведение крупных жилых комплексов на свободных территориях.

### Конструктивизм

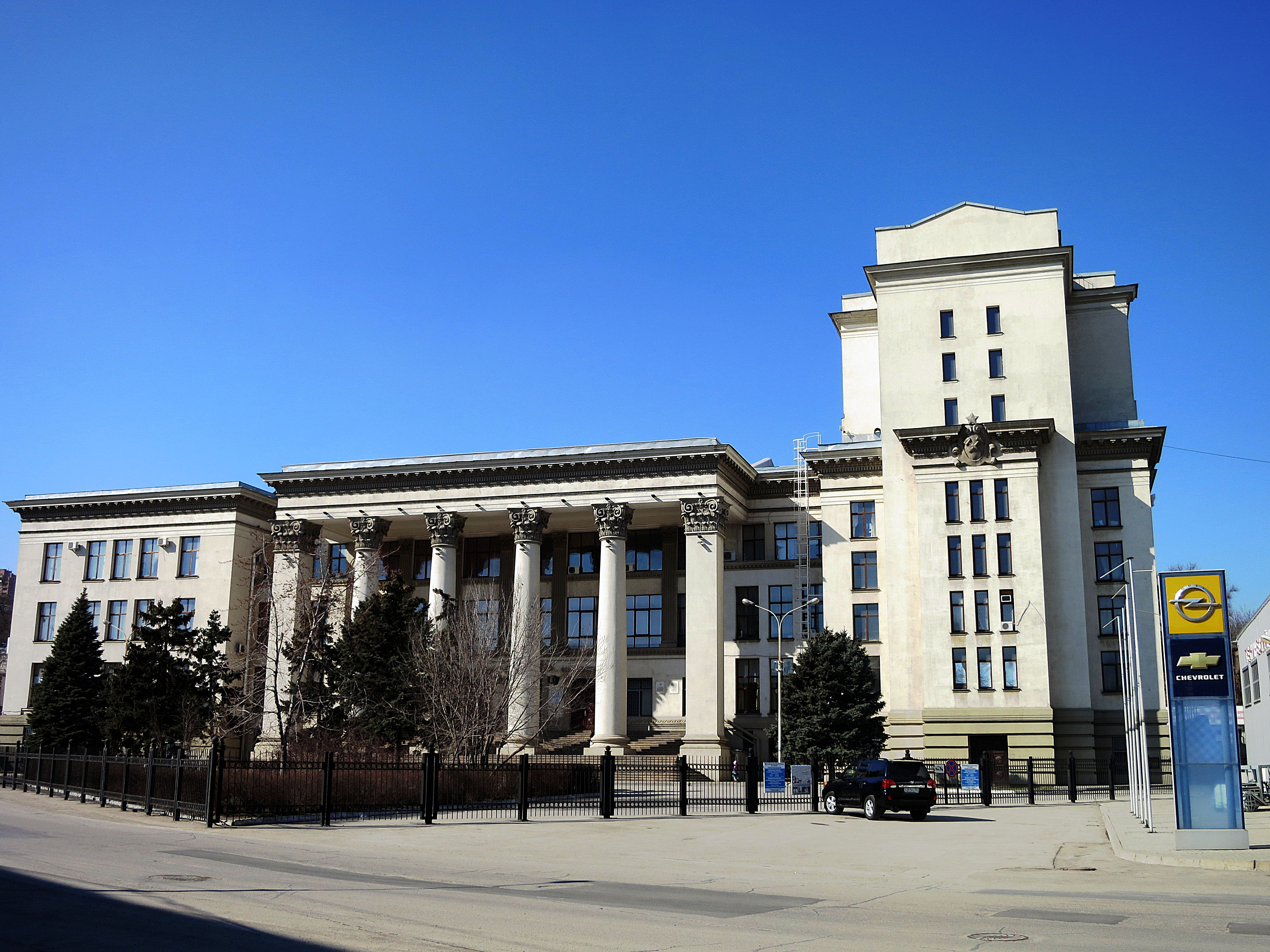
Дворец культуры железнодорожников

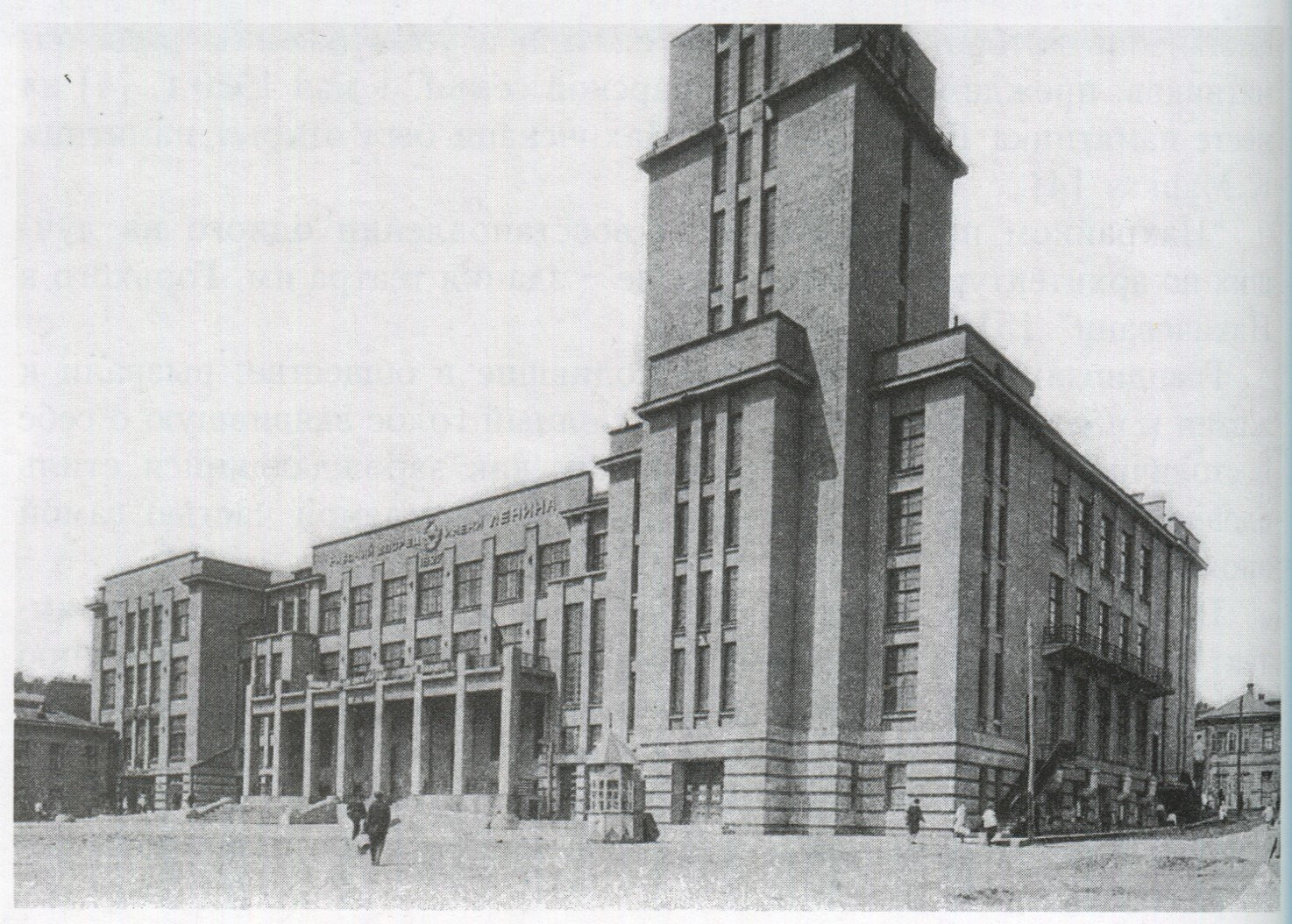
Первоначальный вид Дворца культуры железнодорожников

Конструктиви́зм, авангардистское направление в архитектуре, зародился в СССР в 1920 — первой половине 1930 годов. Направление характеризуется строгостью, геометризмом, лаконичностью форм и монолитностью внешнего облика. Но появление в Ростове архитектуры авангарда оказали влияние проводимые в СССР архитектурные конкурсы. В них принимали участие ведущие архитекторы страны: И. А. Голосов, И. А. Фомин, В. А. Щуко, Г. Б. Бархин, Н. А. Троцкий и др. По результатам конкурсов в городе появились произведения архитектурного авангарда: Краевой Дом Советов (1930, И. А. Голосов), Окружная больница (1927, И. А. Голосов, Л. А. Ильин, А. З. Гринберг) и др. Ростовские архитекторы также принимали участие в разработке проектов и их реализации.
В стиле конструктивизм построен Дворец культуры железнодорожников (Лендворец) (1927 год, архитектор Л. Ф. Эберг), комплекс зданий железнодорожного института и Ростовский автодорожный техникум. Здание Лендворца многочастное, его сложная внутренняя планировка концентрируется вокруг театрального и кинозалов. До наших дней фасад здания дошел в искаженном виде. Когда в послевоенный период конструктивизм подвергся гонениям, к главному входу во дворец был пристроен портал с колоннадой.

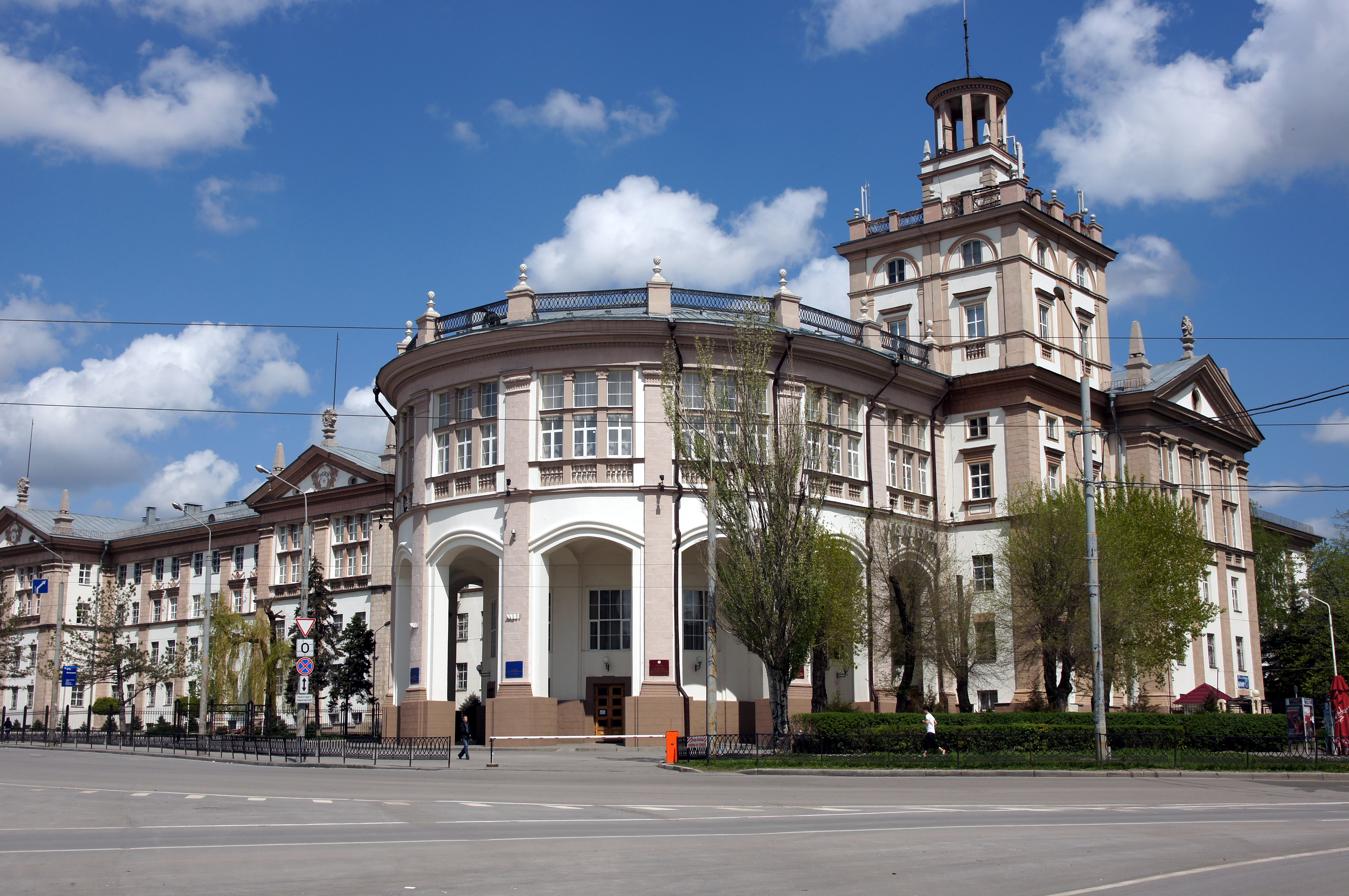
Здание Ростовского института инженеров путей сообщения

Комплекс зданий Ростовского института инженеров путей сообщения (ныне РГУПС) был построен в 1929—1934 годах. Автор проекта — архитектор В. Н. Наумычев. Главный корпус представляет собой гигантское двукрылое Г-образное здание с башней. При восстановлении здания после войны черты конструктивизма были снивелированы: фасад обработан торкретированием, парапет «украсился» аляповатыми столбиками, появились полуколонны и пилястры.
При восстановлении Ростовского автодорожного техникума, построенного в 20-е годы архитектором Л. Ф. Эбергом, пластику фасада обогатили пилястрами и геометрическим рельефом.

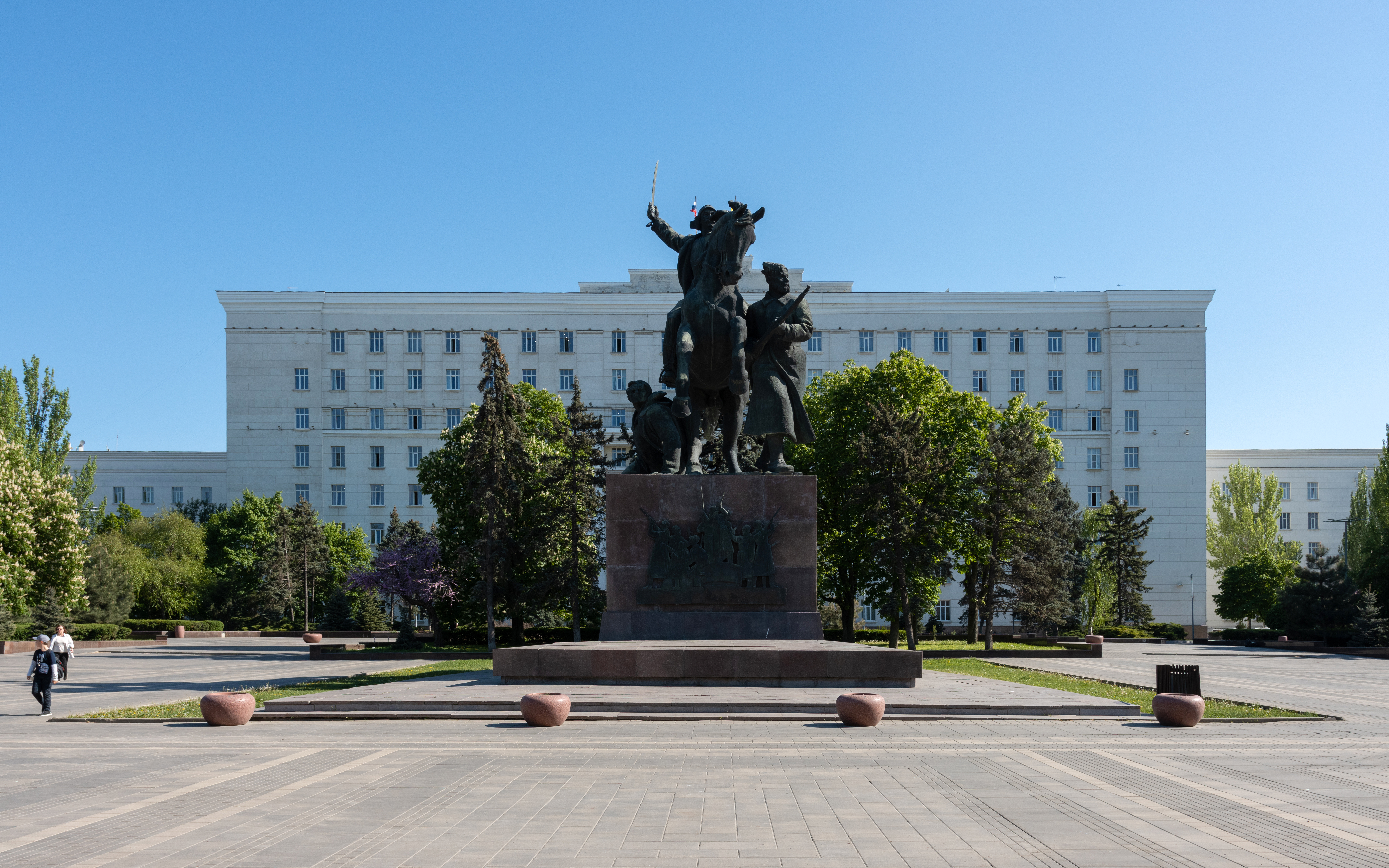
Дом советов

В 1920-е годы в Ростове были построены дома Андреевского жилкомбината (1928—1934) на Будёновском проспекте, дом «Смычка» на углу Будёновского проспекта и Комсомольской площади (1928), квартал водников (1926—1928) на Нольной улице и др. Характерной чертой этих зданий была простота художественного решения фасадов, сочетающаяся с монументальностью; комплексы бытового обслуживания внутри кварталов.
Здание Дома Советов строилось до и после войны. Проект дома был составлен в 1929—1934 годах. Фасад здания в 1960-е годы был изменён. Поле фасадной стены было сделано рельефным, над главным входом в здание установлены портал и пилястры прямоугольного сечения.
Ярким примером конструктивизма было построенное в Ростове в 1927—1931 годах по проекту архитекторов М. Н. Кондратьева и Л. Ф. Эберга здание «Нового быта» (ул. Суворова, 19). Шестиэтажное кирпичное здание представляет собой композицию из двух симметричных длинных строений необычной формы. Фасад здания стал структурным с рядами ризалитов и эркеров. Во дворе здания ризалиты выполнены более дробными, а эркеры более глубокими.

### Неоклассицизм

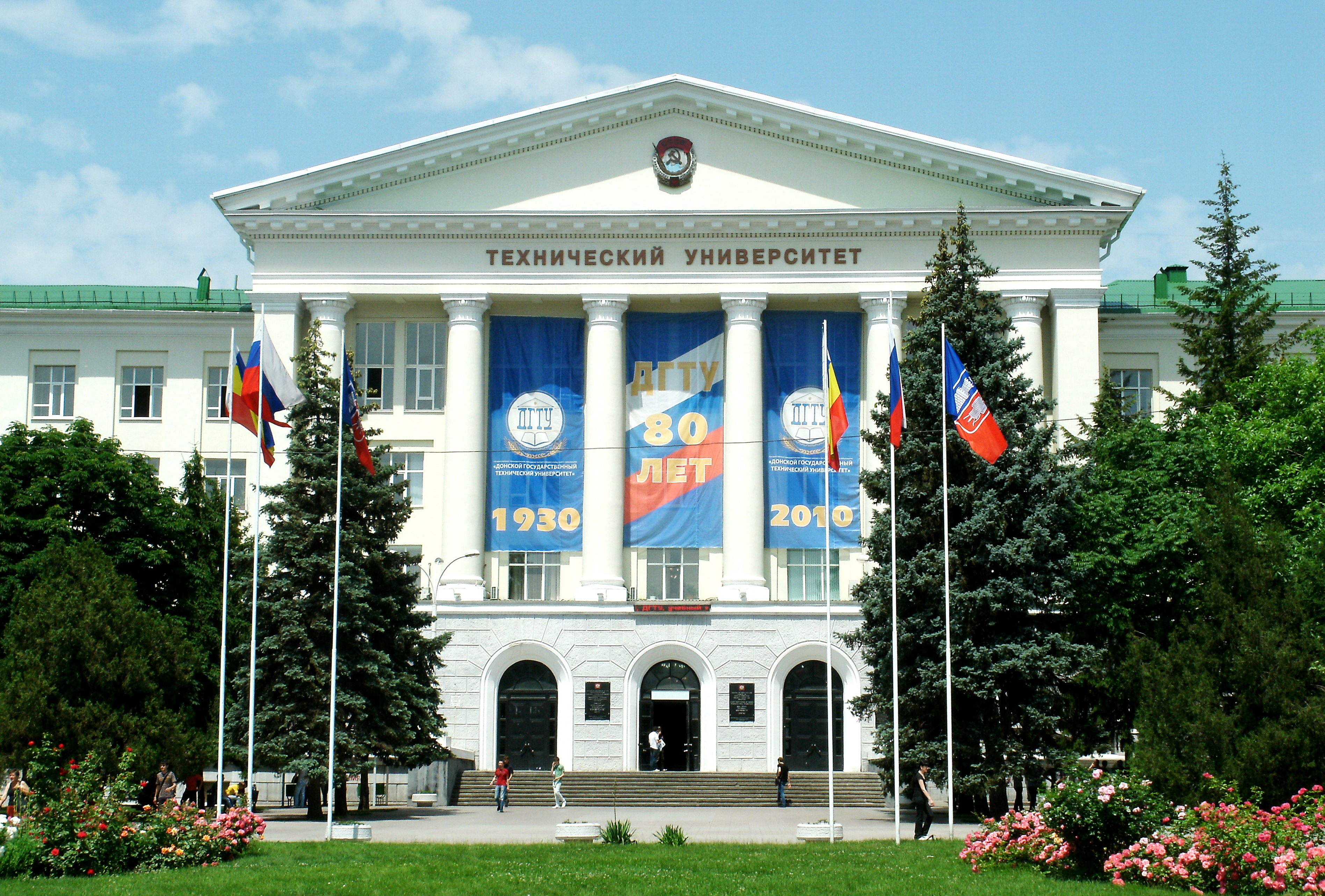
Донской Государственный Технический Университет

В зарубежном искусствоведении неоклассицизмом называют классицизм в архитектуре второй половины XVIII — первой трети XIX веков, в отличие от классицизма более раннего периода. В этом стиле большую роль в разработке фасадов стали играть декоративные членения и украшения: порталы дверей, зубчики по карнизу, пилястры, лепнина.

Особняк Парамонова

В стиле неоклассицизма в 1912 году выстроен особняк Парамонова. Не сохранились придомовые хозяйственные постройки бассейн, и сад с двухэтажным флигелем. Само здание особняка, разрушенное в Великую Отечественную войну, восстановили для размещения в нём научной библиотеки Ростовского государственного университета. Отдельные элементы оформления фасада указывают на стиль эклектики в классической архитектуре. Интересным объектом той эпохи являются Парамоновские склады, отнесенные ныне к памятникам федерального значения. Инженеры Якунин и Э. Шульман воспользовались уникальной природной особенностью данного места — родниками, круглый год бьющими со склона донского берега. Инженеры собрали родниковую воду в желоба и пропустили эти желоба сквозь складские помещения. Температура родниковой воды Парамоновских складов постоянна зимой и летом — 9 °C. И эта система желобов поддерживала в складах пониженную температуру, благоприятную для хранения зерна.
Ещё одним примером неоклассицизма может служить здание Госбанка, спроектированное в 1910 году. Здание Ростовского областного академического молодёжного театра демонстрирует смешения стилей — барокко, ренессанса и классицизма.

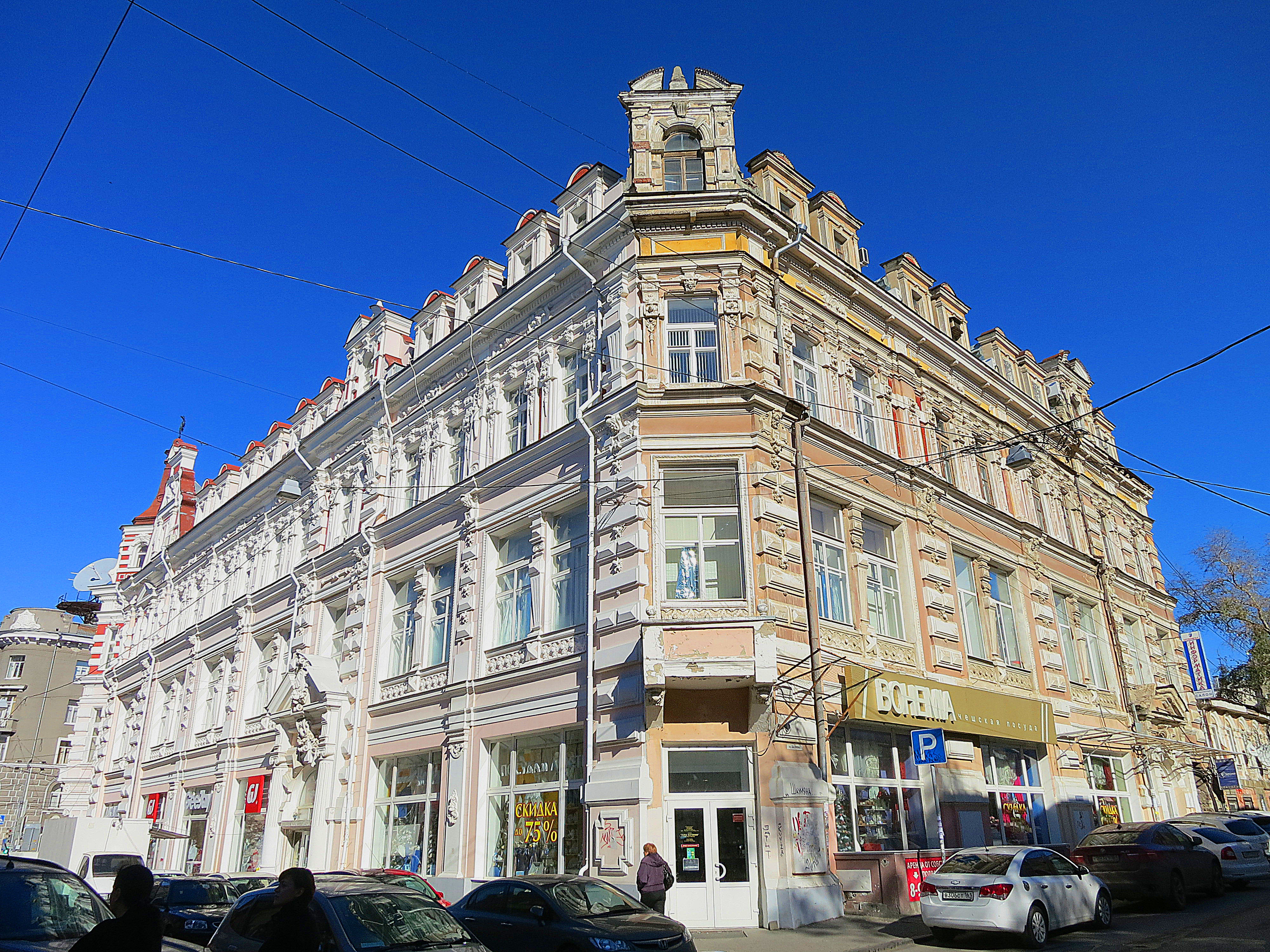
Дом купца Генч-Оглуева

В этом направлении в Ростове построены жилой дом ученых на углу улиц Чехова и Большой Садовой; семиэтажный жилой дом на углу Будёновского проспекта и Большой Садовой (1956, арх. Г. А. Петров); краеведческий музей (1953, арх Е. Е. Григор); цирк (1957, арх. Г. А. Петров, И. В. Бурулин), кинотеатр «Россия» (1960, арх. Л. Л. Эберг).
Образцом неоклассицизма довоенных лет является пятиэтажный жилой дом на улице Пушкинской, 135. В художественном облике фасада этого здания присутствуют не только традиционные в классицизме русты, но даже ниши с вазами.

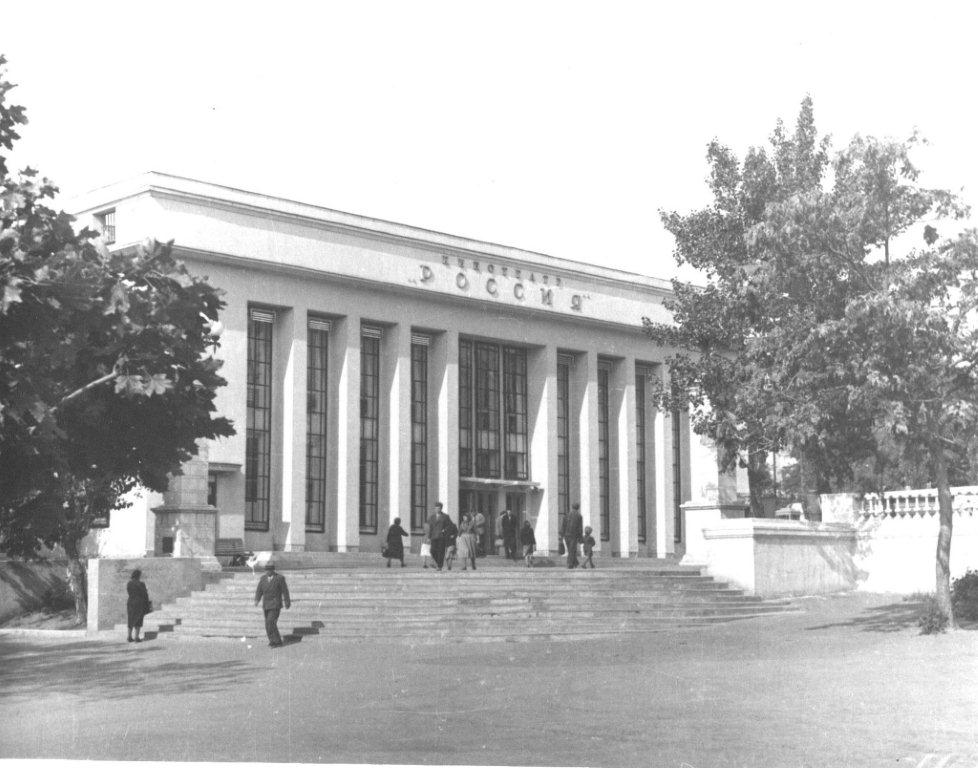
Здание кинотеатра «Россия» в советский период

Из общественных зданий этого времени большой интерес представляет самое яркое произведение советского неоклассицизма — главный корпус Ростовского института сельскохозяйственного машиностроения (ныне Донской технический университет). Автор проекта — архитектор И. Г. Буров. Здание строилось с конца 1940-х и до начала 60-х годов. Монументальное 4-х этажное здание, имеющее в плане вид двутавра, завершает перспективу Ворошиловского проспекта. Его центральный и боковые ризалиты украшают колонны с капителями дорического ордера; светло-серый колер оштукатуренного фасада оставляет впечатление строгости и монументальности. Первый этаж центрального ризалита трактуется как цокольный и рустован. Величественность зданию придают устремляющиеся вверх по всему фасаду полупилястры. Здание находится на большой площади и, несмотря на соседство 20-17 этажных современных строений, остается её архитектурной доминантой.

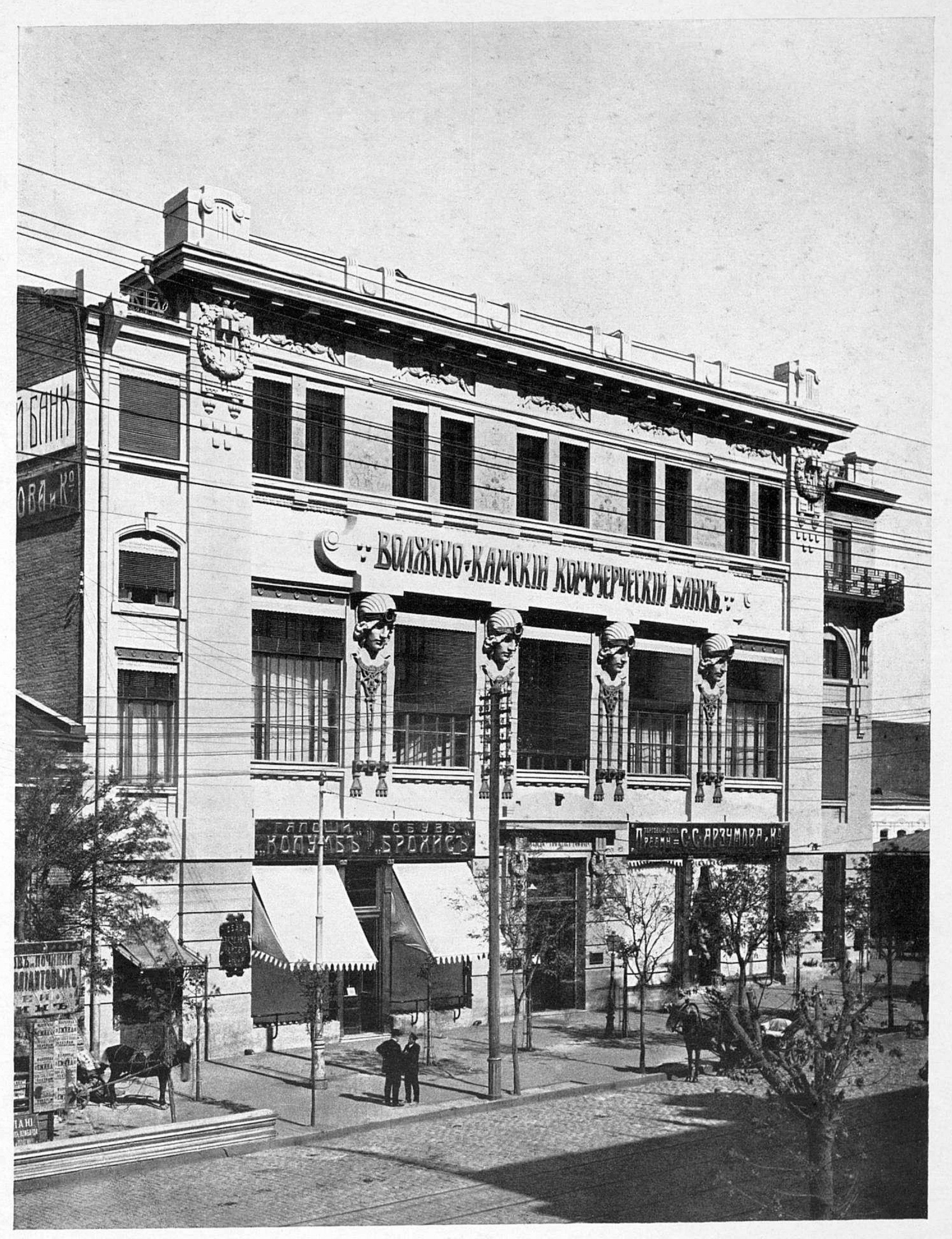
Волжско-Камский банк. Главный фасад, 1910 г.

В этом же стиле в 1956 году на Советской площади Ростова было построено здание бывшего горкома КПСС и горисполкома (строилось под институт «Гипрошахт»). Здание является как бы северным полюсом площади и противопоставлено Дому советов. Несмотря на наличие всего лишь одной секции (в отличие от многосекционного Дома советов), здание горисполкома, возведенное по проекту архитекторов В. И. Григора, В. И. Симоновича и Е. Е. Григор, инж. Б. Л. Красик, не менее впечатляюще. Достигнуто это значительной высотой (7 этажей), сочленением с соседними шестиэтажными стильными зданиями и богатством пластики фасада.
Широкое распространение в Ростове неоклассицизма связано с тяготением региональной архитектуры к академическим направлениям: Ростовская контора Государственного банка (архитектор М. М. Перетяткович, 1907—1913 гг.), здание Окружного суда (улица Социалистическая, 164, архитектор П. Я. Любимов, 1914 г.). Ряд крупных зданий Ростова были построены в стиле модерна и неоклассицизма по проектам столичных архитекторов. С их именами связаны «чистые» образцы модерна, неоклассики, неорусского стиля: Ростовская контора Государственного банка (архитектор М. М. Перетяткович), доходный дом О. и Е. Сариевых (архитектор А. Ф. Нидермайер), здание Волжско-Камского банка (архитектор А. Н. Бекетов), Покрово-Ильинский Старообрядческий собор (архитектор В. А. Покровский), Народный дом (архитектор Н. В. Васильев).
Период распространения неоклассицизма в Ростове совпал по времени, когда крупные банки строили в городе собственные здания. Первоначально Волжско-Камский банк арендовал помещение в здании города-доходного дома Генч-Оглуевых (Б. Садовая, 68, 1883 г.), построенного по проекту столичного архитектора А. Н. Померанцева. В 1907—1910 годах для банка было построено новое здание по проекту харьковского архитектора А. Н. Бекетова (Б. Садовая, 55). Оформление фасадов нового здания было выполнено в венской школе модерна. Операционный зал банка был выделен большими прямоугольными оконными проемами на главном фасаде, в простенках здания были расположены лопатки с масками атлантов.

## Типовое строительство

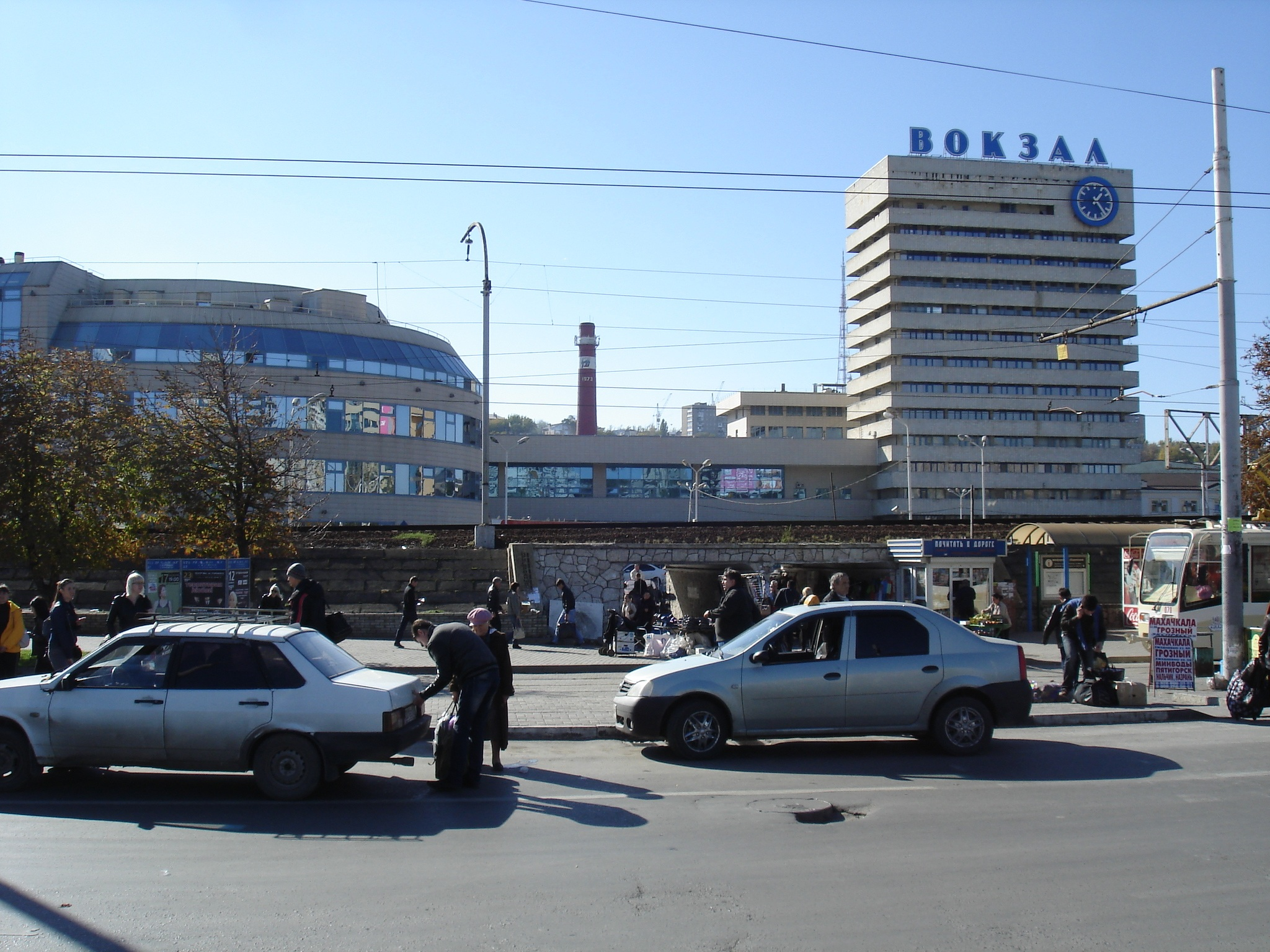
Новое здание железнодорожного вокзала в Ростове-на-Дону

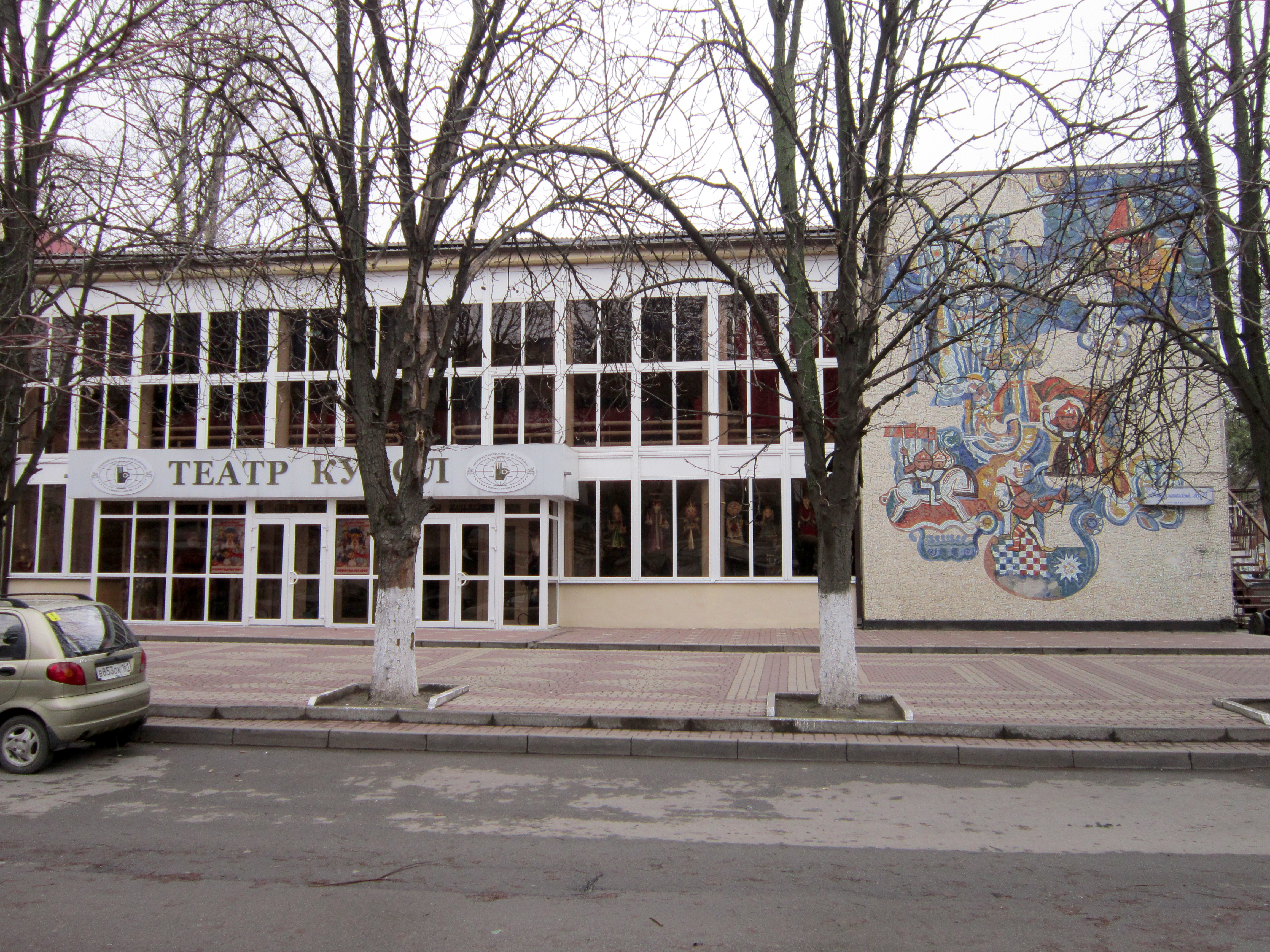
Ростовский Государственный Театр Кукол им. В. С. Былкова

31 июля 1957 года ЦК КПСС и Совет министров СССР приняли Постановление «О развитии жилищного строительства». В нём была определена программа жилищного строительства на базе широкого использования современных достижений науки и техники. С этого времени в стране и в Ростове началось массовое строительство жилых зданий из панелей и блоков.
Первые блочные типовые дома в Ростове строились на проспекте Ленина. Крупномасштабное типовое строительство пятиэтажных домов домов в Ростове началось на Западном жилом массиве.
В 1969 году было принято Постановление ЦК КПСС и Совета министров СССР «О мерах по улучшению качества жилищно-гражданского строительства». По этому Постановлению строились дома с улучшенными проектами: высота квартир увеличивалась до 2,7 метров, кухни стали иметь площадь по 6-8 квадратных метров, туалет и ванную стали устраивать преимущественно раздельными, увеличились прихожие, расширились лестницы и междуэтажные площадки. Основной планировочной единицей стал не дом и не квартал с ленточной застройкой, а жилой микрорайон на 10-12 тысяч человек.
Удачным образцом такой застройки можно считать Северный жилой массив в Ростове на 200 тысяч жителей, расположенный в экологически чистой зоне города, на берегу реки Темерник. Северный жилой массив застроен домами преимущественно в 9 этажей. Для оживления силуэта местами используется застройка в 5 этажей, а его современность ощущается в высотных акцентах от 12 до 20 этажей. Одним из интересных общественных зданий, созданных в 1967 году, можно считать детский универмаг «Солнышко», построенный по проекту ростовских архитекторов В. Н. Клейменова и Г. А. Григорьева. Простой по форме кубический объём разбит алюминиевыми солнцезащитными «ножами», похожими на множество раскрытых вееров. Большие серебристо-матовые поверхности стекла — темно-голубоватого стемалита смягчают блеск металла. Здание дополняет эмблема солнышка.

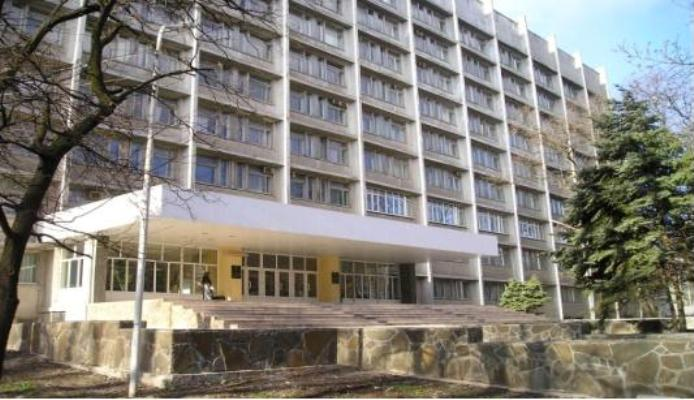
Главный учебный корпус медицинского университета

Комплекс главного автовокзала (1980) в Ростове с высотной гостиницей — один из оригинальных в городе. Он интересен новизной решения, оригинальным использованием гексагональной структуры покрытия, технических средств и материалов. Серебристые алюминиевые гофры в оформлении фасадов, сочетающиеся с витражами чёрного и золотого цвета анодированного алюминия, производят впечатление нарядности.
Техническими удачами можно считать следующие здания в Ростове: главный учебный корпус медицинского университета, 1962, архитектор Л. П. Пушкова; ресторан «Балканы», 1967, архитектор Ю. П. Мацкевич; пристройка к ЦУМу, 1965, архитектор Е. П. Лихобабин; гостиница «Турист», 1972, архитектор Симонович В. И.; театр кукол, 1968 , арх. А. Г. Потапов и А. П. Адамкович; кинотеатр «Ростов», 1966, архитектор А. Г. Якунин; институт «Оргтяжстрой», 1969, архитектор В. Н. Разумовский; институт «ПромстройНИИпроект», 1968, архитектор Б. С. Стадник; главный железнодорожный вокзал, 1992, архитектор А. Д. Иосава. В художественном решении всех этих зданий отмечается простота и лаконизм. При их строительстве применялись стекло и металл.
В 1981 году по проекту архитектора Б. С. Стадника в Ростове было построено многоэтажное здание проектно-исследовательского института «Атомкотломаш». Здание имеет полукруглый фасада, который играет не только эстетическую, но конструктивную роль. Здание института плавно рассекает воздушный поток и обретает дополнительную устойчивость.

## Садово-парковая архитектура

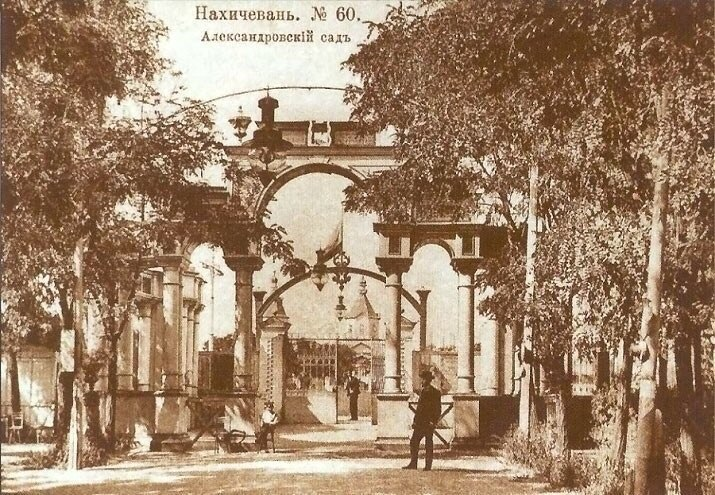
Александровский сад до революции

В Ростове-на-Дону, в разных его районах обустроено немало парков и парковых зон. Особенно они хороши летом, поздней весной и ранней осенью, когда много зелени и цветов. Из парков можно выделить центральный парк имени Горького, парк Октябрьской революции и др.
Старейшим городским детским парком является детский парк имени Вити Черевичкина. Парк основан в 1880 году. Историческое его название — Александровский сад — было принято по решению нахичеванской городской Думы в честь «торжественного дня 25-летия славного царствования Его Императорского Величества Августейшего Монарха Императора Александра II». В 1894 году здесь была установлена Александровская колонна — 11-метровая копия Александрийского столпа, созданная итальянским архитектором Тонетти по проекту Н. Н. Дурбаха.

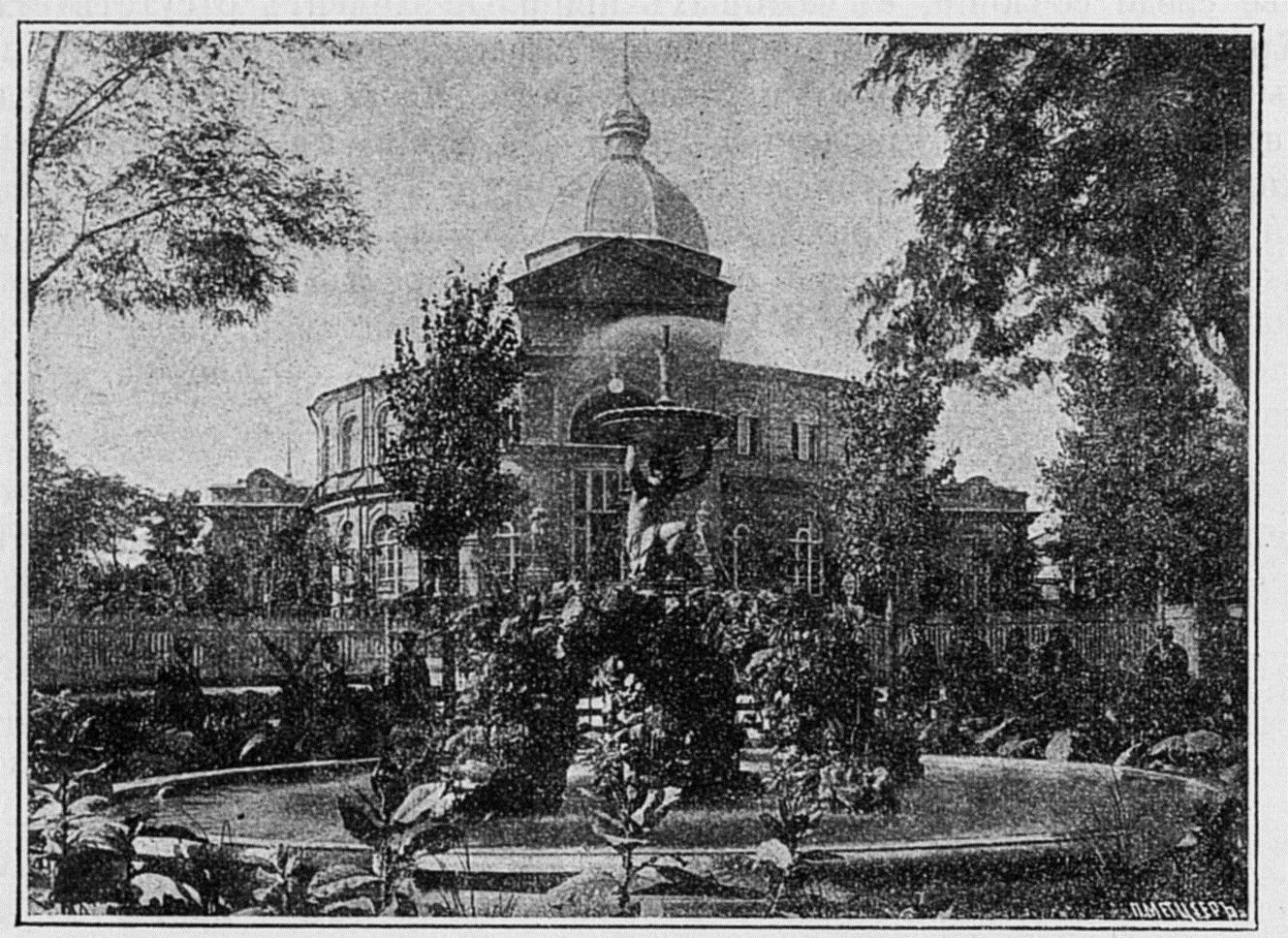
Ротонда и главный фонтан в ростовском саду

В 1965 году парку дано имя Вити Черевичкина (1925—1941) — ростовского подростка, убитого немецкими оккупантами. Несколько ранее, в 1961 году, ему в парке был установлен памятник-бюст ростовского скульптора Н. В. Аведикова. В парке создан детский городок аттракционов с разными аттракционами.
Парк культуры и отдыха имени Максима Горького был основан в 1813 году и является старейшим парком Ростова-на-Дону. В 1813 году городской голова Андрей Ященко подарил принадлежащий ему участок земли городскому магистрату, городские клубы благоустроили их: проложили аллеи, высадили деревья, разбили газоны. Была создана цепочка садов, которые позже были объединены в первый городской сад. В 1864 году в саду было построено деревянное клубное здание «Ротонда», имевшее зал, две гостиных и бильярдную. Её в 1893 году сменило каменное здание Ротонды на входе в городской сад с Пушкинской улицы. У Большой Садовой была сооружена деревянная эстрада с раковиной для эстрадных выступлений. К концу XIX века в Городском саду по проекту архитектора Николая Дорошенко была установлена ажурная кованая оградой и парадным входом с Большой Садовой улицы, оформленным в виде крепостных ворот. В 1894 году архитектор Владимир Шкитко соорудил в саду первый фонтан, сохранившийся до наших дней. Более 100 лет оформляется цветник в парке, на котором цветами выкладываются изображения и тексты.

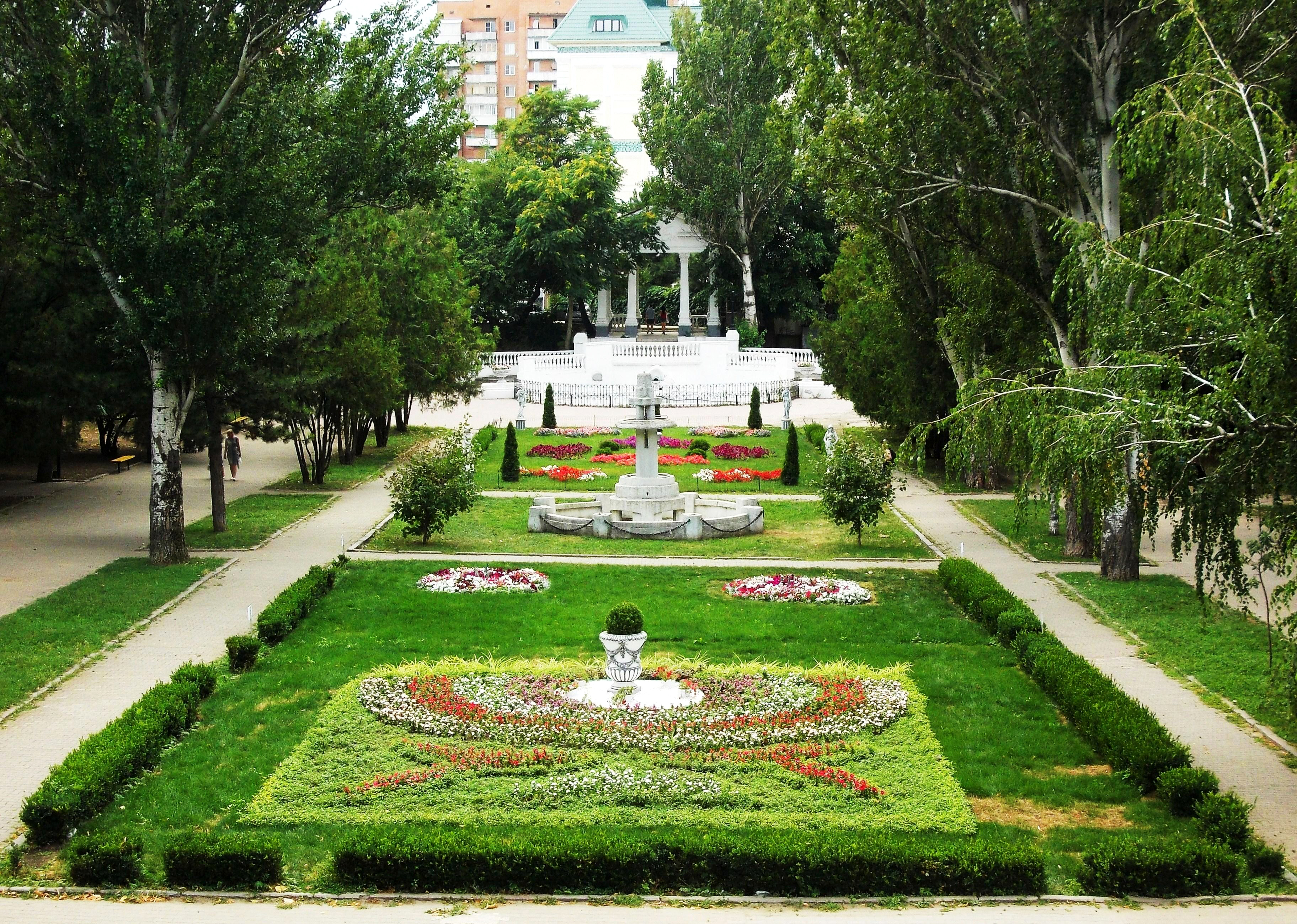
Парк культуры и отдыха имени Максима Горького
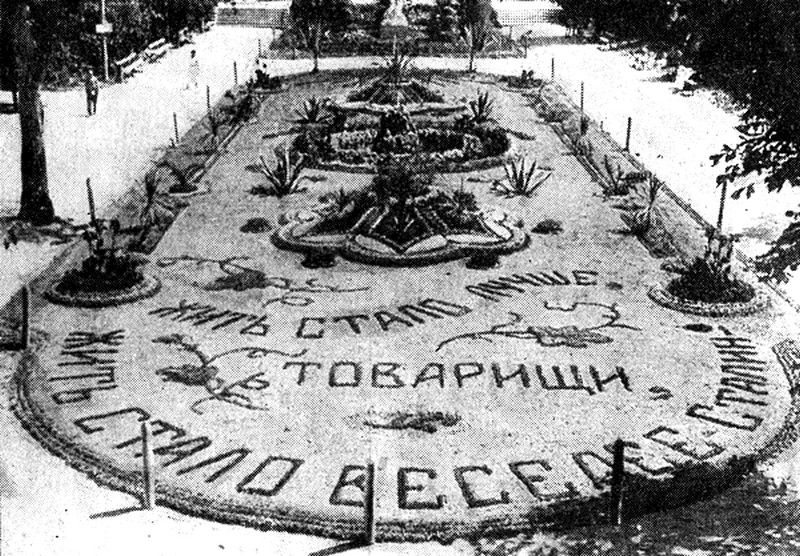
Цветник Парка имени Горького
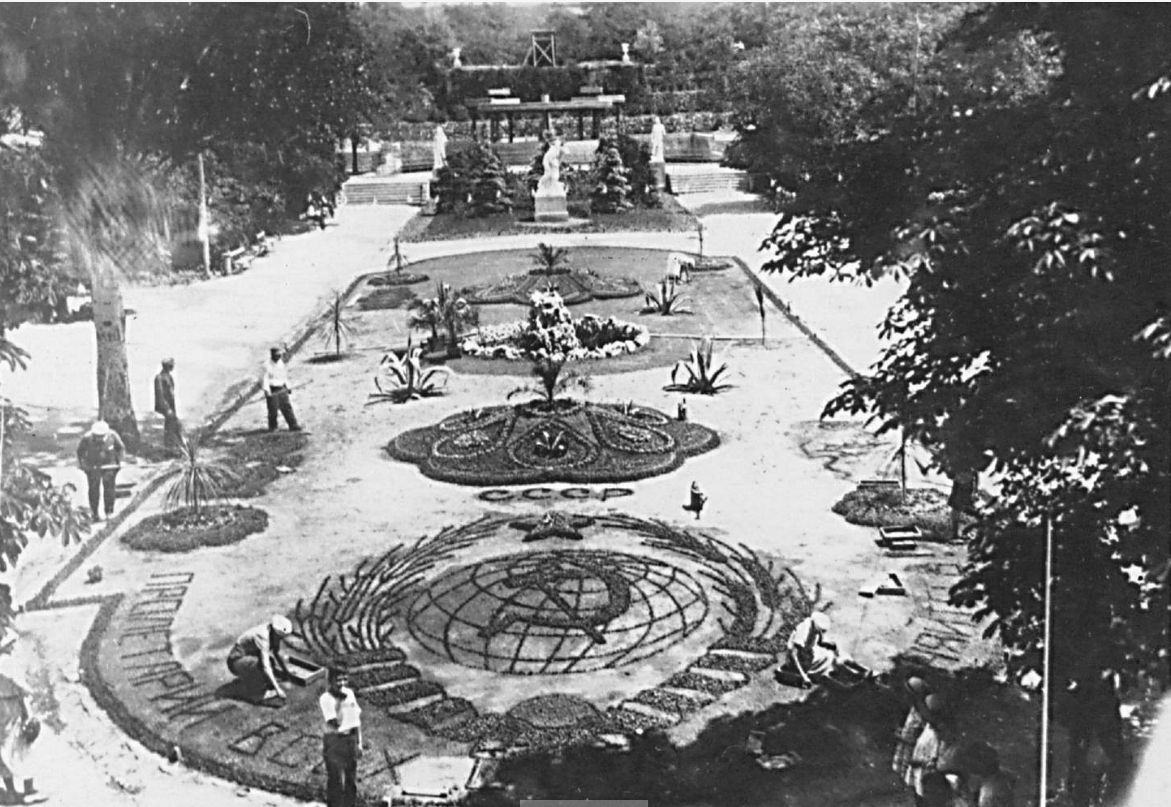
Цветник Парка имени Горького
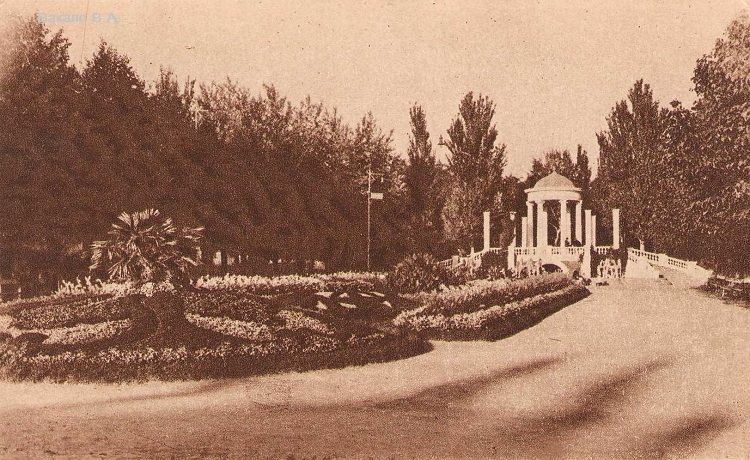
Оформление цветника в начале XX века
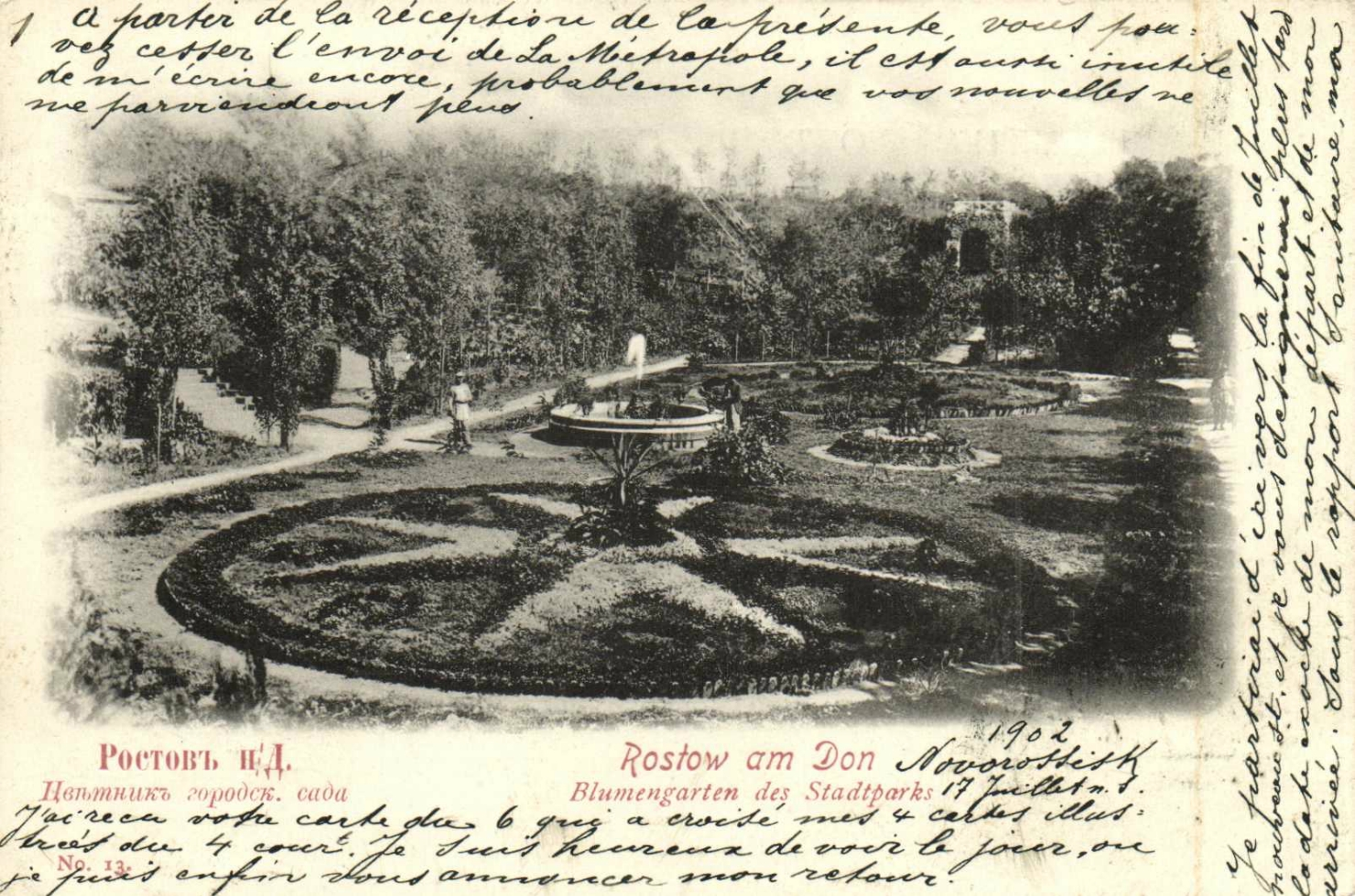
Оформление цветника в начале XX века

Парк имени 1 Мая, расположенный на территории бывшей Крепости Святого Дмитрия Ростовского, имеет статус памятника истории и культуры федерального значения. В парке в 1901 году по проекту Николая Александровича Дорошенко была построена из старинного крепостного кирпича ротонда с 6 колоннами в неоклассическом стиле. В 1912—1913 годах в западной части парка было сооружено кирпичное трёхэтажное здание в стиле модерн по проекту архитектора Г. Гелата. Это было здание Летнего Коммерческого клуба, а из его окон открывался вид на ротонду с фонтаном. В парке был регулярно обновляемый цветочный календарь.
Парк имени Октябрьской революции

## Высотные здания

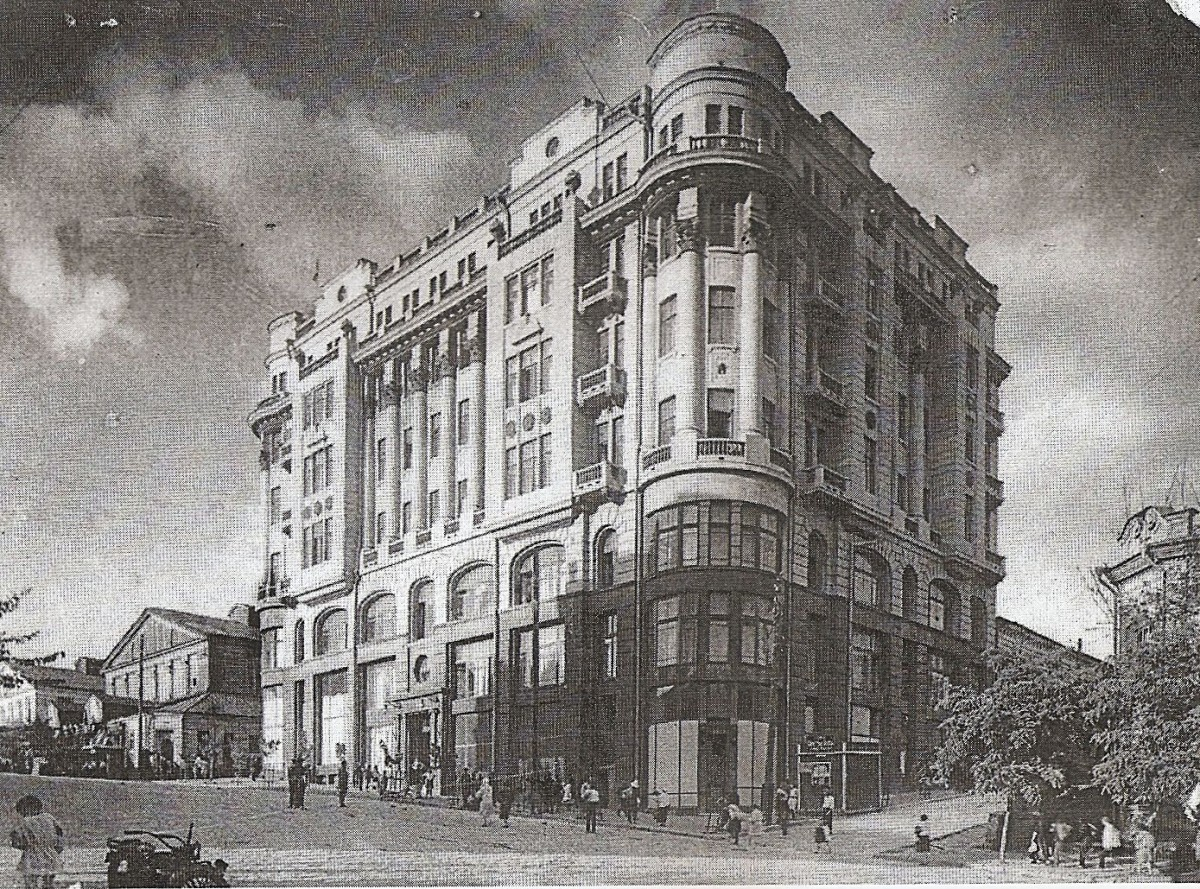
Доходный дом Э. Л. Рецкера и Б. Е. Хосудовского

Высотные здания являются основными структурными элементами композиционного решения микрорайона, района, города. Каждое из этих здания является уникальным, построенным для определённых потребностей горожан.

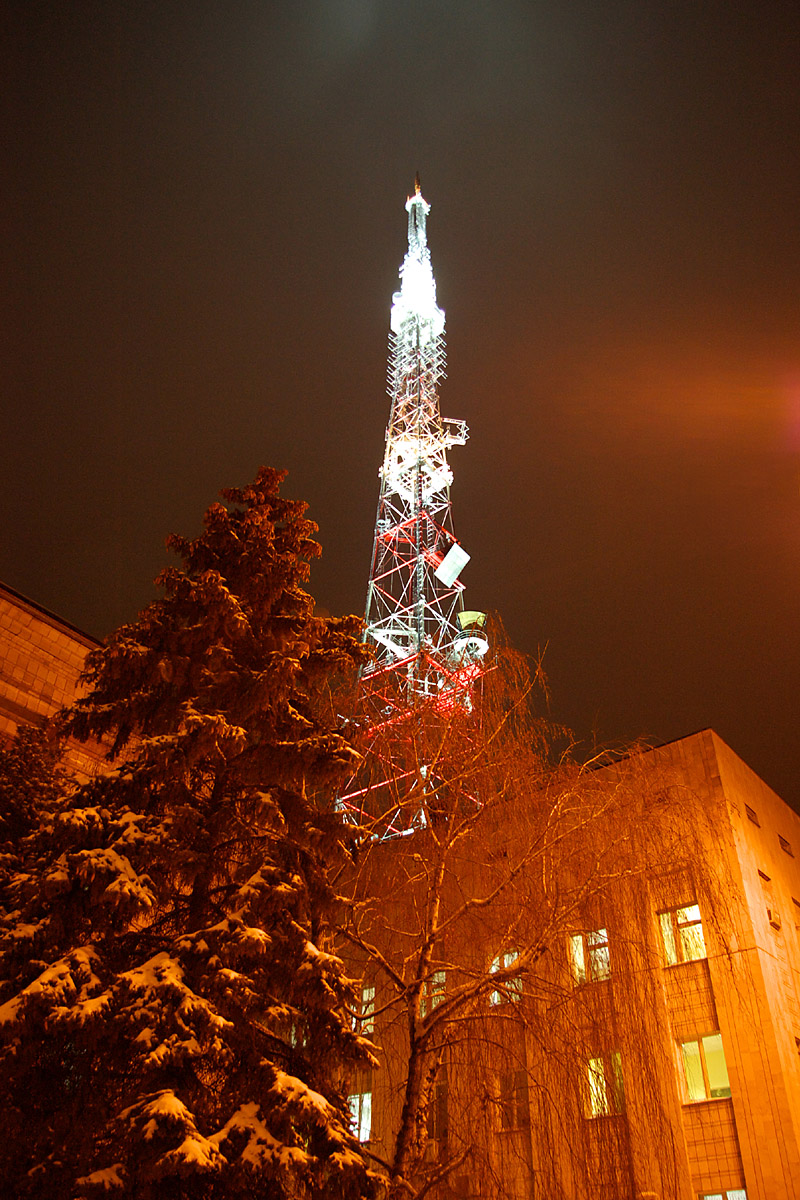
Ростовская телебашня

Менталитет многих ростовчан издавна тяготел к малоэтажному жилью. Это объясняется аграрной направленностью региона. Однако дефицит земельных ресурсов стимулировал город строиться в высоту. На исторической территории старого Ростова из-за высоких цен на землю убыточно строить даже десятиэтажные жилые дома. При часто возникает необходимость отселения жильцов из старых строений, идущих под снос и предоставления им нового жилья. Вместе с тем, сформировавшаяся в XIX веке в старом Ростове дорожная инфраструктура не приспособлена к нынешней высокой автомобилизации населения.
До Великой Отечественной войны самым высоким зданием в Ростове был дом на Таганрогском проспекте — доходный дом Э. Л. Рецкера и Б. Е. Хосудовского (архитектор Леонид Фёдорович Эберг). В здании размещалась гостиница «Дон». В годы войны в нём был пожар, дом был разрушен и разобран немцами для строительства подъезда к переправе.
В настоящее время самым высоким строением в городе является Ростовская телебашня на Баррикадной улице. Её высота с антенной составляет 195 метра. Башня построена в 1957 году из металлических конструкций по проекту Московского института стальных конструкций. Строительство продолжалось два года.
Самым высоким жилым зданием Ростова является строящийся на городской набережной комплекс Белый Ангел. 32 этажное здание комплекса не достигло своей максимальной высоты (145 метров по оценке), но уже имеет самую большую высоту среди всех высоток города.

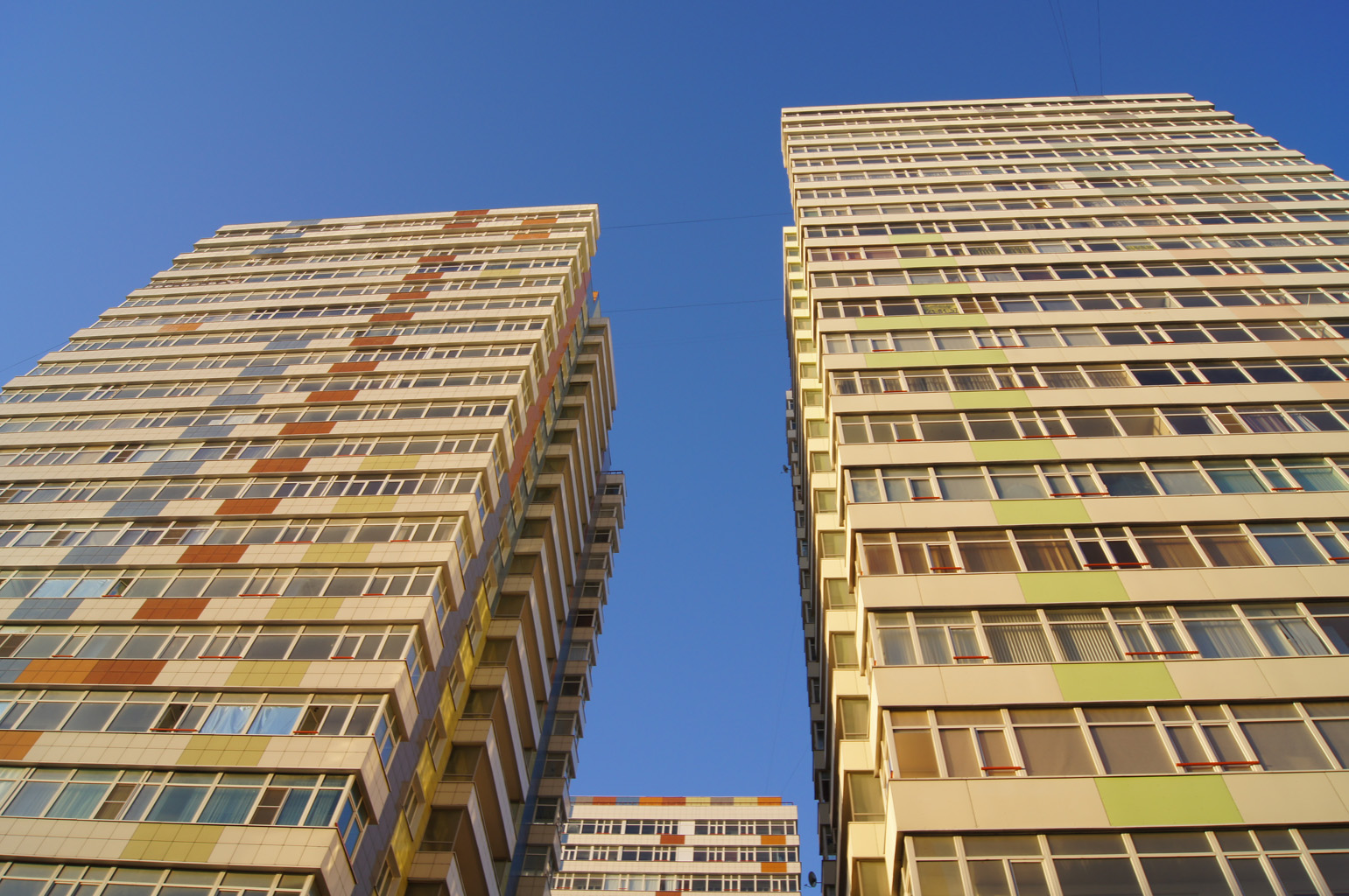
Жилой комплекс "Олимп Тауэрс" в Ростове-на-Дону
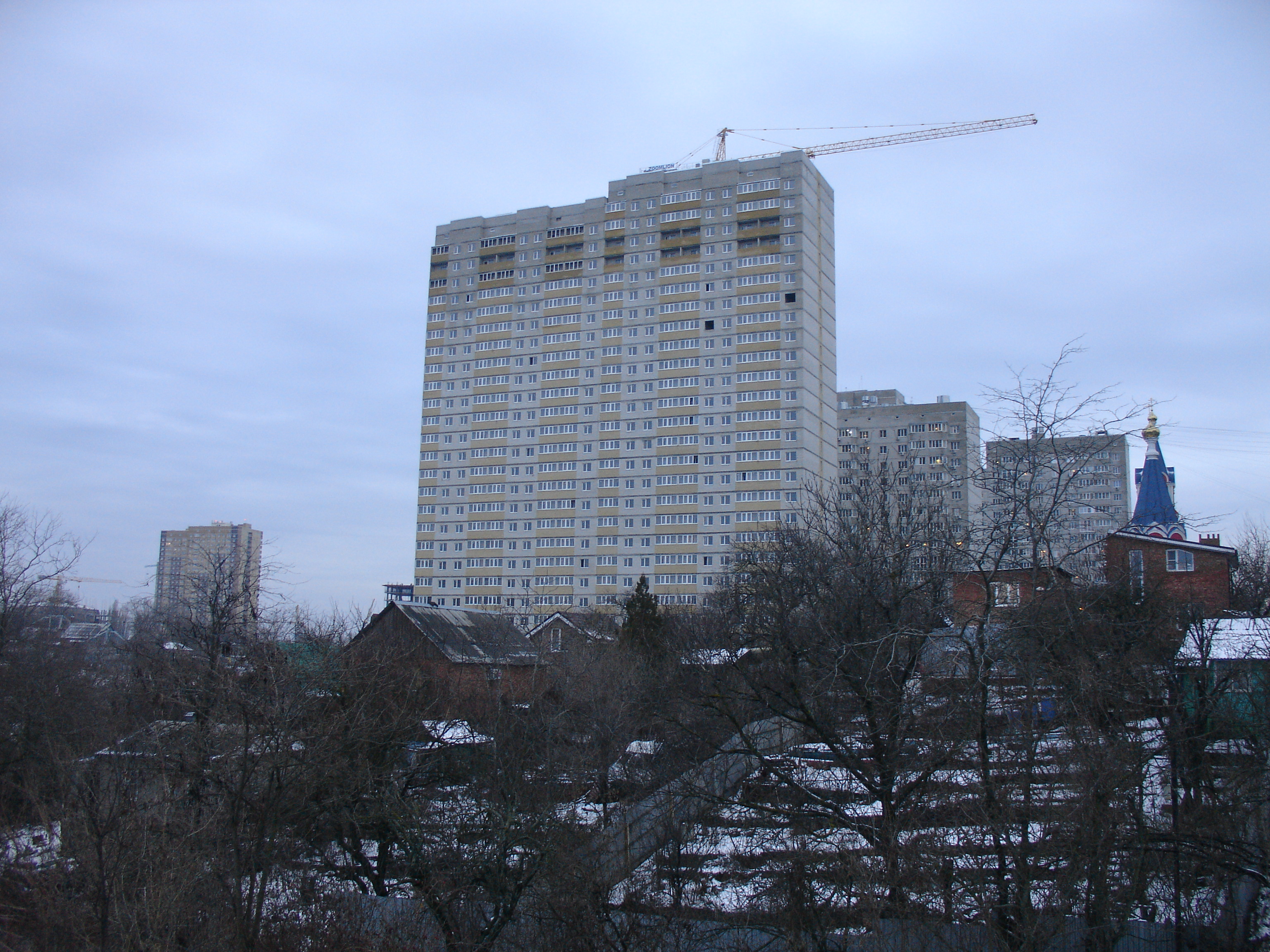
28-этажный строящийся жилой дом. ул. Извилистая, 7/2, г. Ростов-на-Дону
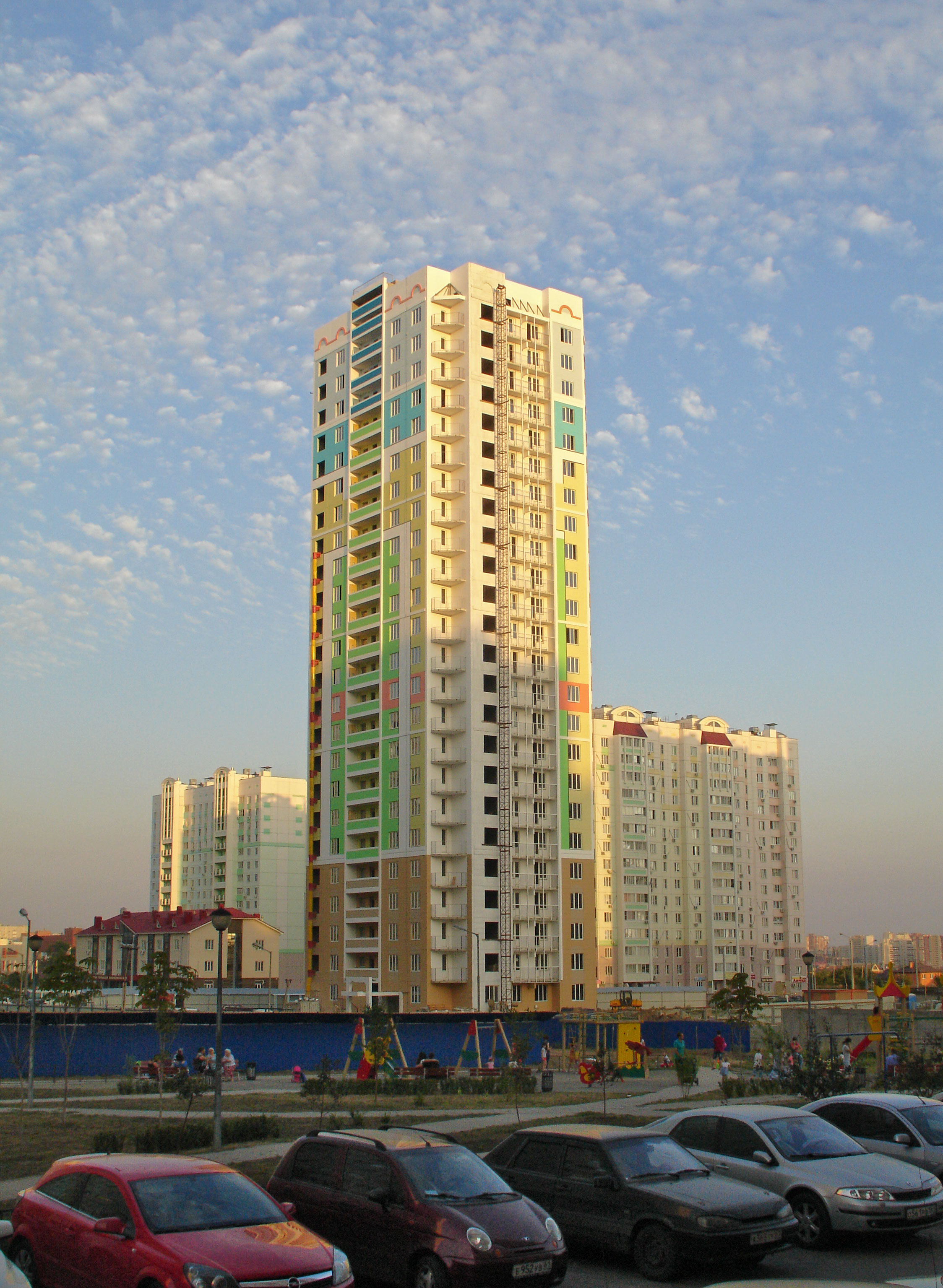
Строящийся 25-этажный жилой дом на пр. Маршала Жукова, 31
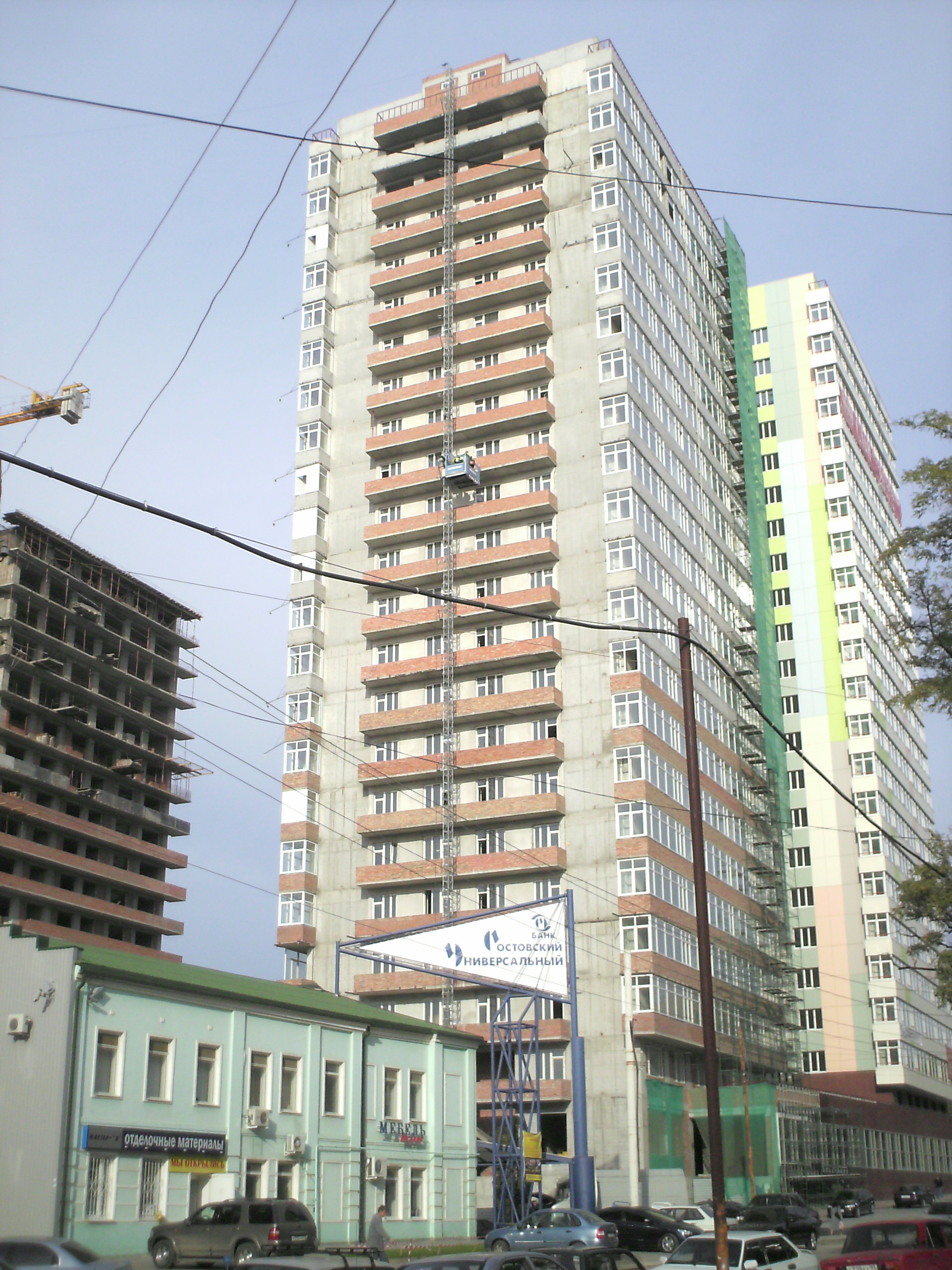
22-х этажный жилой комплекс Олимп в Ростове-на-Дону
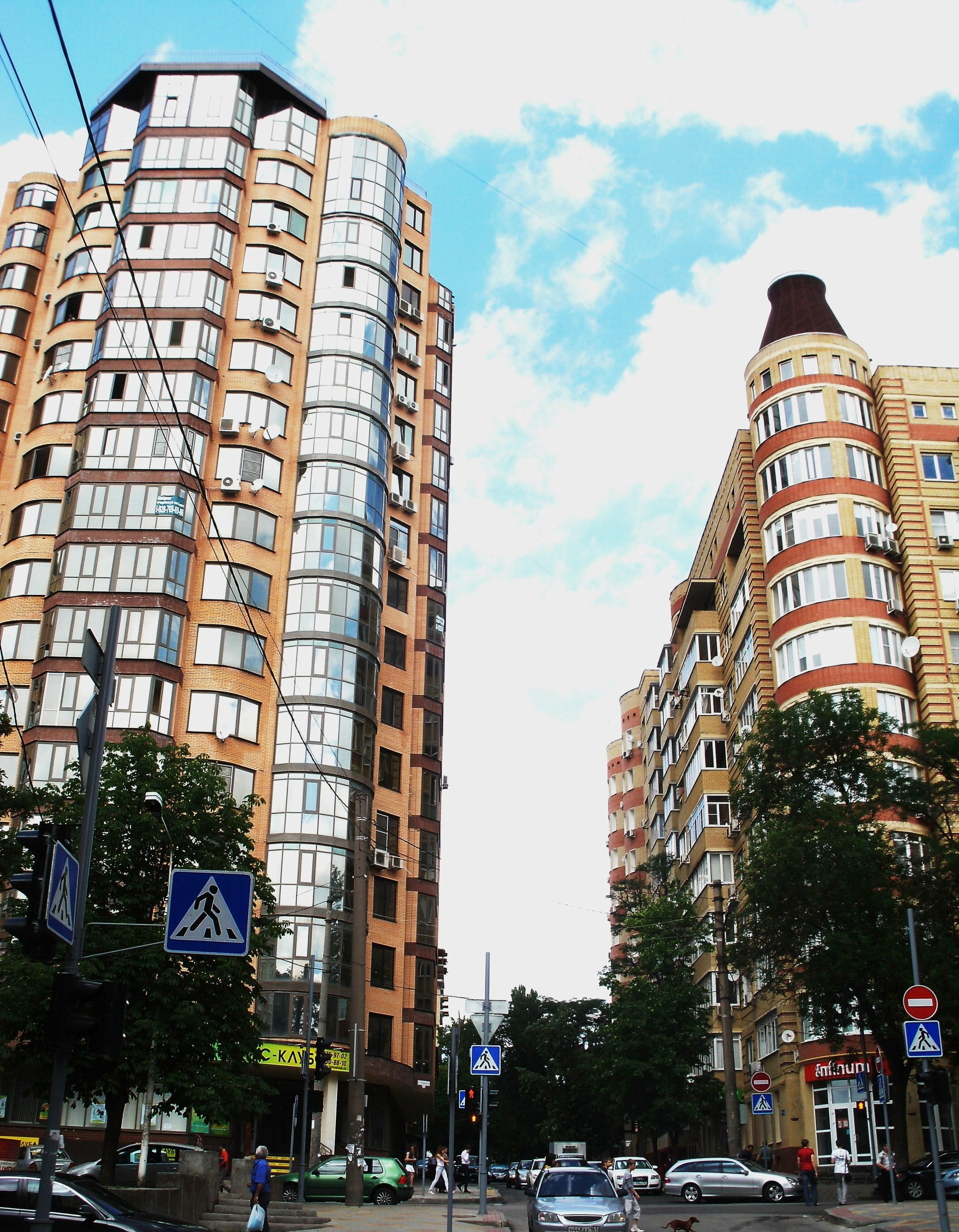
Ростов-на-Дону. Высотные здания в Халтуринском переулке

Пятнадцатиэтажное здание ОАО «Атомкотломаш» имеет высоту около 58 метров. В здании размещаются офисы многих фирмы. Здание было построено в 1981 году и к тому времени было самым высоким в городе.
Самым высоким храмом в городе является собор Рождества Пресвятой Богородицы. Высота колокольни храма составляет 75 метров. В её проекте использовались элементы классицизма и ренессанса.

## Культовые сооружения
Первыми образцами архитектуры старого Ростова были храмы и церкви. Многие годы город называют «Православным Доном».

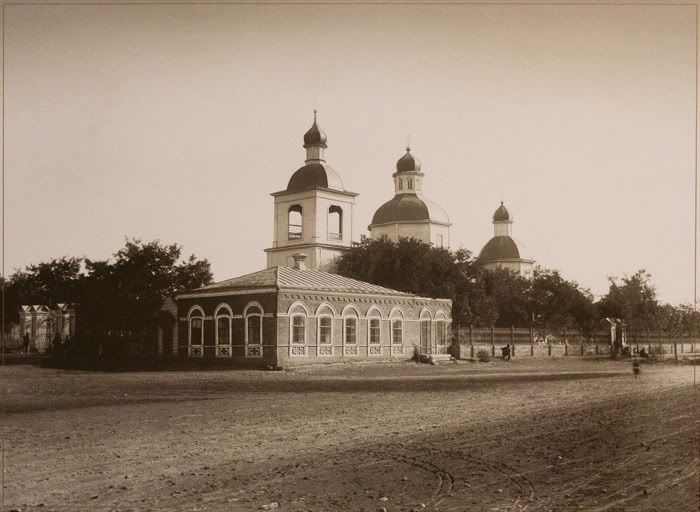
Старая Покровская церковь

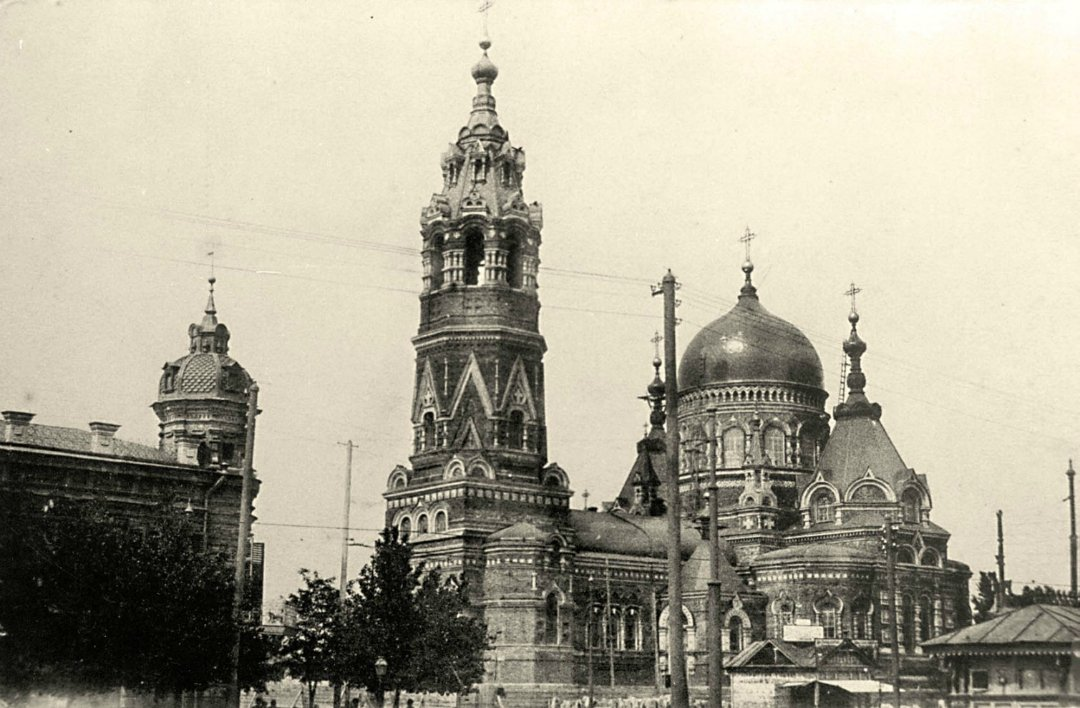
Ново-Покровская церковь

Ростов-на-Дону является епархиальным центром Донской митрополии, Ростовской и Новочеркасской епархии Русской православной церкви. В городе находится кафедральный собор Рождества Пресвятой Богородицы, около 41 православных храмов (включая Свято-Александринский храм, 1904 год), большинство из которых было построено после 1990 года. Среди них: Старо-Покровский храм; храм Преподобного Серафима Саровского; церковь Димитрия Ростовского; Храм Иоанна Кронштадтского, Церковь Казанской иконы Божией Матери и др.
Храмовая архитектура Ростова-на-Дону очень разнообразна, так как в городе представлены разные конфессии.
Ростов-на-Дону является центром Донской и Кавказской епархии Русской православной старообрядческой церкви. Здесь расположен кафедральный Покровский собор, построенный в неорусском стиле. В городе есть храмы Армянской апостольской церкви (церковь Святого Карапета, церковь Святого Креста, церковь Святого Воскресения), католическая церковь Тайной Вечери, синагога, мечеть, церковь адвентистов седьмого дня, Ростовский буддийский центр Геше Джампа Тинлея «Дромтонпа» линии Гелук.

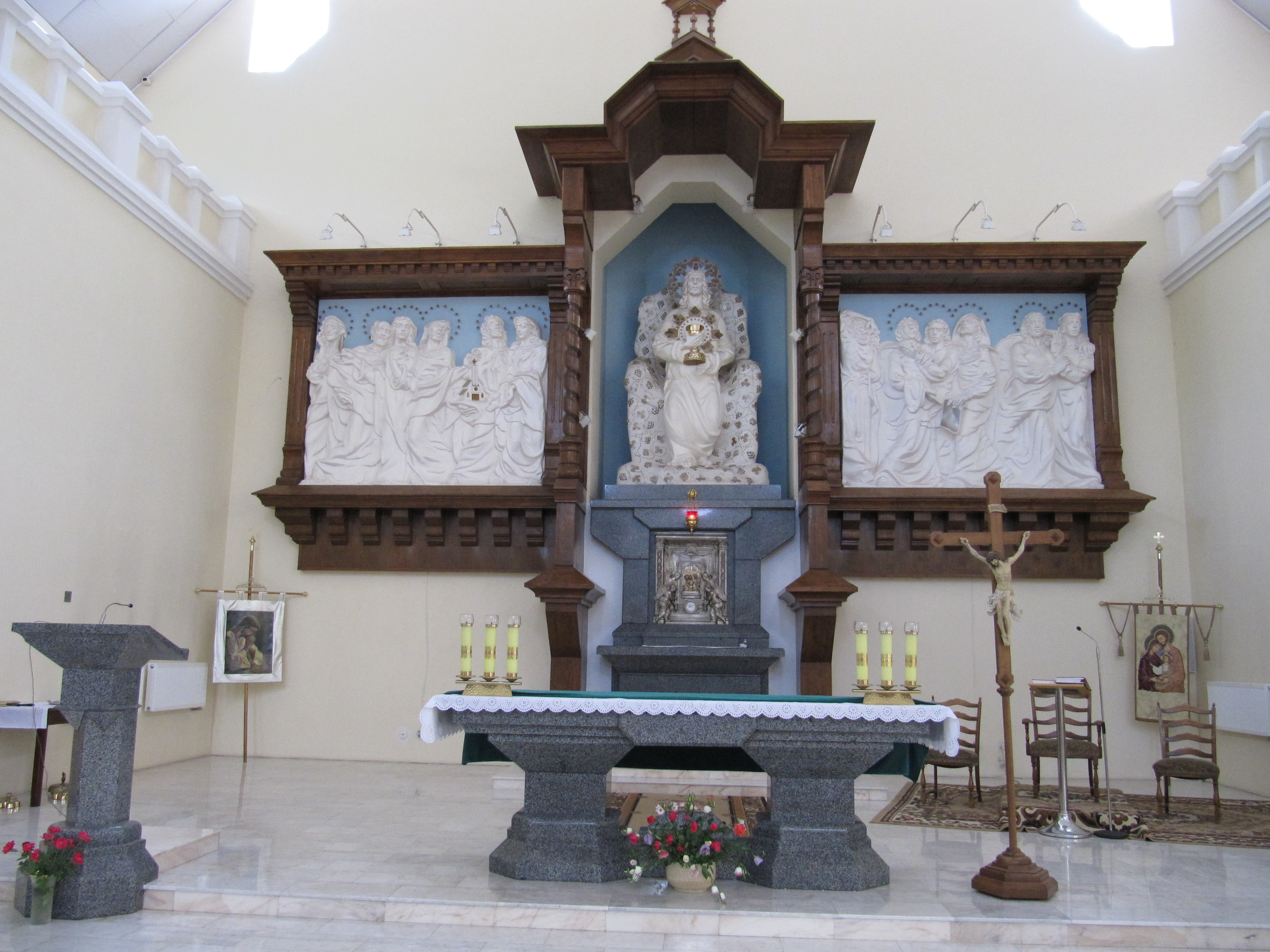
Алтарь церкви Святой Вечери

Католическая церковь в Ростове-на-Дону относится к Ростовскому деканату южнороссийской Епархии Святого Климента.
Одной из старейших церквей города является церковь во имя Покрова Пресвятой Богородицы (1762, Покровский храм). Долгое время деревянная Покровская церковь выполняла функции основной для крепости Святого Димитрия Ростовского. На протяжении века здание храма перестраивалось, пока в 1909 году на месте старого храма был возведен новых каменный храм, названный Ново-Покровским. Здание храма было построено в русском стиле и представляло собой трехпрестольный храм, включающий с главным, Покровским престол и двумя приделами: правый — во имя Св. Димитрия Ростовского и левый — во имя Святого мученика Георгия Победоносца. Мраморные работы выполнялись итальянским художником Э. Р. Минцеони.
В годы советской власти здание церкви было снесено и на его месте установлен памятник С. Кирову. В 2007 году храм был построен заново по проекту Г. Шевченко и освящен.
До революции в Ростове на улице Красноармейской стояла большая мечеть. В 1968 году она была закрыта. В 1999 по 2003 годах в городе была построена новая мечеть в лесопарковой зоне. При возведении мечети учитывались новейшие строительные технологии и старинные архитектурные традиции. Здание рассчитано на одновременное посещение до полутора тысяч человек. Около мечети возвышается 27-метровый минарет.

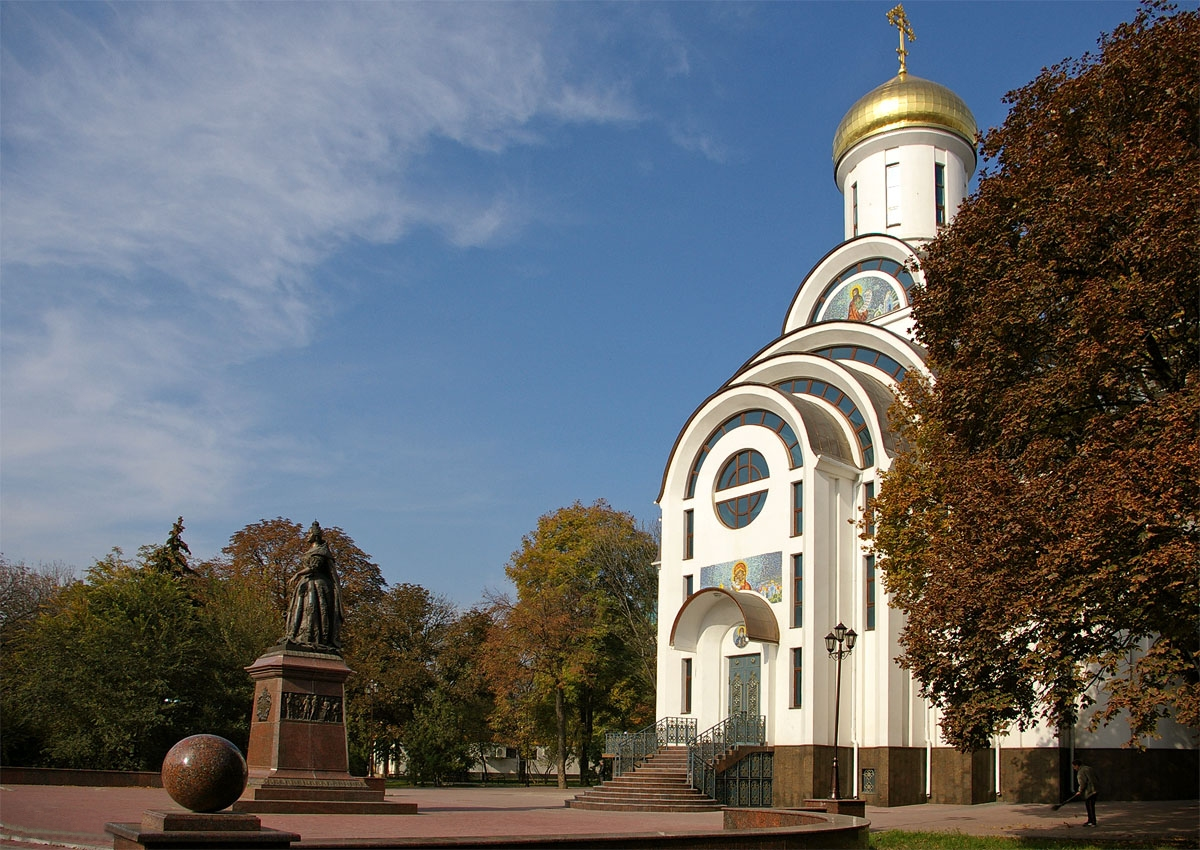
Старо-Покровский Храм
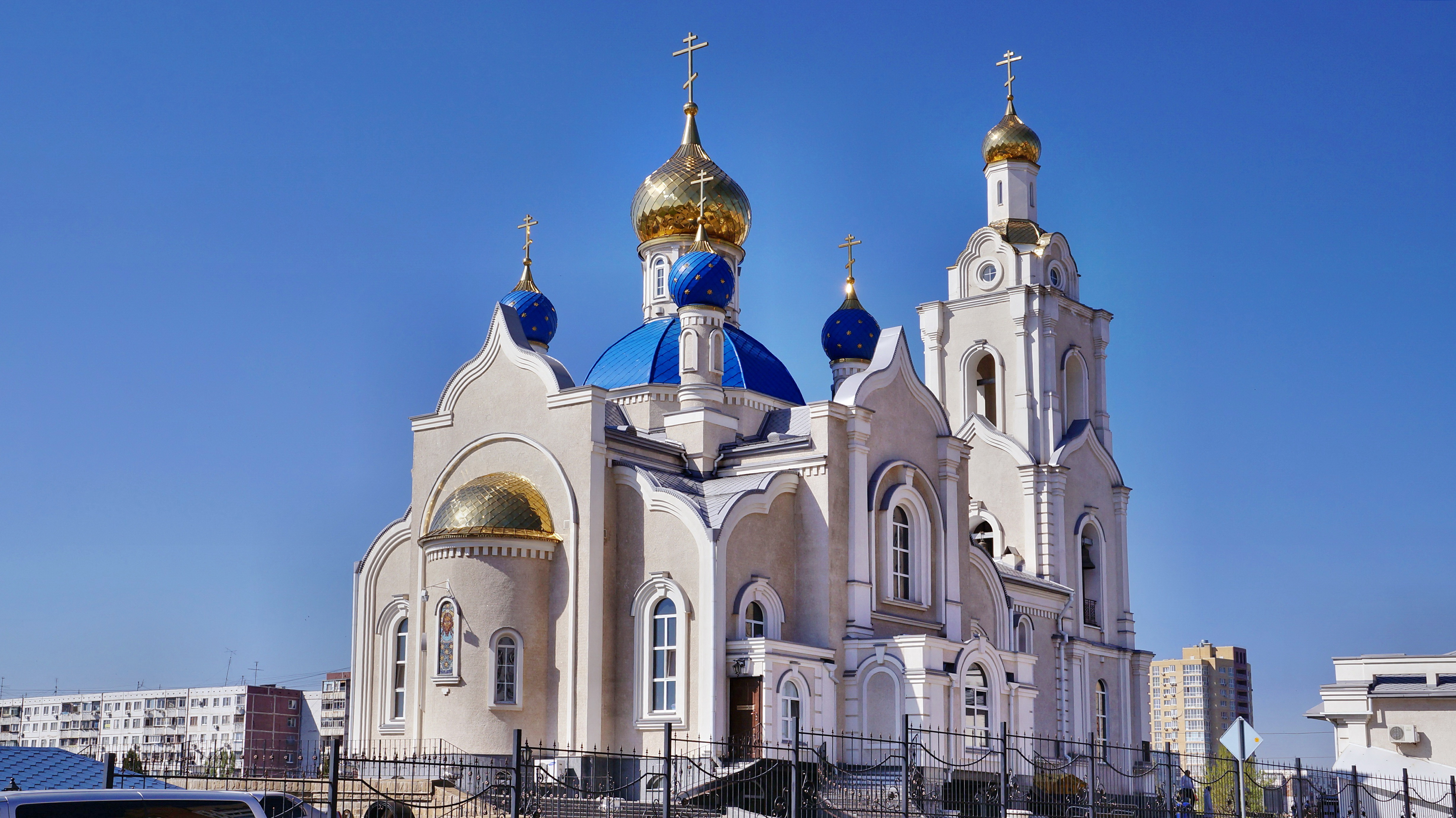
Церковь Казанской иконы Божией Матери
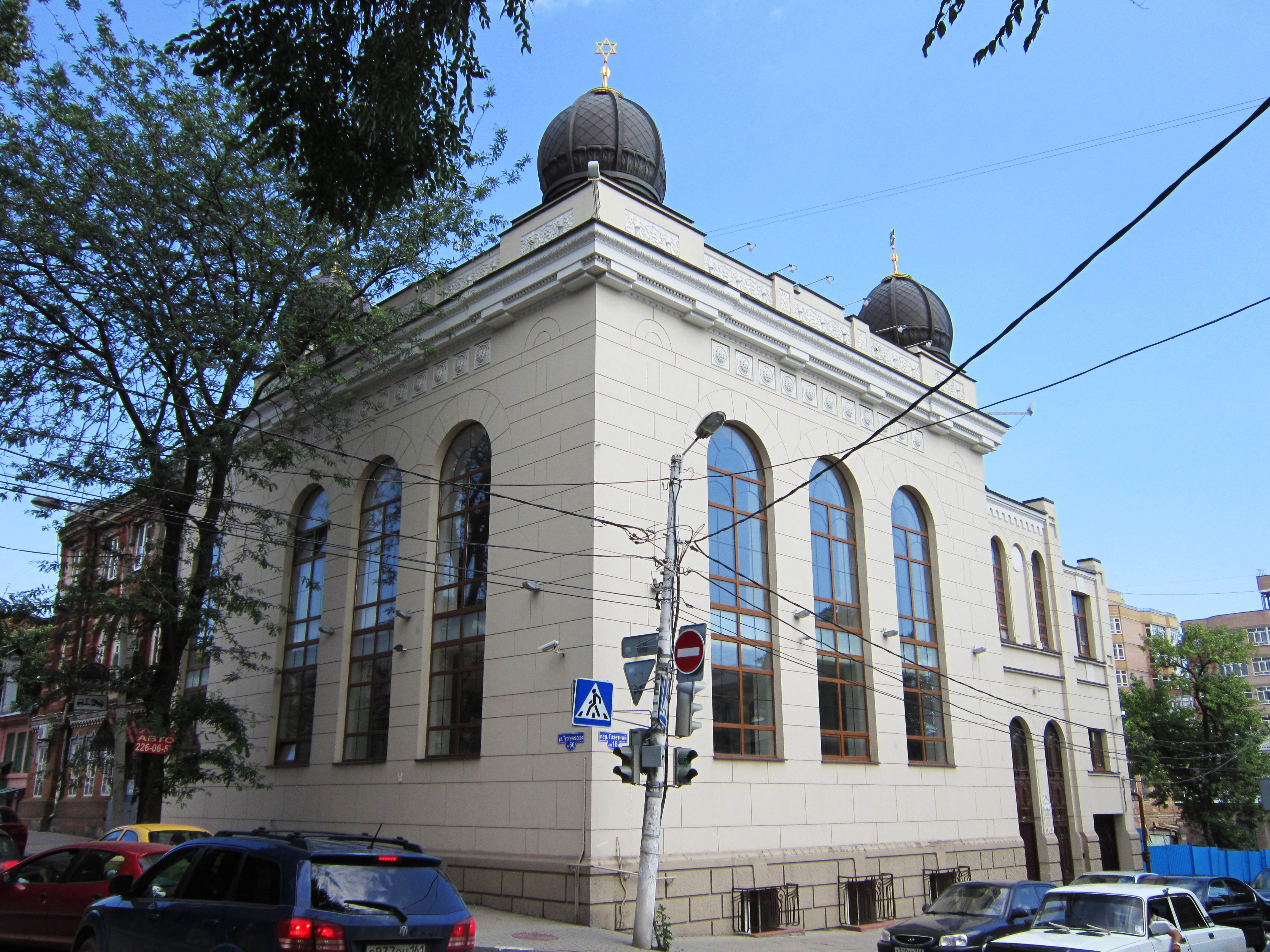
Ростовская синагога
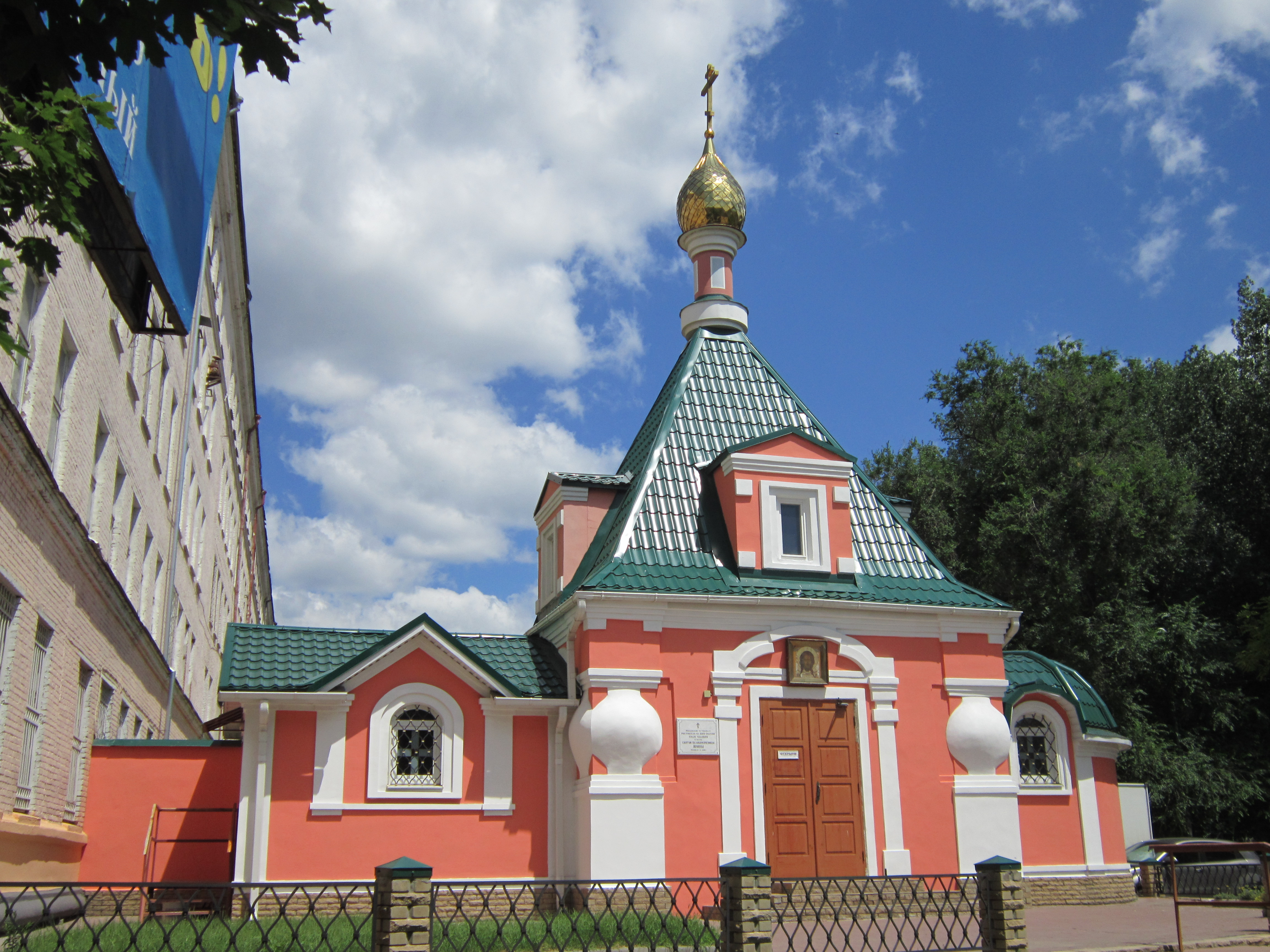
Храм-часовня великомученицы Ирины Македонской
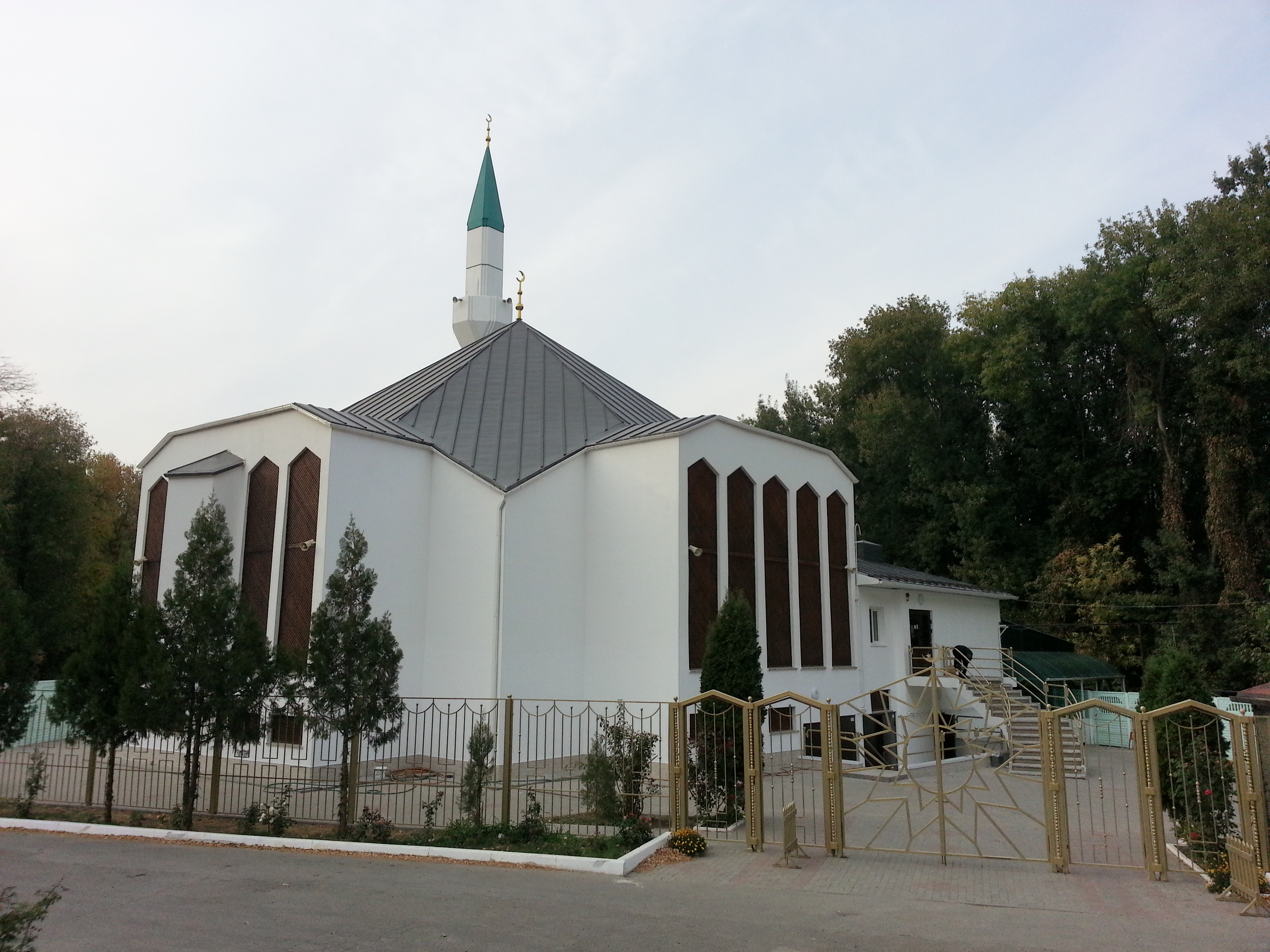
Соборная мечеть

## Архитекторы

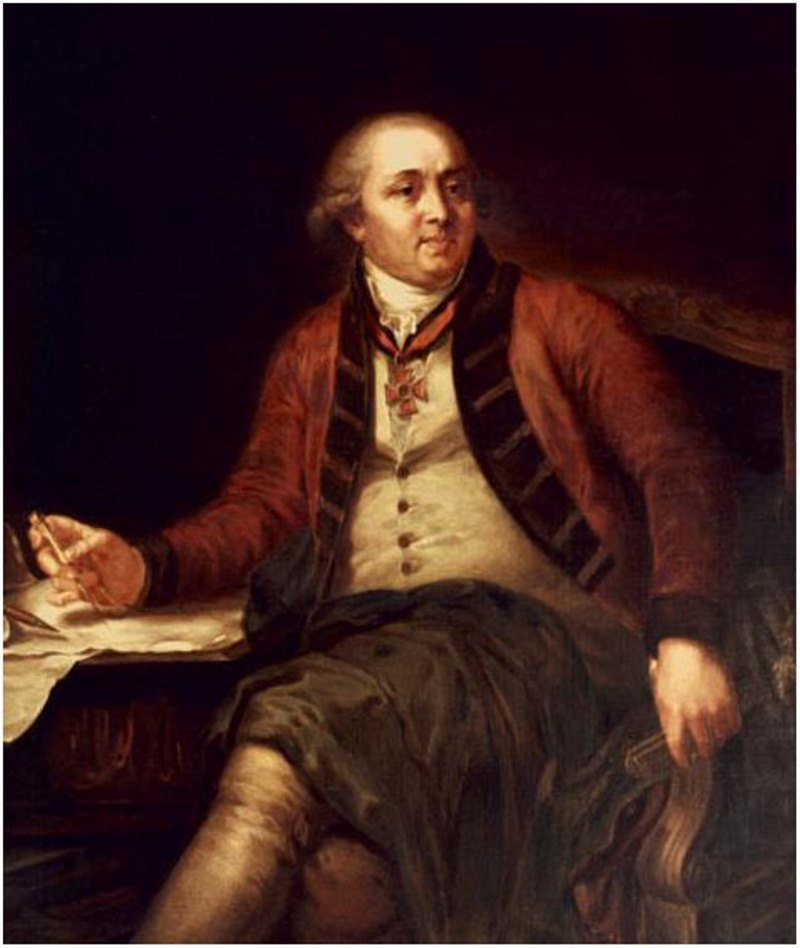
Архитектор Иван Егорович Старов

Первый генеральный план Нахичевани-на-Дону был составлен известным русским архитектором Иваном Егоровичем Старовым. Ему приписываются проекты двух культовых зданий Нахичевани: собора во имя св. Григория Просветителя и церкви монастыря Сурб-Хач.
В Ростове-на-Дону в разное время работали архитекторы: Васильев Г. Н. (храм Вознесения Господня), Гулин Е. М. (жилой дом Панина), Симонович В. И. (Ростовский цирк), Померанцев А. Н. (мэрия города Ростова-на-Дону), Перетяткович М. М. (госбанк) и др.
К сожалению, ряд имен, особенно ранних архитекторов, утрачен. Дома известны по их инвесторам и хозяевам (особняк Трунова, доходный дом Ляхмаер, особняк Павла Крамера).
Здания архитектуры советского периода (1918—1941) проектировали архитекторы Л. Ф. Эберг, М. Н. Кондратьев, В. Н. Наумычев, П. А. Бучнев, А. М. Дворин, Х. Х. Чалхушьян, Лаврентьев, А. Маркелов, Н. Мельншов, И. П. Смирнов, В. А. Щуко и В. Г. Легьфрейх. Л. Ф. Эберг (1882—1954) является автором «Дома актёра» по ул. М. Горького, Дворца труда им. Ленина, «Дома книги» на улице Большая Садовая и других зданий; театр им. М. Горького построен по проекту академика архитектуры В. А. Щупо (1878—1939) и профессора В. Г. Гельфрейха; здание Сельмаша — проект И. П. Смирнова. Архитекторами М. Н. Кондратьевым, Наумычевым, Дворяниным, О. В. Сароян, спроектированы многие комплексы жилых домов. Восстановлением разрушенных в годы войны зданий занимались архитекторы: В. Н. Разумовский (Ростовский театр им. А. М. Горького), В. Н. Семёнов, А. Г. Мордвинов, Я. А. Ребайн и др.
В настоящее время застройкой города ведает Департамент архитектуры и градостроительства Ростова-на-Дону. Главный архитектор города — Гейер Владимир Александрович.

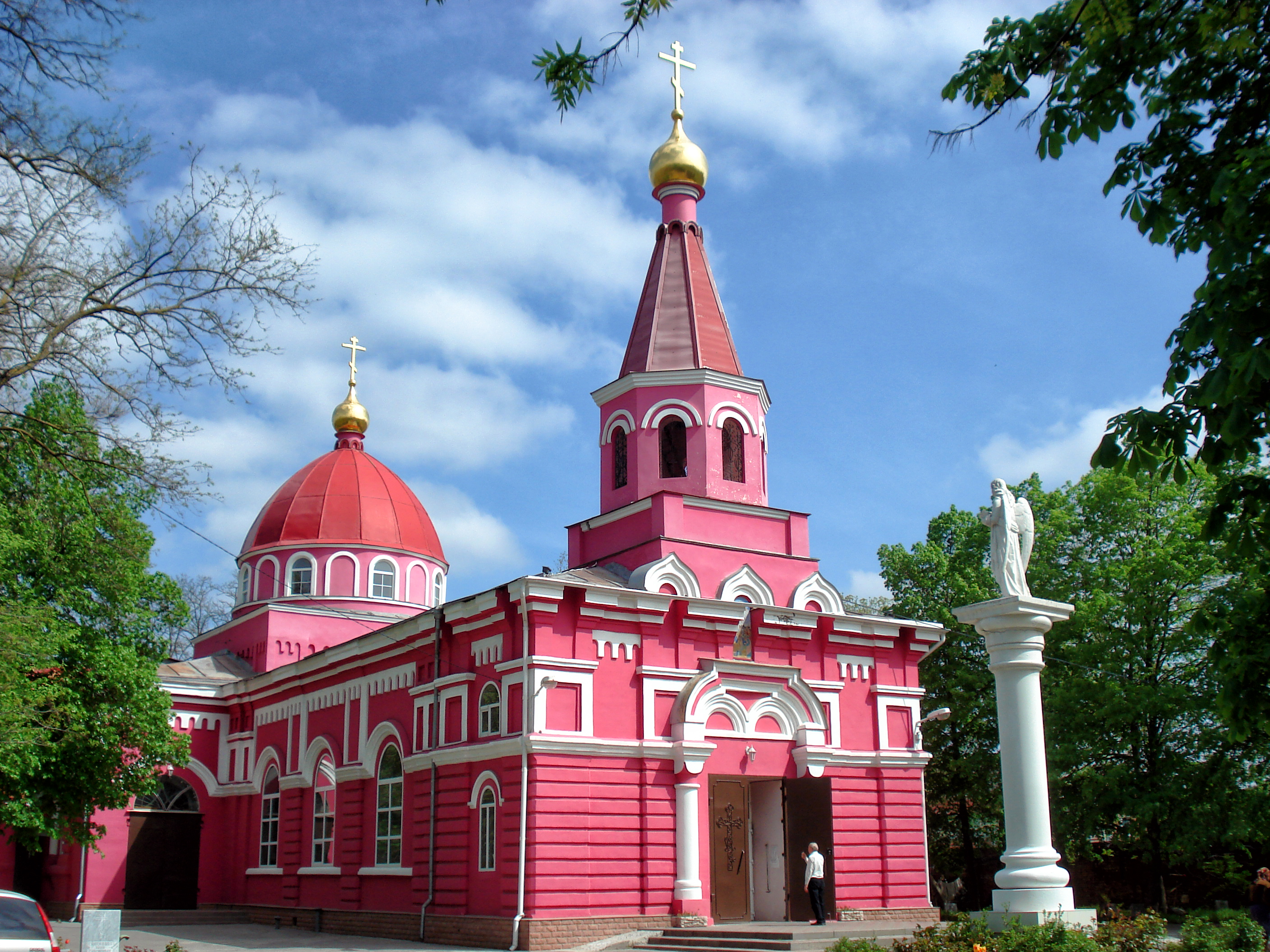
Храм Вознесения Господня
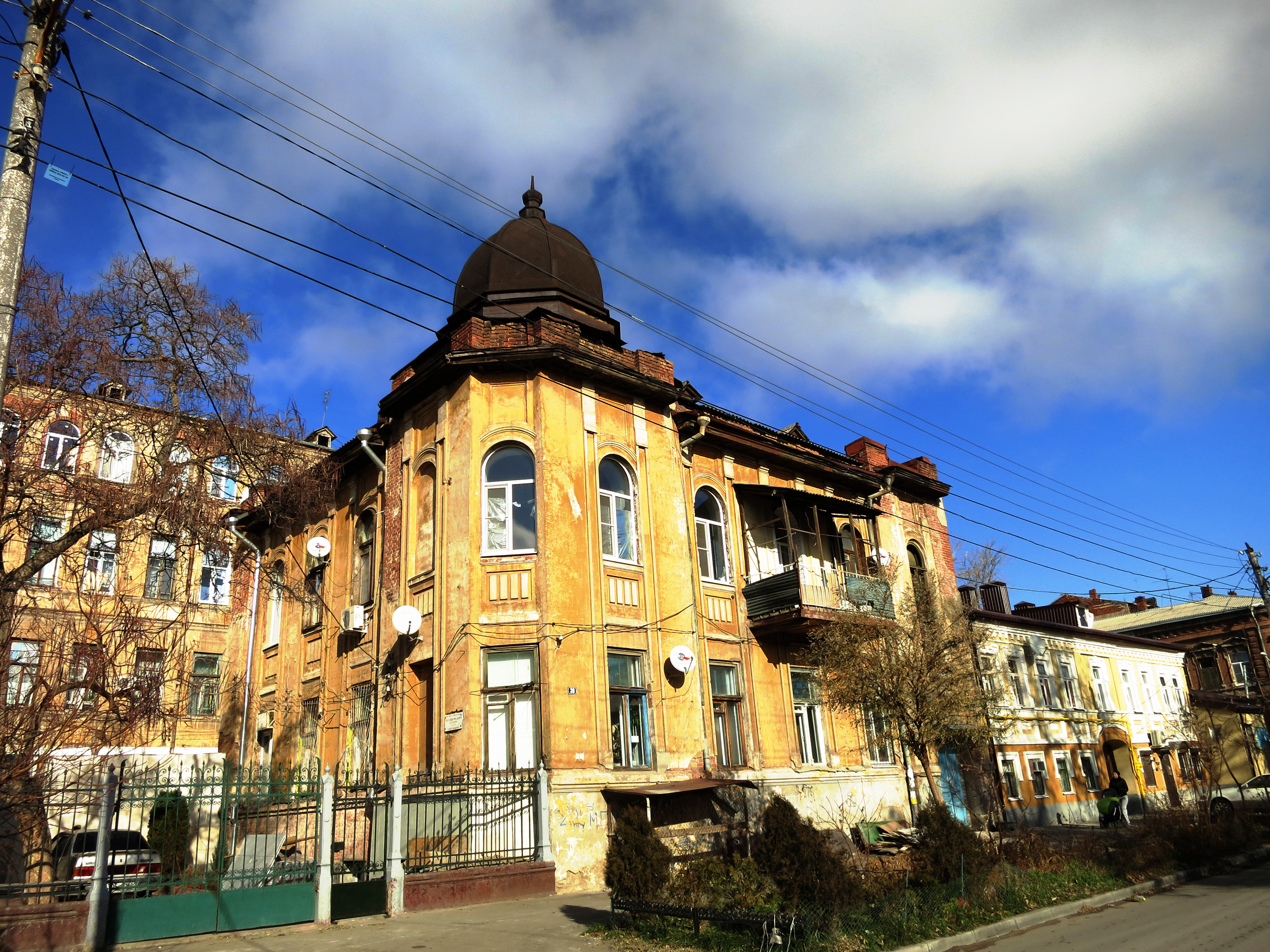
Жилой дом Панина
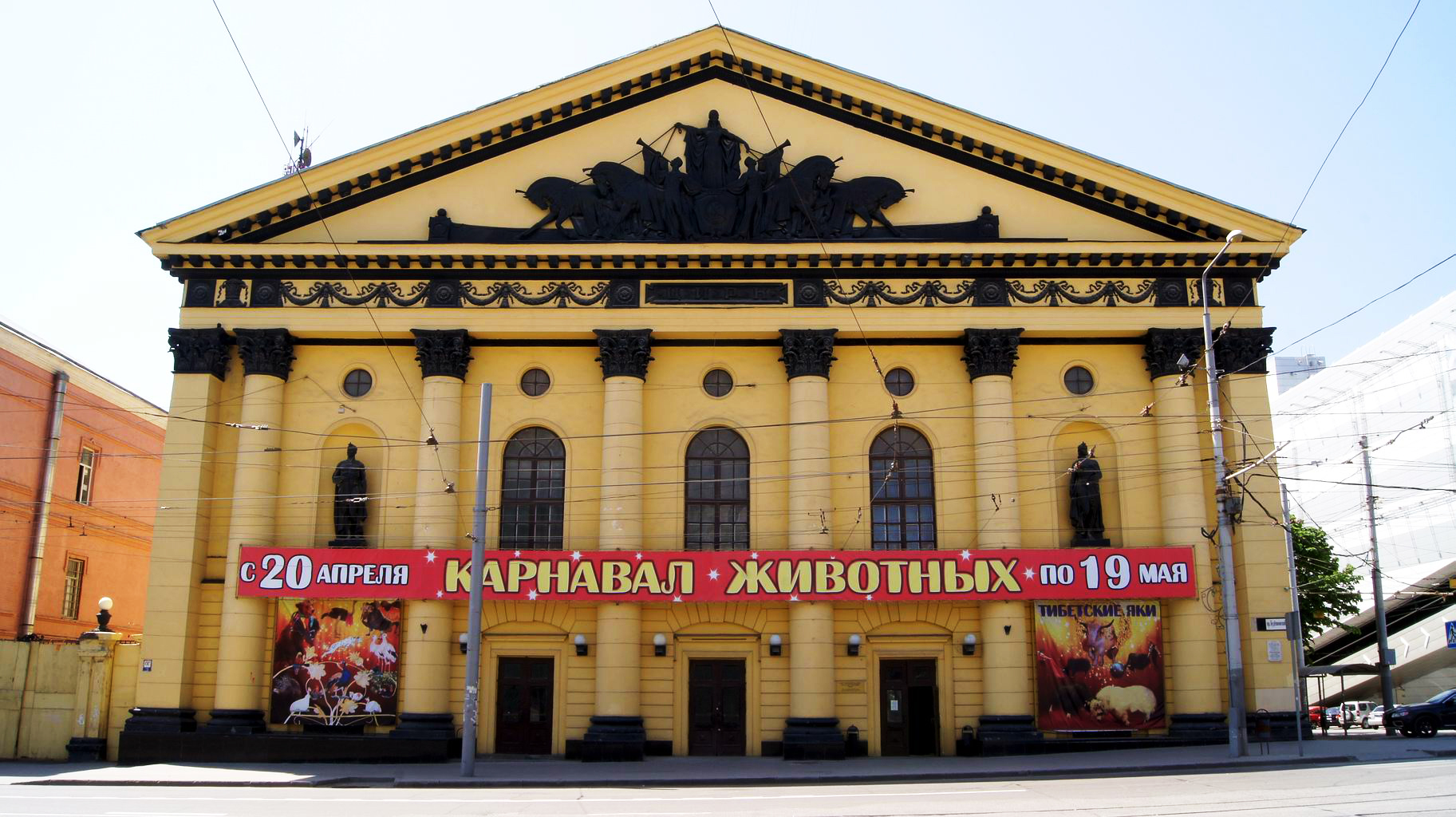
Ростовский цирк
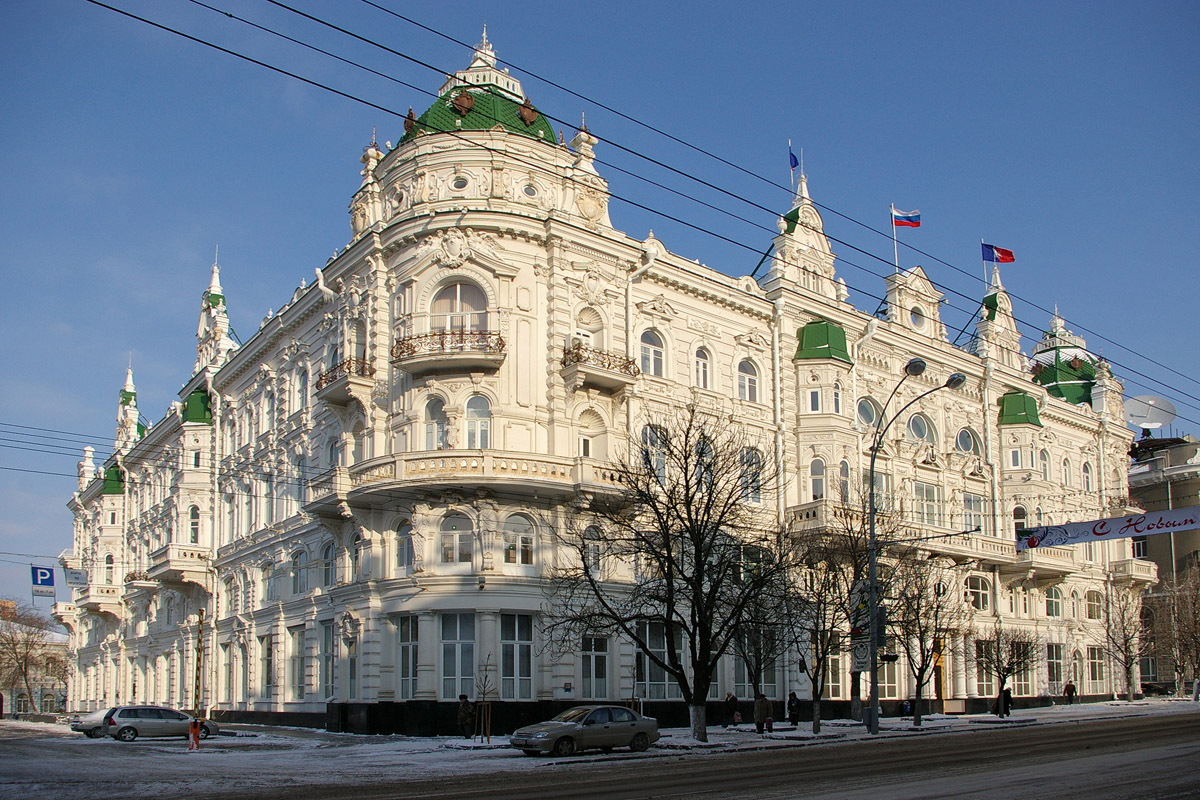
Здание администрации города Ростова-на-Дону
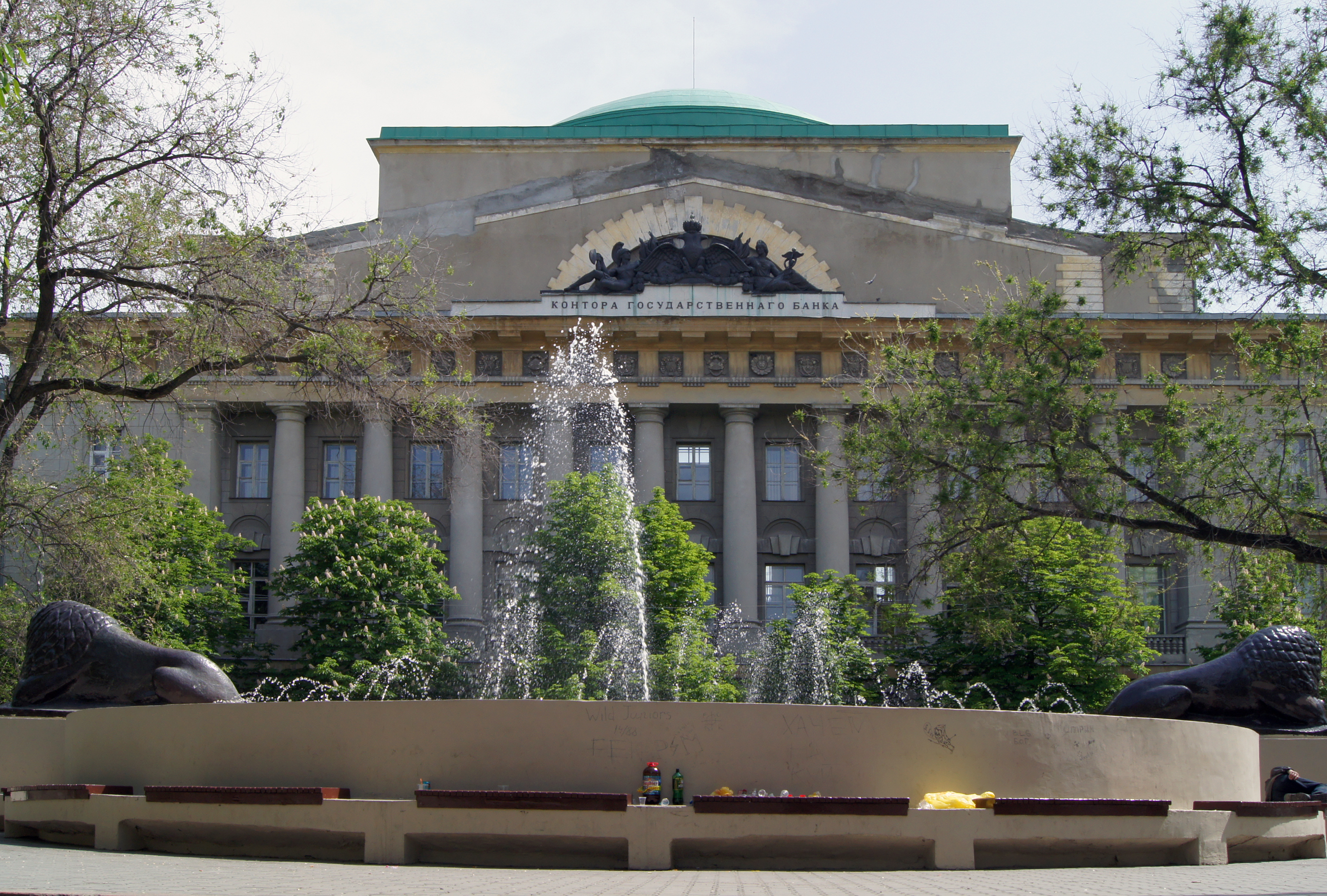
Здание госбанка в Ростове-на-Дону

В Ростове-на-Дону готовят своих специалистов архитекторов. В Южном федеральном университете ведется подготовка специалистов по направлениям Архитектура, Реконструкция и реставрация архитектурного наследия. В Донском государственном техническом университете также есть направление подготовки — архитектура.
Ростовская организация Союза архитекторов России является правопреемником Ростовского отделения Союза архитекторов СССР. В настоящее время в ней состоит 303 член Союза. Цели и задачи союза были сформулированы основателями Союза: К. Алабяном, С. Бабаевым, В. Балихиным, В. Весниным, М. Гинсбургом и др.

## Планы

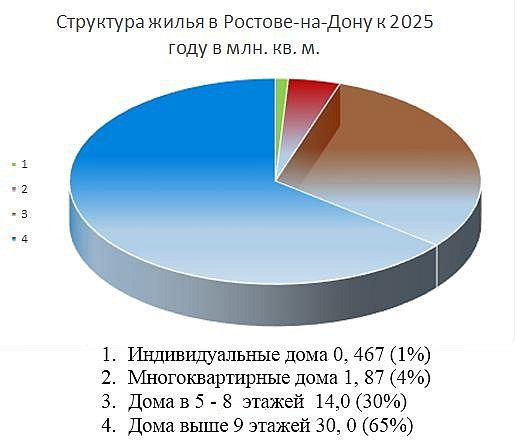
Структура жилья в Ростове на Дону к 2025 году

К 2025 году ростовские власти намерены снести большую часть индивидуальных домов, расположенных в городской черте, тем самым резко изменив структуру жилищного фонда. Доля малоэтажки в общей площади всего жилья должна составить всего 1 %. По замыслу чиновников, практически всех жителей малоэтажек предполагается переселить в многоэтажные дома.
Переселение жителей в благоустроенные высотные дома проводится по программе переселения горожан из ветхого фонда. Улучшению жилищных условий способствует снижением стоимости квартир за счет их массового строительства, удешевление ипотеки.
В планах до 2025 года: перенос центра города на участок в границах улиц Ленина-Нансена, развитие зон отдыха на левом берегу Дона, возведение двух новых районов — Левенцовского и Кумженского, пуск скоростного трамвая.
В Ростове продолжается строительство нового стадиона для проведения Чемпионата мира по футболу и международного аэропорта Платов. Аэропорт рассчитан на обслуживание 2 тыс. пассажиров в час, размер взлётно-посадочной полосы составит 3600х45 метров.
Аэропорт строится по проекту Алекса Битуса из лондонского бюро Twelve Architects & Masterplanners. Необычной будет крыша нового терминала, с воздуха она будет напоминать речные волны.

## Наука

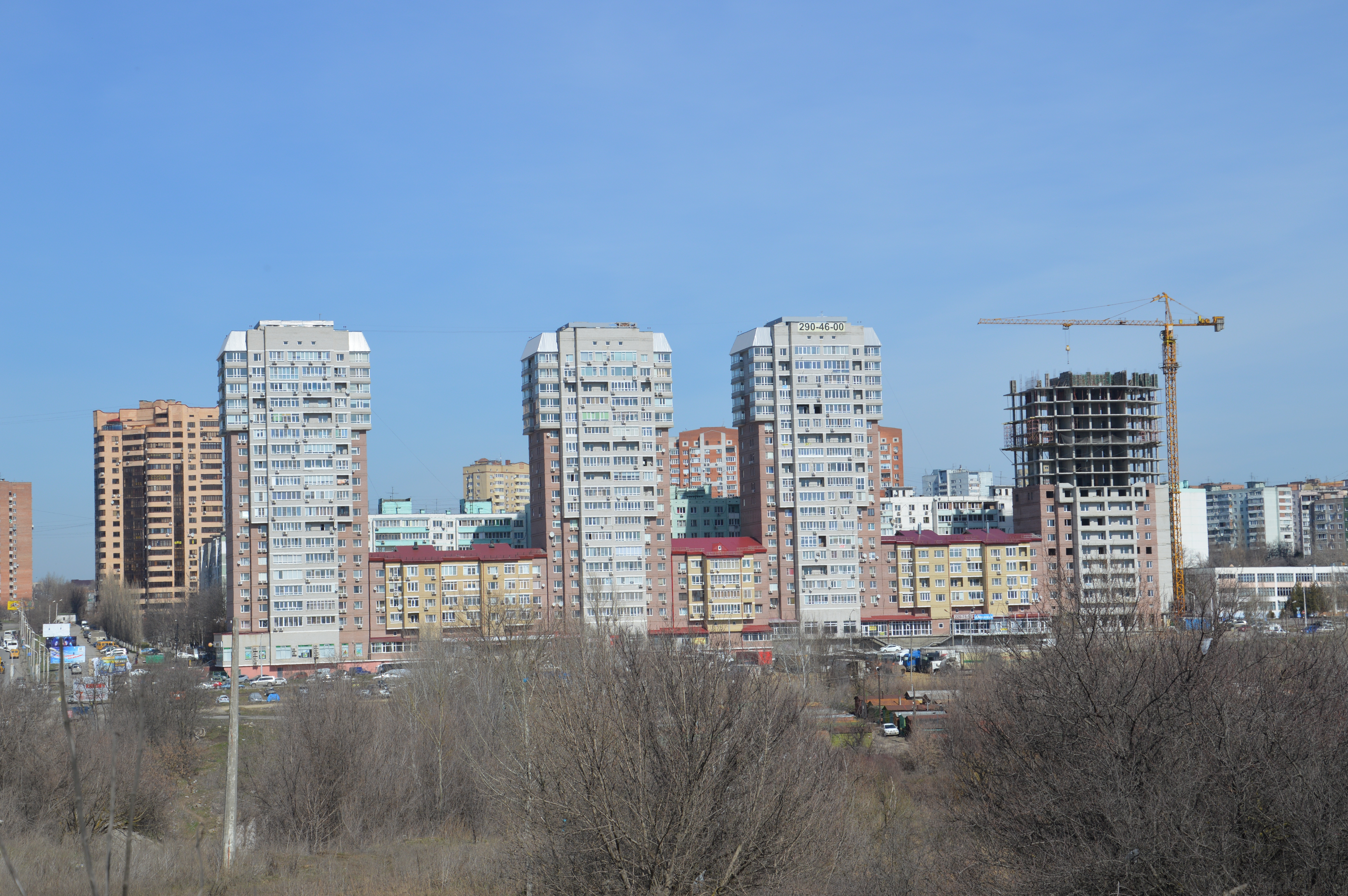
Застройка северного жилого массива

Архитектура Ростова-на-Дону представляет собой богатое историческое и культурное наследие, оставленное нам многими поколениями ростовчан. В настоящее время оно изучается, реставрируется, перестраивается в соответствии с новыми взглядами на архитектуру и иными потребностями города. Так от образца неоклассицизма, кинотеатра «Россия», остался один фасад — здание перестраивается под многоуровневый гараж, джазовый центр и др. Прорабатываются вопросы строительства в городе крупных торговых центров, совмещающих в себе развлекательную, спортивную, оздоровительную и общественные функции, вопросы строительства крупных жилых районов.
Особое внимание учёных занимает изучение архитектуры Ростова середины XIX — начала XX веков, архитектурно-строительная деятельность этих лет, обобщение строительного опыта, отличающегося от архитектуры предшествующей эпохи. Изучение истории архитектуры 1830—1910-х годов становится самостоятельной областью архитектуроведения.
Первые работы, посвященные сооружению архитектурных памятников на Дону были написаны самими участниками строительства. Это: «Войсковой соборный храм в городе Новочеркасске.» (К. Лимаренко, 1904 г.), «Описание Ростовской на Дону Городской Николаевской больницы.» (Н. В. Парийский, 1910 г.), «Постройка дома Общества Владикавказской железной дороги» (1916 г.). Описывая строительство сооружений, авторы этих работ обошли стороной вопросы архитектурно-художественного образа построек.
В 1950-е годы появились первые работы, посвященные общей характеристике архитектуры городов Нижнего Дона и Приазовья XVIII—XX веков: работы Г. А. Иноземцева, Г. Н. Захарьянца, Я. А. Ребайна, М. И. Тараканова.
В 1970—1990-е годы были опубликованы историко-краеведческие работы, описывающие городскую среду, образование и быт населения Ростова-на-Дону, Нахичевани на Дону. Это работы A. А. Данцева, Е. И. Кирсанова, А. Кириллова, В. Лобжанидзе (Путешествия по старому Ростову), Г. Лаптева (Путешествия по старому Ростову), B. С. Сидорова, С. Д. Швецова (В старом Ростове) и др. В них проводится анализ принадлежности построек, обращается внимание на направления архитектуры XIX-начала XX веков, нашедшие воплощение в архитектуре города (работы Е. В. Пьявченко (Ростовская архитектурная школа в лицах), Г. В. Есаулова, В. А. Черницына, В. И. Кулишова, О. Х. Халпахчьяна , А. П. Зимина, Л. Ф. Волошиновой, Д. В. Салаватовой, В. В. Попова.)
В 1980—1990-х годах пишутся монографии, посвященные архитектурному анализу застройки Ростова — О. Х. Халпахчьян «Архитектура Нахичевани на Дону» (1988), Г. В. Есаулов, В. А. Черницына «Архитектурная летопись Ростова на Дону» (1999).